# A vörös szoba álma
A vörös szoba álma (hagyományos kínai: 紅樓夢; egyszerűsített kínai: 红楼梦; pinjin (pinyin) hangsúlyjelekkel: Hóng lóu mèng) Cao Hszüe-csin (Cao Xueqin) regénye, amelyet a legjelentősebb klasszikus kínai regényként tartanak számon.
A mű kezdetben A kő története (Si-to csi (Shitou ji)) 石頭記 / 石头记 címen kéziratos formában terjedt Pekingben, még Cao Hszüe-csin (Cao Xueqin) életében. A regény első nyomtatott változata 1791–92-ben jelent meg és 120 fejezetből állt. Ezt a változatot Cseng Vej-jüan (Cheng Weiyuan) 程偉元 / 程伟元 (? – 1818) és Kao O (Gao E) 高鶚 (kb. 1738 – kb. 1815) állították össze és adták ki. Máig nem tisztázott a regény utolsó negyven fejezetének szerzősége.
A regényt a romantika és a realizmus stílusjegyeinek keveredése jellemzi, éppúgy megtalálhatók és meghatározók benne a mindennapi élet eseményei, mint a természetfeletti jelenségek, a szereplőket pedig egyszerre irányítják a lelki tényezők és a sorsuk. A regény nem egységes cselekményszövésű, hanem inkább különálló epizódok sorozatából álló mű, melyben a szerző a Csia (Jia) 賈 / 贾 család hanyatlását ábrázolja nagy részletességgel. A családhoz számos rokon, szolga és szolgáló járul, így a 30 főszereplő mellett több mint 400 mellékszereplő tűnik fel a regény lapjain. A legtöbb figyelmet a fiatal Csia Pao-jü (Jia Baoyu), a családfő tehetséges, de makacs és öntörvényű örököse kapja, aki hanyagolva a társadalmi és a családi hagyományokból fakadó kötelezettségeit, intim viszonyba kerül számos unokahúgával és szolgálójával. E nők közül a legfontosabb a búskomor Lin Taj-jü (Lin Daiyu) (Kék Drágakő), Pao-jü (Baoyu) szerencsétlen sorsú szerelme, illetve a jó kedélyű Pao-csaj (Baochai) (Drága Boglár), aki végül Pao-jü (Baoyu) felesége lesz. A műről, valamint Pao-jü (Baoyu) figurájáról általában azt tartják, hogy bizonyos fokig önéletrajzi jellegű, s Cao Hszüe-csin (Cao Xueqin) életét tükrözi. A regény képe a nagycsaládról hűen adja vissza a felsőbb osztályok életét a Csing (Qing)-dinasztia (1644–1911) korai szakaszában, míg a szereplők egyedi ábrázolása olyan pszichológiai mélységet ér el, amilyen számos szakértő szerint korábban nem létezett a kínai irodalomban.

## Szerzősége
A regény szerzőjeként Cao Hszüe-csin (Cao Xueqin)t (1715/1724–1763/1764) tartják számon, aki egy igen tehetős, befolyásos kínai család sarja. A család még Cao gyerekkorában elszegényedett, és Dél-Kínából áttelepültek a fővárosba, Pekingbe. Cao Hszüe-csin (Cao Xueqin) pontos életrajzi adatai nem ismertek, ami tudható róla, az a kortársai beszámolóiból maradt fenn. Nagy szegénységben, festmények adásvételéből élt Peking nyugati külvárosában, és mintegy egész évtizedig írta regényét, melyet 1763-ban vagy 1764-ben bekövetkezett halála miatt nem tudott befejezni. Egy 80 fejezetből álló kézirat, illetve annak másolatai maradtak utána, amely ekkor még A kő története (Si-to csi (Shitou ji) 石頭記 / 石头记) címet viselte. Nyomtatásban először csaknem 30 évvel a halála után jelent meg a regény teljes, ekkor már 120 fejezetes változata, amelyet Cseng Vej-jüan (Cheng Weiyuan) 程偉元 / 程伟元 (?–1818) és Kao O (Gao E) 高鶚 (kb. 1738–kb. 1815) állított össze. Máig viták folynak arról, hogy az utolsó negyven fejezetet Kao O (Gao E) toldotta-e az eredeti nyolcvan fejezethez, vagy lényegi részét, szerkezetét, főbb elemeit maga Cao Hszüe-csin (Cao Xueqin) írta, s Cseng (Cheng) és Kao (Gao) csak felfedezte és végső formába öntötte, vagy esetleg a 40 fejezet egy ismeretlen szerző munkája.

### Önéletrajzi vonatkozása
A regény eleven, életszerű karakterábrázolása azt sugallja, hogy a történet nem lehet csupán a fantázia terméke. Már a regény megjelenését követően nem sokkal megkezdődtek a találgatások, spekulációk, hogy vajon kiről, miről szólhat a regény, amelyet a szerző nem akart művében nyilvánvalóvá tenni. Ezek között voltak olyan, minden alapot nélkülöző elméletek is, hogy például A vörös szoba álma tulajdonképpen nem más, mint egy próféciákat tartalmazó mű, amely a Változások könyvének segítségével fejthető meg. Volt azonban néhány olyan teória is, amik egymással versengve majd egy évszázadon át tartották magukat. Ezek közül az egyik legnépszerűbb az volt, hogy a regény a Csing (Qing)-dinasztia legjelentősebb költőjének, a mandzsu uralkodókhoz rokoni szállal kötődő Na-lan Hszing-tö (Nalan Xingde)ről 納蘭性德 / 纳兰性德 (1655–1685) és családjáról szól. Egy másik teória szerint a dinasztia harmadik császára, Sun-cse (Shunzhi) 順治 (ur. 1643–1661) és ágyasa, Tong (Dong) 董 asszony (1639–1660), az egykori kurtizán tragikus szerelmének igaz történetén alapul. Egy harmadik elmélet szerint, melynek egyik fő szószólója Caj Jüan-pej (Cai Yuanpei) (1868–1940) volt, A vörös szoba álma nem más, mint „a Kang-hszi (Kangxi) uralkodása idején született politikai regény. A szerző pedig egy lelkes nacionalista, aki azért írta ezt a könyvet, hogy kifejezze a Ming-dinasztia bukása miatti bánatát, hogy bemutassa a Csing (Qing)-dinasztia gonoszságait, s hogy kifejezze sajnálatát azon han írástudókkal szemben, akik megalkudva hivatalt vállaltak a mandzsuk alatt…” Ezen elméleteket cáfolta meg a regény eladdig legfelkészültebb és legkiválóbb szakértő tudósa, Hu Si (Hu Shi) 胡適 / 胡适 (1891–1962), aki felfejtve és rekonstruálva a szerző, Cao Hszüe-csin (Cao Xueqin) családi hátterét, elsőként mutatott rá a nyilvánvaló párhuzamokra és jelentette ki, hogy A vörös szoba álma részben önéletrajzi ihletettségű.

## Nyelvezete
A vörös szoba álma a korabeli írott köznyelven íródott, nem pedig a magas kultúra hivatalos nyelvén, az írásban használt ven-jen (wenyan) klasszikus kínaiul. A szerző azonban jártas volt a ven-jen (wenyan) nyelvű írásban és a klasszikus kínai költészetben is, így a regényben olvasható számtalan versbetét ezen a nyelven szólal meg, hibátlanul. A regény párbeszédei pedig azon a korabeli észak-kínai, közelebbről pekingi beszélt nyelvjárásban íródtak, amely a modern beszélt kínai köznyelv közvetlen előzményének tekinthető. A 20. század elején a kínai nyelvészek az írott, megreformált köznyelv elterjesztéséhez előszeretettel használták ezeket a dialógusokat a szöveggyűjteményeikben.

## Cselekménye
|  | Alább a cselekmény részletei következnek! |

### Mitikus indítás
A regény egy álom leírásával kezdődik, amit a Szucsou (Suzhou)ban élő, a történet szempontjából mellékszereplőnek számító Si-jin (Shiyin) nevű ember álmodik. A könyvtárában, a hőségtől elbóbiskolva álmában egy buddhista szerzetest és egy taoista papot pillant meg. A buddhista szerzetes egy követ visz magával, amiről társa kérdésére elmondja, hogy azért hozza magával, mert a gondviselés akarata folytán egy szerelmi drámát kell elindítania, amelynek itt a Földön kell lejátszódnia. A kőről elmondja, hogy a világ kezdetekor, amikor is az ég megrepedezett oszlopait ki kellett javítani, Nü-kua (Nügua) istennő erre a célra kiválasztott 36 501 darab követ, amiket megolvasztva megjavíthatta az ég oszlopait és kifoltozhatta az eget. Csakhogy ezt az egy követ alkalmatlannak találta és félretette. A kő azonban az istennő kezének érintésétől életre kelt, és a mellőzöttsége miatti fájdalomtól hajtva elvándorolt. Vándorlása során, távol nyugaton, a Szellem-folyam partján találkozott Bíborgyöngyvirággal (Csu Hszien-cao (Zhu Xiancao) 珠仙草), akibe menten beleszeretett. Gyöngéden gondozta, óvta őt, majd a virág földi növénylétét levetkezte, és emberi alakot öltve fiatal leánnyá változott. Ekkor azonban elszakadtak egymástól, s a leány fogadalmat tett, miszerint, ha a következő életében úgy találkozik jótevőjével, mint ember az emberrel, akkor háláját annyi könnyel fogja leróni, amennyit csak egy teljes hosszú élet alatt onthat. S ezt a követ viszi most a buddhista szerzetes a Félelmetes Ébredés Tündéréhez (Csing Huan hszien-ce (Jing Huan xianzi) 警幻仙子), hogy felvegye őt a földön lejátszódó dráma szereplőinek körébe, s a többi szereplő után küldje. Si-jin (Shiyin) megkéri őket, hadd vethessen egy pillantást a különös kőre, amelyről beszélgettek. A buddhista szerzetes megengedi, ő pedig azt látja, hogy az egy csillogó fényű, szép jáspiskő, melyre négy írásjegyet véstek: tung-ling pao-jü (tongling baoyu) 通靈寶玉 / 通灵宝玉, vagyis „átható szellemi erő drágaköve”. A kő másik oldalán ugyancsak volt néhány sornyi írás, de mielőtt Si-jin (Shiyin) azt is elolvashatta volna, a szerzetes visszavette a követ és távoztak A Nagy Üresség Árnyékbirodalmába. Amikor utánuk akart sietni, hatalmas mennydörgés robaja állította meg, és ébresztette fel.

### A történet háttere
A történet ugyan Csinling (Jinling) 金陵 városában kezdődik, amely Nanking másik neve, ám a központi cselekmény a fővárosban, Pekingben zajlik. A fővárosban négy nemesi család lakik palotáikban, a Csia (Jia) 賈/贾, a Si (Shi) 史, a Vang (Wang) 王 és a Hszüe (Xue) 薛. „Ez a négy hatalmas család rokonságban és sógorságban van egymással, s így jóban-rosszban szövetségesek.” A négy nemesi család közül a szerző a cselekmény szempontjából a Csiá (Jiá)kat állítja a központba, akik öt nemzedéke, hogy hercegi rangra emeltettek. „Két édestestvér volt az, aki közülük a trónnak tett kimagasló szolgálatai miatt hercegi rangot viselhetett, az idősebbik mint Ning-kuo (Ningguo) 寧國/宁国, a Trón Nyugalmának Hercege, a fiatalabbik mint Zsung-kuo (Rongguo) 榮國 / 荣国, a Trón Becsületének Hercege.” A két testvér egy-egy, a hercegi címe után elnevezett palotát (fu 府) építtetett és családjaikkal itt rendezkedtek be. A Csiá (Jiá)knak tehát két palotája is található a városban. Azonban a történet kezdetekor a nagynevű és magas méltóságú Csia (Jia) család mindkét ágában már a visszafordíthatatlan hanyatlás jelei mutatkoznak.

### A központi történet
A gazdag és tekintélyes Csia (Jia) családba, amely a császár kegyes jóindulatát élvezi, egy napon bájos vendég érkezik. Kék Drágakő az, aki a rokon Lin család utolsó sarja, s aki édesanyja korai halála miatt a Zsung-kuo (Rongguo) palota anyahercegnőjének, nagyanyjának gyámsága alá kerül. A kislány hamar megtalálja a helyét a családban, Cseng (Zheng) asszony, az anyahercegnő menye közli vele, hogy a szelíd, jó nevelést kapott lányaival fog együtt lakni, tanulni és szórakozni. Csupán fiától, Pao-jü (Baoyu)től óvja a vendégét. Pao-jü (Baoyu), akinek a neve azt jelenti, hogy „Drága Jáde”, arról a csodálatos kőről kapta a nevét, amit születésekor a szájában találtak és amit azóta is a nyakában hord talizmánként. A két fiatal az első pillanattól kezdve rokonszenvet és vonzódást érez egymás iránt. Kék Drágakő nehezen viseli, amikor egy új kisasszony kerül a palotába. A másik rokonleány, Pao-csaj (Baochai), vagyis „Drága Boglár”, szintén távoli rokon, aki azonban kicsiny gyerekkorától fogva ismeri az egy évvel fiatalabb unokaöccsét, Pao-jü (Baoyu)t, s vele cinkos barátságban vannak. Kék Drágakő féltékenységét Pao-jü (Baoyu) csak esdeklő bocsánatkérésekkel tudja valamelyest enyhíteni.
Egy alkalommal, amikor a család a Ning-kuo (Ningguo)-palotabeli rokonságnál vendégeskedik, Pao-jü (Baoyu) a fiatal és szép sógornőjének, Csin Ko-csing (Qin Keqing)nek a szobájában tér éjjel nyugovóra. Furcsa álmot lát, melyben a Félelmetes Ébredés Tündére elviszi őt a Nagy Üresség Árnyékbirodalmába, ahol a szenvedélyek démonai lakoznak. Pao-jü (Baoyu) egy figyelmeztető feliratot is olvas: „Létezés lesz látomássá, látomás lesz létezéssé”. Az ifjú lepihen és meghallgatja a Tündér táncoslányainak előadásában a „Vörös Szoba Álmának” tizenkét énekét. Sajnos nem tudja megfejteni a szöveg finom célzásait és bonyolult allegóriáit. A Tündér figyelmezteti, hogy a jövőben vigyázzon az egészségére, mert folyamatos veszélyben van attól a kórságtól, amit bujaságnak hívnak, s amely Pao-jü (Baoyu) esetében a szellem bujasága. Ezt követően a Tündér bebocsátotta hozzá legszebb szolgálólányát, hogy az megtanítsa a fiúnak a szerelem művészetét, és ezáltal ráébressze arra, mily végesek még a halhatatlanok örömei is.
Nem sokkal a látogatást követően a szép sógornő, Csin Ko-csing (Qin Keqing) váratlanul meghal. Halála sorsfordítónak mutatkozik a temetésére összegyűlt nagycsalád életében. Innentől valahogy minden rosszra fordul. Pao-jü (Baoyu) továbbra is Pao-csaj (Baochai) és Kék Drágakő féltékeny játszmájában őrlődik, miközben szigorú apja korholásait hallgatja léha életvitele miatt. Pao-jü (Baoyu) nővére, Tavasz Érkezése abban a megtiszteltetésben részesül, hogy a császár másodfeleségének rangjába emelik. Hazalátogatása alkalmával a méltóságos rokont a család egy hatalmas költséggel létrehozott új, gyönyörű park, A Szemek Gyönyörűségének Parkjával tiszteli meg. A látogatást követően a család fiataljai ennek a parknak az épületeiben kapnak új lakrészeket. Pao-jü (Baoyu) és Kék Drágakő között titkos szerelem szövődik. S bár házasságukat tervezgetik, a család női tagjainak más szándékuk van. Amikor Kék Drágakő megtudja, hogy szerelmese felesége Pao-csaj (Baochai) lesz, betegségbe esik, és az esküvőjük napján meghal.
Ez a esztendő a családra is sorscsapásként nehezedik, amit az is rossz ómenként vetít előre, hogy Pao-jü (Baoyu) elveszíti talizmánkövét. Pao-jü (Baoyu) apját vesztegetéssel vádolják meg, és a császári kegynek vége szakad. A család több tagját meghurcolják és száműzik. A hanyatlást szomorúan és tehetetlenül szemlélő anyahercegnő nyolcvanhárom éves korában távozik az élők sorából. A család már jóval szerényebb körülmények között kénytelen megrendezni az újabb temetését. Pao-jü (Baoyu) nővére, a császár másodfelesége is meghal messze idegenben. Pao-jü (Baoyu) sokadjára is betegségbe esik, pedig a vizsgái időpontja, melyet apja követelésére kell letennie, nagyon közel van. Amikor már az orvosok is lemondtak a fiúról, egy buddhista szerzetes kér bebocsátást a palotába, aki az elveszettnek hitt jádekövet hozta vissza. Pao-jü (Baoyu) menten felépül és hosszasan beszélget a szerzetessel. Megtudja, hogy ő bizony a csodás kő újjászületése, míg szerelme, az elhunyt Kék Drágakő, a neki hálás Bíborgyöngyvirág volt. Pao-jü (Baoyu) ettől kezdve szobájába zárkózva készül a vizsgáira, s amint a vizsga napja elérkezik, unokaöccsével együtt útnak indul, hogy megpróbáljon a család nevének dicsőséget szerezni. Este azonban az unokaöcs egyedül tér haza, és nem tudja merre lehet, hová tűnhetett el mellőle Pao-jü (Baoyu), akivel a vizsga végeztével még együtt jöttek ki. Sehol nem akadnak a nyomára, pedig császári hírnökök is keresik, hiszen Pao-jü (Baoyu) a vizsgán az előkelő hetedik helyet szerezte meg. Kedvéért a császár hazaengedi a száműzött rokonait is, de a fiú így sem került elő. Neve mégsem veszett ki a világból, mert a császár meghallgatván Pao-jü (Baoyu) történetét a „Csodálatos szellemi géniusz” cím adományozásával tiszteli meg emlékét. Felesége, Pao-csaj (Baochai) néhány hónap múlva egy kisfiút szült a családnak: Pao-jü (Baoyu) egyetlen gyermekét.
|  | Itt a vége a cselekmény részletezésének! |

## Szereplők
A regényben – a klasszikus kínai regényektől nem idegen módon – rendkívül sok szereplő jelenik meg, akik közül mintegy harminc fő- vagy főbb szereplőnek tekinthető, míg a mellékszereplők száma közel ötszáz. A szerző különösen a női szereplők ábrázolásában jeleskedett, összetett karakterei máig hivatkozott, népszerű alakjai a kínai műveltségnek. Az alábbi felsorolásban csak a történet alakításában jelentősebb szereppel rendelkező alakokat szerepelnek, feltüntetve nevük eredeti, kínai formáját és megadva a magyar fordításban olvasható változatát.

### Pao-jü(Baoyu)ésCsinling(Jinling)tizenkét szépsége
- Csia Pao-jü (Jia Baoyu) 賈寶玉 / 贾宝玉; jelentése: „Drága Jáde”, a magyar fordításban: Pao-jü.
A regény központi figurája, férfi főszereplője, aki a történet kezdetekor 12–13 vagy 14 éves.[m 7] A Zsung-kuo (Rongguo) palotabeli Csia Cseng (Jia Zheng) és felesége Vang (Wang) asszony fia, aki egy csodálatos kővel a szájában született, melyet talizmánként azóta is a nyakában visel. Innen kapta a nevét is, amely „Drága Jádét” vagy a magyar fordításban: „Ékkövet” jelent. A történet misztikus magyarázata szerint ő ennek a csodás kőnek emberi alakot öltött formája. A szigorú konfuciánus elveket valló apja, nagy hangsúlyt fektetne a klasszikus műveltségének csiszolására, míg ő inkább a könnyebb olvasmányokat és a szórakozás különféle formáit részesíti előnyben. Az anyahercegnő kedvenc és elkényeztetett unokája, aki kiváltképp a lányok, a nők társaságában érzi jól magát, épp ezért a környezetében sokan attól tartanak, hogy felnőve puhány szoknyabolonddá válik. Mindezek ellenére „nagyon szeszélyes, de eleven eszű, öregesen okos fiúvá fejlődött”[11] A buja vágyaknak is nehezen tud ellenállni, a történet során a palota számos női lakójával (rokonok, szolgálólányok) kerül intim kapcsolatba, miközben az igazi szerelme Kék Drágakő.
- Lin Taj-jü (Lin Daiyu) 林黛玉; jelentése: „Kékesfekete Jáde”, a magyar fordításban: Kék Drágakő vagy Lin kisasszony.
A regény női főszereplője, Pao-jü (Baoyu) 12 éves unokahúga, később szerelme is. Édesapja a Jangcsou (Yangzhou)-beli tudós hivatalnok, Lin Zsu-haj (Lin Ruhai), édesanyja pedig az anyahercegnő egyetlen leánya, Csia Min (Jia Min). Rendkívül művelt, kiválóan ért a költészethez és a zenéhez, ám rendkívül zárkózott és féltékeny teremtés. A történet szerint Kék Drágakő édesanyja halálakor kerül nagyanyja gondozásába a Zsung-kuo (Rongguo) palotába, később pedig édesapját is elveszíti. Már a palotába érkezése napján Pao-jü (Baoyu)vel együtt szinte azonnal megmagyarázhatatlan, sorsszerű vonzalmat éreznek egymás iránt. A misztikus kerettörténet szerint ugyanis ő Bíborgyöngyvirág reinkarnációja, aki azért született a földre, hogy könnyeivel rója le háláját egykori jótevőjének.
- Hszüe Pao-csaj (Xue Baochai) 薛寶釵 / 薛宝钗; jelentése: „Kincs-hajtű”, a magyar fordításban: Drága Boglár vagy Pao-csaj.
Hszüe Pan (Xue Pan) húga, akiknek az édesanyja édestestvére a Zsung-kuo (Rongguo) palotabeli Cseng (Zheng) úr feleségének. Kései gyermekként, az édesanyja negyvenévesen szülte. Léha bátyja helyett, ő az özvegyen maradt anyjuk igazi támasza. „Puha, kerekded szépségével Pao-csaj (Baochai) simára csiszolt fényes acháthoz hasonlított. De csiszoltsága nemcsak külsőleg volt tökéletes. Hála a tanulásban tanúsított buzgóságának… tízszeresen is felülmúlta bátyját… Kiemelkedő erényei és előnyös tulajdonságai miatt hamarosan felfigyeltek rá, és rákerült azoknak a lányoknak a listájára, akiket a nemesi és mandarin-osztály tekintélyes családjaiból évente birodalomszerte kiválasztottak, hogy őket az udvarnál bemutassák, s aztán vagy a császári ágyasok, vagy pedig a császári hercegnők palotahölgyei sorába emeljék őket.”[12] A történet idején ünnepli a 15. születésnapját.
- Csia Jüan-csun (Jia Yuanchun) 賈元春 / 贾元春; jelentése: „Első Tavasz”, a magyar fordításban: Tavasz Érkezése.
Pao-jü (Baoyu), mintegy tíz évvel idősebb nővére. Nevét onnan kapta, hogy az első holdhónap első napján született. A történet idején már nem tartózkodik a palotában, mert „szépsége és erényei miatt méltónak találták arra, hogy mint palotahölgyet, a császárnő szolgálatába vegyék.”[13] Majd a császár másodfeleséggé léptette elő, és a Főnixpalota úrnőjévé nevezte ki.[14]
- Csia Tan-csun (Jia Tanchun) 賈探春 / 贾探春; jelentése: „Tavasz Keresése”, a magyar fordításban: Tavasz Virulása.
Pao-jü (Baoyu) húga. Valójában csak féltestvérek, hiszen Tavasz Virulásának Cseng (Zheng) úr egyik ágyasa, Csao (Zhao) az édesanyja.
- Csia Jing-csun (Jia Yingchun) 賈迎春 / 贾迎春; jelentése: „Tavasz Üdvözlése”, a magyar fordításban: Tavasz Köszöntése.
Csia Sö (Jia She) herceg egyik lánya.
- Csia Hszi-csun (Jia Xichun) 賈惜春 / 贾惜春; jelentése: „Tavasz Sajnálása”, a magyar fordításban: Tavasz Búcsúzása.
 A Ning-kuo (Ningguo)-palotabeli Csen (Zhen) herceg édestestvére, aki a Zsung-kuo (Rongguo)-palotában nevelkedik, mivel a Csia (Jia) anyahercegnő unokájaként bánik vele. A történet idején tíz egynéhány éves, a második legfiatalabb Csin-ling (Jinling) tizenkét szépsége között. A Csia (Jia)-ház bukását követően buddhista apácának áll.
- Si Hsziang-jün (Shi Xiangyun) 史湘雲 / 史湘云; jelentése: „A Hsziang (Xiang)-folyó felhője”, a magyar fordításban: Felhőcske.
Csia Pao-jü (Jia Baoyu) egyidős unokanővére. A Si (Shi) család legfiatalabb nemzedékét képviseli, a Csia (Jia) nagyanya, vagyis az anyahercegnő fivérének unokája. „Hetyke elevensége és bugyborékoló víg kedélye miatt a takaros kis Hsziang-jün (Xiangyun) kisasszony régtől fogva szívesen látott vendége volt a háznak, s gyermekkorától kezdve jó pajtása volt a vele egyidős Pao-jü (Baoyu)nek. ők ketten nem egy vidám csínyt követtek el együtt…”[15]
- Vang Hszi-feng (Wang Xifeng) 王熙鳳 / 王熙凤; jelentése: „Ragyogó Főnix”, a magyar fordításban: Főnix vagy Főnix asszony.
Az anyahercegnő legidősebb unokájának, Csia Lien (Jia Lian)nek a felesége. Fiatal, szép, határozott és energikus asszony, aki az anyahercegnő és Wang asszony után a harmadik legbefolyásosabb és legnagyobb tekintélyű nő a Csia (Jia) családban. Csin Ko-csing (Qin Keqing) halála után megbízzák, hogy felügyelje és irányítsa a Ning-kuo (Ningguo)-palota ügyeit. Ebben a feladatában erőskezű matrónaként áll helyt. Férje nem túl kedvesen bánik vele, nem kap sok szeretet tőle. Olykor a kegyetlenségig kemény és gonosz. Egy ízben, egyik makacs udvarlóját, zaklatóját addig gyötörte, míg az el nem emésztette magát, egy másik alkalommal pedig férje gyűlölt ágyasát, második Ju (You) kisasszonyt kergette öngyilkosságba. Ennek ellenére olyan egyszerű emberekkel, mint például Liu asszony, képes együtt érző, baráti kapcsolatot kialakítani, aki egyébként Főnix asszony egyetlen lányának a nevét is adta.
- Csia Csiao-csie (Jia Qiaojie) 賈巧姐 / 贾巧姐; a magyar fordításban nem nevezik nevén.
Főnix asszony és Csia Lien (Jia Lian) egyetlen lánya. A regényben többnyire, mint gyermek jelenik meg. A Cseng Vej-jüan (Cheng Weiyuan) és a Kao O (Gao E) regényváltozatában, a Csia (Jia)-ház bukása után, Liu asszony közvetítésével feleségül megy az öregasszony szomszédságában lakó vagyonos család sarjához, és boldogan éli az ifjú vidéki feleségek eseménytelen életét. A tizenkét szépség között ő a legfiatalabb.[m 8]
- Miao-jü (Miaoyu) 妙玉; jelentése: „Szépséges Jáde”, a magyar fordításban: Miao-jü
Szépséges és fiatal buddhista hitű remetelány, aki Zsung-kuo (Rongguo)-palotában lakik. „Ez a nagy műveltségű tizennyolc éves lány Szucsouból, nemesi mandarincsaládból származott. Szülei halála után lemondott a világról és Buddha szolgálatára szentelte magát. A császári feleség látogatása alkalmával a város kapuin kívül fekvő egyik kolostorból hozták át a parkba.[16]
- Li Van (Li Wan) 李紈 / 李纨; jelentése: „Fehér selyem”, a magyar fordításban: Li Van.
Pao-jü (Baoyu) fiatalon elhunyt bátyjának, Csia Csu (Jia Zhu)nak az özvegye, Pao-jü (Baoyu) sógornője. Elsődleges feladata, fiának Lannak a felnevelése és a fiatal sógornők felügyelete. A húszas éveinek végén járó özvegyet a regény szelíd természetű asszonyként mutatja be, aki a tökéletes mintaképe a konfuciánus elvek szerint előírt gyászoló feleségnek. Mikor fia sikeresen leteszi a hivatalnoki vizsgáját, ő is magasabb társadalmi pozícióba jut, ennek ellenére mégis tragikus figura, hiszen a regény szerint a szigorú erkölcsi normák és társadalmi szabályok rigorózus betartásának áldozta fel ifjúságát.
- Csin Ko-csing (Qin Keqing) 秦可卿; a magyar fordításban: Zsung asszony vagy Csin Ko-csing.
Ning-kuo (Ningguo)-palotabeli Csen (Zhen) herceg szép, fiatal menye, Csia Zsung (Jia Rong) felesége. Az ő hálószobájában és ágyában álmodta Pao-jü (Baoyu) a titokzatos „vörös szoba álmát”, amelyben a Félelmes Ébredés Tündére a Ko-csing (Keqing) nevű húga segítségével mutatta meg a fiúnak a szerelem művészetét. A fiatal asszony, mint kacér, érzéki nő jelenik meg a regényben, akinek még az apósával is viszonya volt. Korai, betegség okozta tragikus halála és temetése a regény egyik központi eseménye. A neve kettős szójátékot is rejt, ugyanis, nevének három írásjegye, a csin ko csing (qin ke qing) 秦可卿, hasonló hangzású, de más jelentésű írásjegyekkel írva jelentheti, hogy „az érzelmek lehetnek lényegtelenek” 情可輕 vagy „az érzelmek lehetnek túláradóak” 情可傾.

### Galéria 1
Kaj csi (Gai Qi) 改琦 (1773–1828) illusztrációi a regényhez 1879-ből:

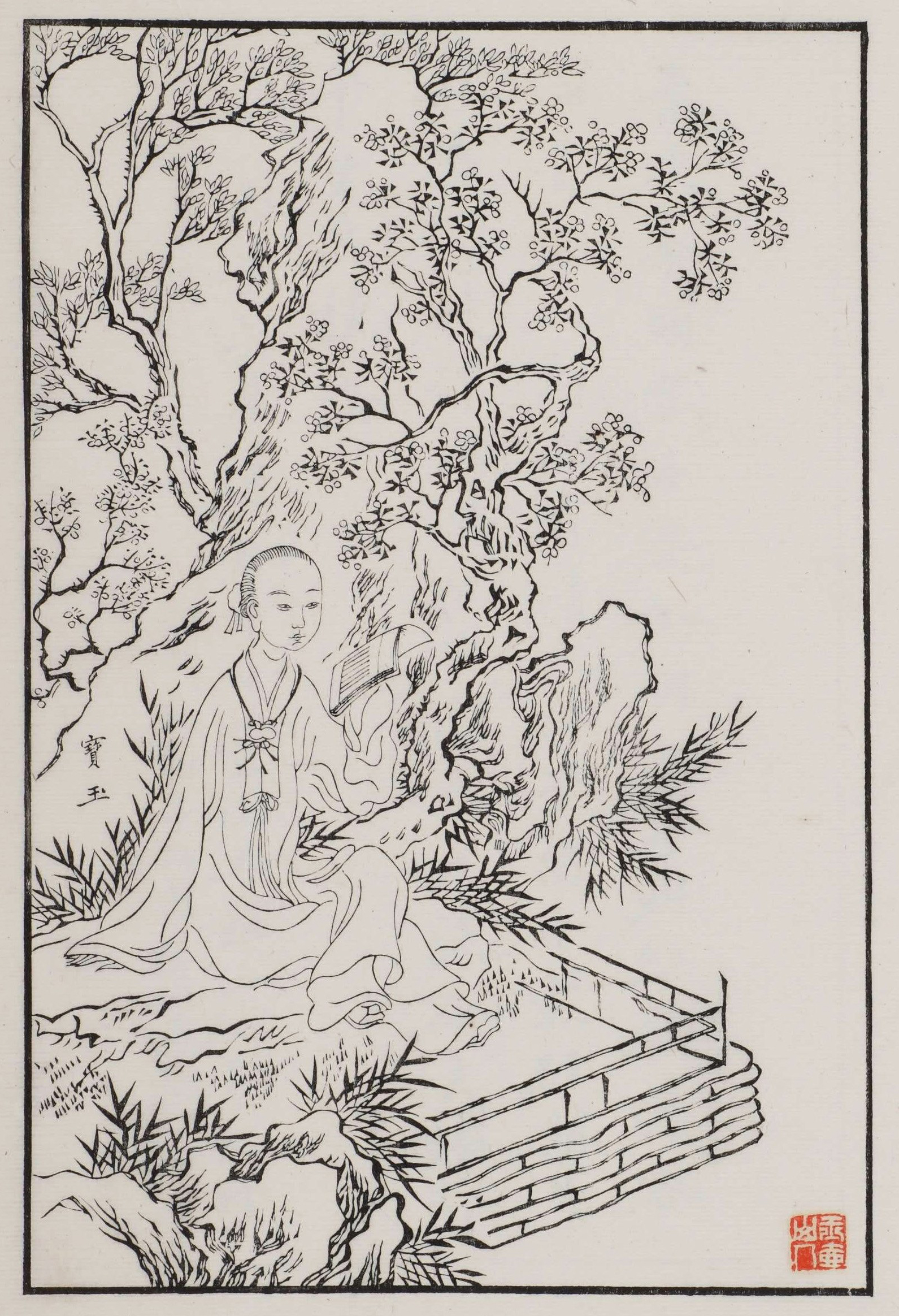
Csia Pao-jü (Jia Baoyu )
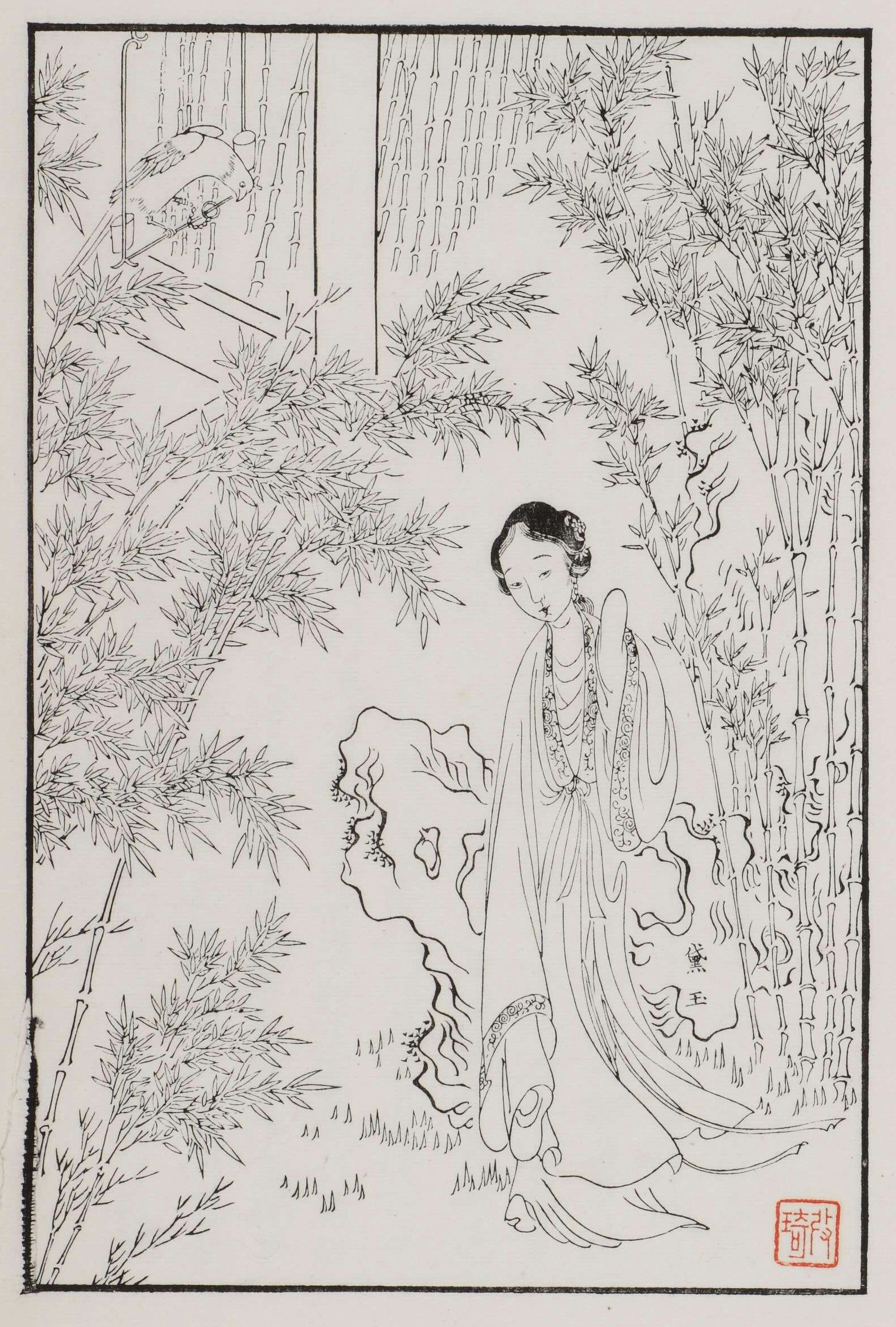
Lin Taj-jü (Lin Daiyu ) Kék Drágakő
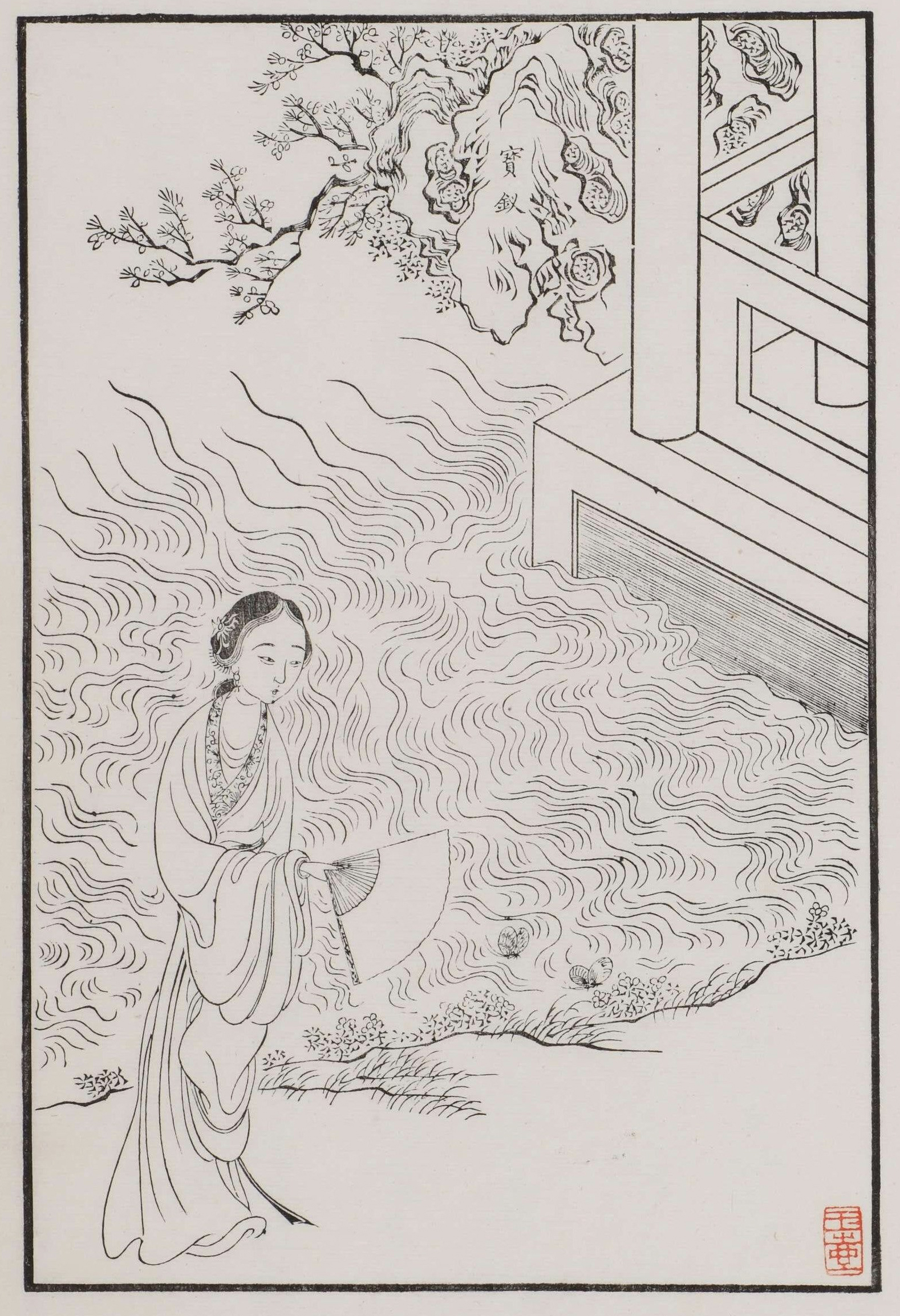
Hszüe Pao-csaj (Xue Baochai) Drága Boglár
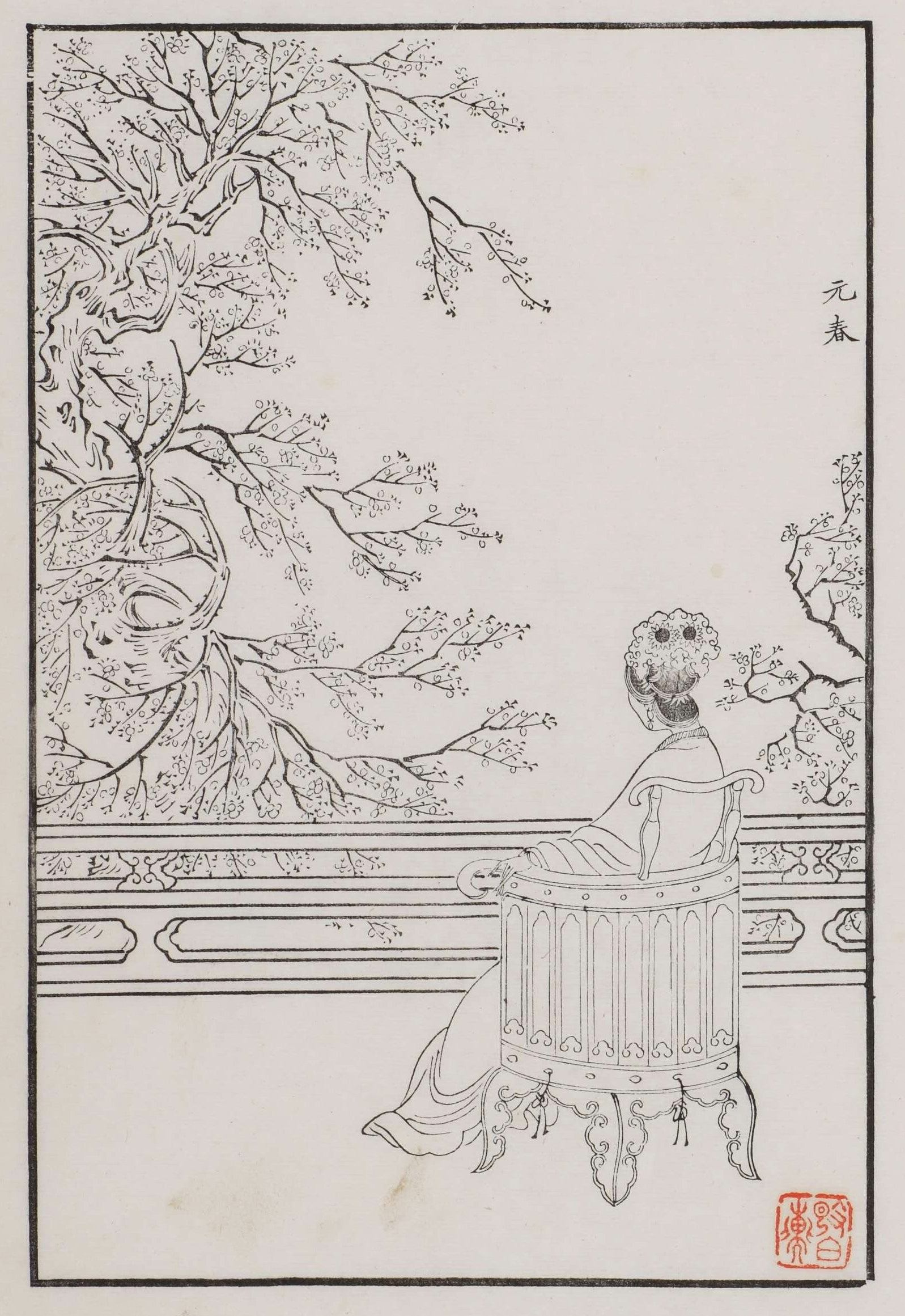
Csia Jüan-csun (Jia Yuanchun) Tavasz érkezése
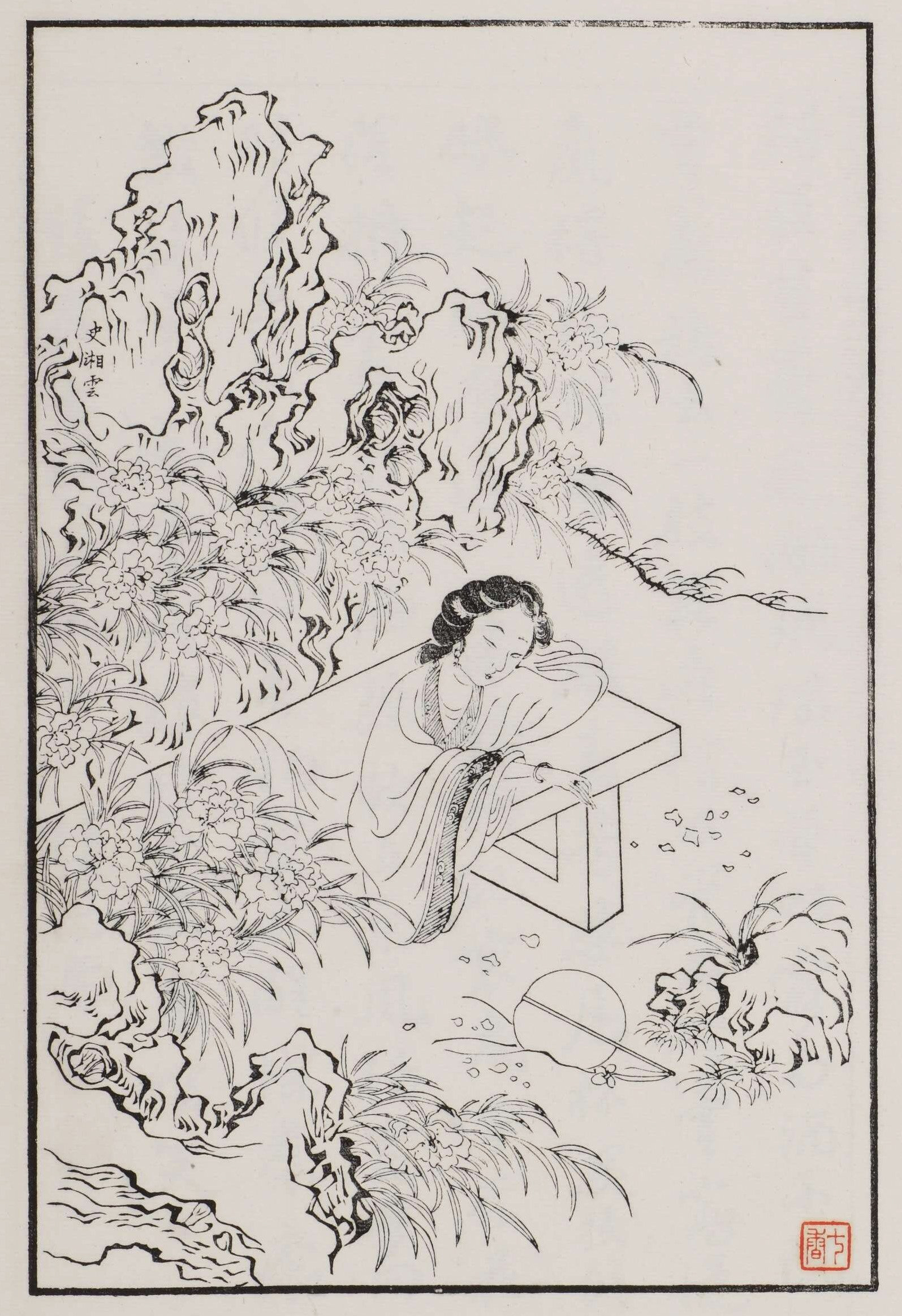
Si Hsziang-jün (Shi Xiangyun) Felhőcske
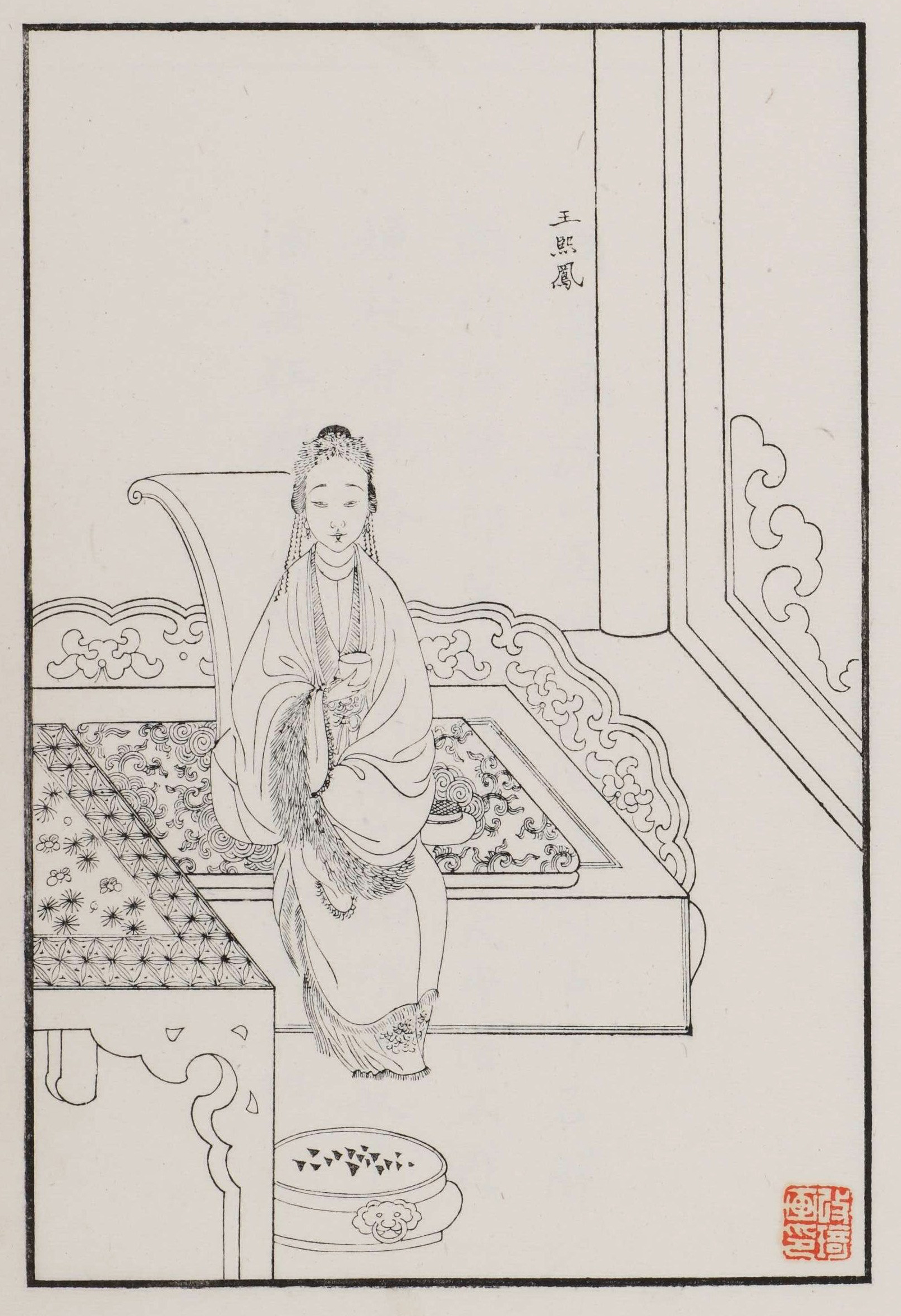
Vang Hszi-feng (Wang Xifeng ) Főnix asszony
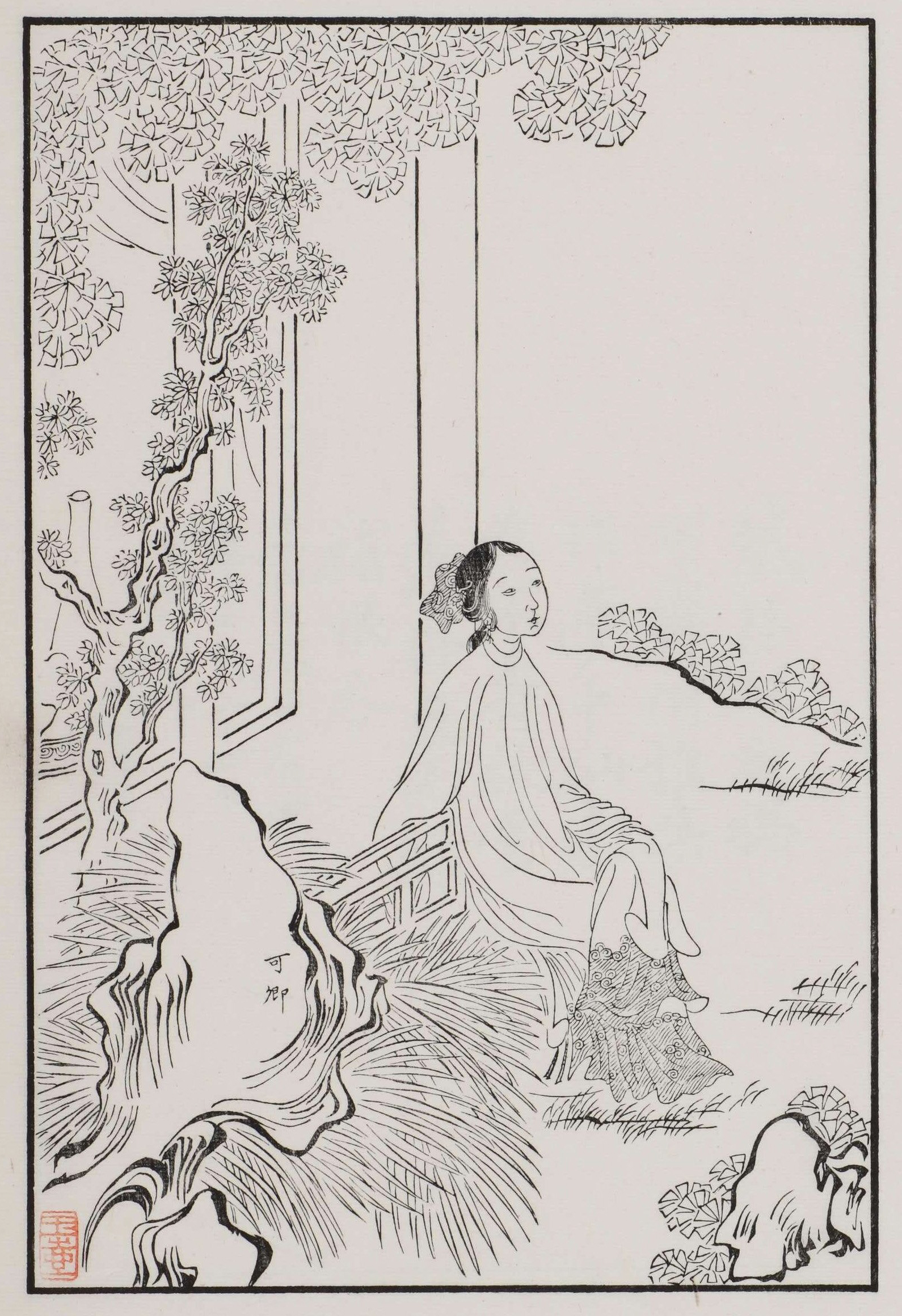
Csin Ko-csing ( Qin Keqing ) Zsung asszony

### További főszereplők
- Csia mu (Jia mu) 賈母 / 贾母; a magyar fordításban: Csia nagyanya, vagy anyahercegnő, vagy öreg taj-taj.
Eredetileg a Si (Shi) családból származik, a férje, Csia Taj-san (Jia Daishan) halála után – a történet idején – ő a Zsung-kuo (Ronggou)-palota teljhatalmú úrnője. Két fia (Csia Sö (Jia She), Csia Cseng (Jia Zheng)) és egy lánya (Csia Min (Jia Min)) van. A lánya, aki férjhez menve elköltözött a palotából, korán meghal, így az anyahercegnő félárva unokáját, Kék Drágakőt magához veszi a palotába, ahol támogatja és segíti annak a másik kedvenc, dédelgetett unokájával, Pao-jü (Baoyu)vel való kapcsolatát.
- Liu lao-lao (Liu laolao) 劉姥姥 / 刘姥姥; a magyar fordításban: Liu asszony, vagy Liu sógornő.
Csia Cseng (Jia Zheng) feleségének távoli, falun élő rokona, aki időnként látogatóba érkezik a Zsung-kuo (Ronggou)-palotába. „Jó erőben lévő, idős parasztasszony.”[17]
- Csia Sö (Jia She) 贾赦 / 贾赦; a magyar fordításban: Csia Sö.
 Az anyahercegnő idősebbik fia, a történet idején ő viseli a Zsung-kuo (Ronggou) palota hercegi címét: „barátságos, kissé flegmatikus úr, ki szereti a nyugalmat és nem nagyon törődik a családi háztartás ügyeivel.”[18]
- Csia Cseng (Jia Zheng) 賈政 / 贾政; a magyar fordításban: Csia Cseng.
Az anyahercegnő fiatalabbik fia: „kiváló szellemi és jellembeli tulajdonságokkal rendelkezik. Törzsének főméltóságú őséhez minden tekintetben méltó, s annak mindig is kedvence volt. Nagyapja kívánságára, de hajlamainak megfelelően is, szabályszerűen és alaposan felkészült a hivatalnoki pályára. Különleges császári kegy folytán a harmadik állami vizsga kötelezettsége alól fölmentették, és most kisegítő egy minisztériumban.”[19] A legidősebb főfelesége Vang (Wang) asszony, ők Pao-jü (Baoyu) szülei.
- Csia Lien (Jia Lian) 賈璉 / 贾琏; a magyar fordításban: Csia Lien.
Vang Hszi-feng (Wang Xifeng), vagyis Főnix asszony férje, Pao-jü (Baoyu) unokabátyja.
- Hsziang-ling (Xiangling) 香菱; a magyar fordításban: kis Lótusz.
Valódi neve: Csen Jing-lien (Zhen Yinglian) 甄英莲, annak a Csen Si-jin (Zhen Shiyin)nek a lánya, aki a regény elején a csodálatos kő álmát álmodja. A lányt ötéves korában rabolták el, majd tizenhárom évesen, a történet idején, adja el az elrablója egy Feng nevű embernek rabszolgaként, néhány napra rá Hszüe Pan (Xue Pan)nak is, aki miatta öli meg Fenget.
- Ping-er (Ping'er) 平兒; a magyar fordításban: Ping-er.
Vang Hszi-feng (Wang Xifeng), vagyis Főnix asszony szobalánya.
- Hszüe Pan (Xue Pan) 薛蟠; a magyar fordításban: Hszie Pan (sic!).
A nagy befolyással bíró Hszüe (Xue) család sarja, Hszüe Pao-csaj (Xue Baochai), vagyis Drága Boglár bátyja. Nem saját tehetségéből, hanem az örökségként rámaradt milliós vagyonból tisztséget visel és illetményt húz a pénzügyminisztériumból, mint a császári udvari ruhatár kiváltságos bevásárlója. Az üzlethez nem igazán ért, ezt bizalmasaira hagyja. „Ő maga teljesen a szenvedélyeinek élt, és idejét kakasviadalokkal, lóversenyekkel, vadászatokkal és részeg dáridókkal ütötte agyon. Pazarló volt és élvhajhász, féktelen, durva fickó, faragatlan viselkedésű és nyegle modorú.”[20] A történet elején embereivel agyonveret egy Fang nevű férfit, aki előbb vette meg rabszolgaként az általa is kiszemelt kis Lótuszt.
- Vang fu-zsen (Wang furen) 王夫人; a magyar fordításban: Vang asszony.
Csia Cseng (Jia Zheng) legidősebb főfelesége, ő Pao-jü (Baoyu) és Tavasz Érkezésének édesanyja.
- Hszüe ji-ma (Xue yima) 薛姨媽 / 薛姨妈; a magyar fordításban: Hszie néni (sic!).
Pao-csaj (Baochai), vagyis Drága Boglár édesanyja.
- Hua Hszi-zsen (Xiren) 花襲人 / 花袭人; a magyar fordításban: Gyöngyszem.
Pao-jü (Baoyu) kedvenc szolgálólánya és bizalmasa, aki két évvel idősebb a fiúnál. Ő az, akivel a fiú, felébredve a „a vörös szoba álmából”, élete első szexuális kapcsolatát létesíti. „Ettől a naptól kezdve a fiú többé nem mint szolgálóleányt, hanem mint bizalmasát kezelte a leányt, az pedig még az eddiginél is nagyobb odaadással viszonozta bizalmát.”[21]
- Csing-ven (Qingwen) 晴雯; jelentése: „Tiszta felhő”; a magyar fordításban: Tarka Felhő.
Pao-jü (Baoyu) idősebb szobalánya.
- Jüan-jang (Yuanyang) 鸳鸯; a magyar fordításban: Mandarinkacsa.
- Ming-jen (Mingyan) 茗煙 / 茗烟; a magyar fordításban: Ming-jen.
Pao-jü (Baoyu) fiatal szolgája.
- Ce-csüan (Zijuan) 紫鵑 / 紫鹃; a magyar fordításban: Kakukk.
Fiatal szobalány, akit az anyahercegnő saját személyzetéből osztott be unokája, Kék Drágakő mellé.
- Hszüe-jen (Xueyan) 雪雁; a magyar fordításban: Hókacsa.
Fiatal (tíz esztendős) szobalány, akit Két Drágakő Jangcsou (Yangzhou)ból hozott magával.
- Csao ji-niang (Zhao yiniang) 趙姨娘 / 赵姨娘; a magyar fordításban: Csao másodfeleség.
Csia Cseng (Jia Zheng) másodfelesége, ő Tavasz Virulásának és Csia (Jia) Huannak, Pao Jü (Bao Yu) fiatalabb féltestvéreinek édesanyja

### Galéria 2
Kaj csi (Gai Qi) 改琦 (1773–1828) illusztrációi a regényhez 1879-ből:

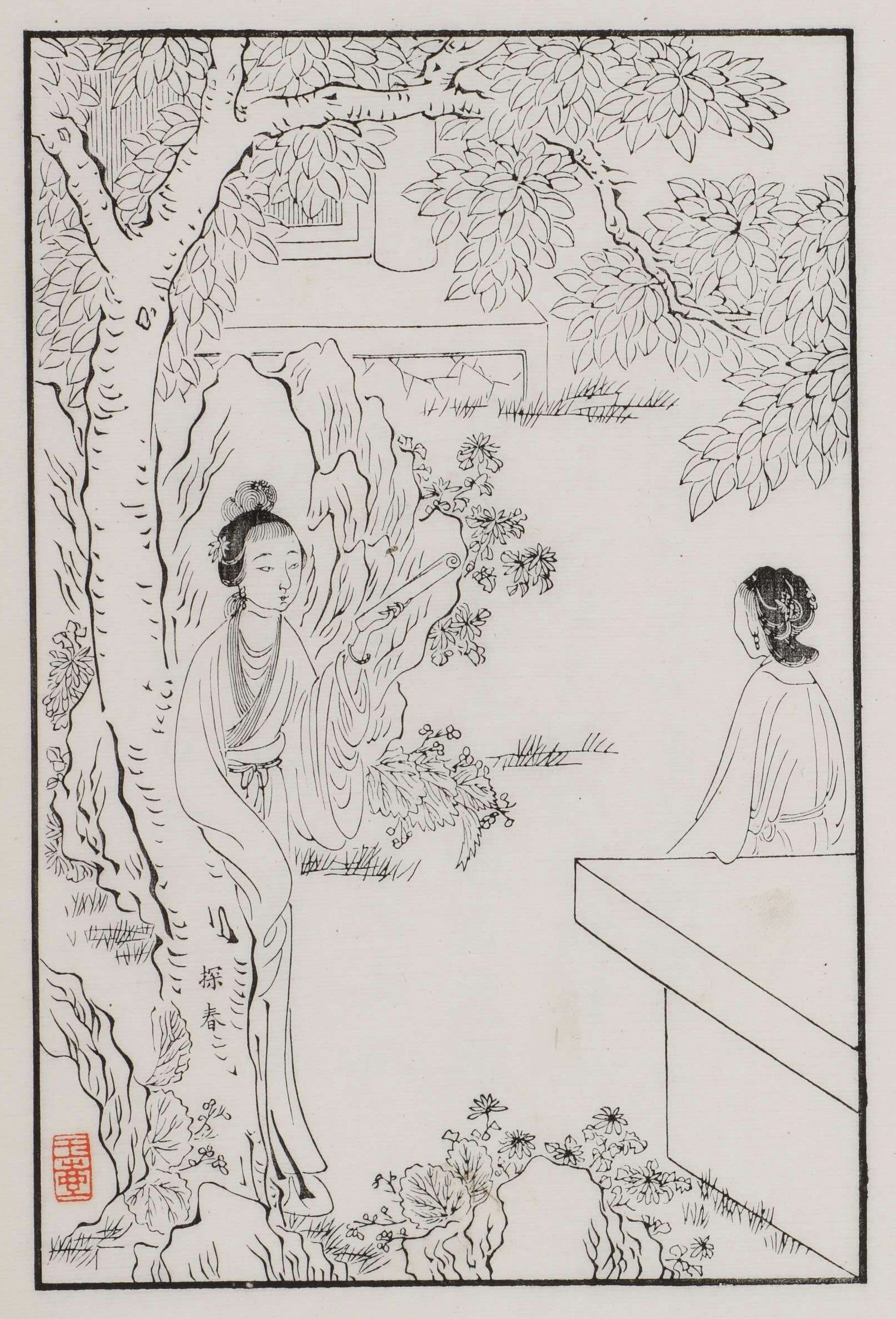
Csia Tan-csun (Jia Tanchun ) Tavasz Virulása
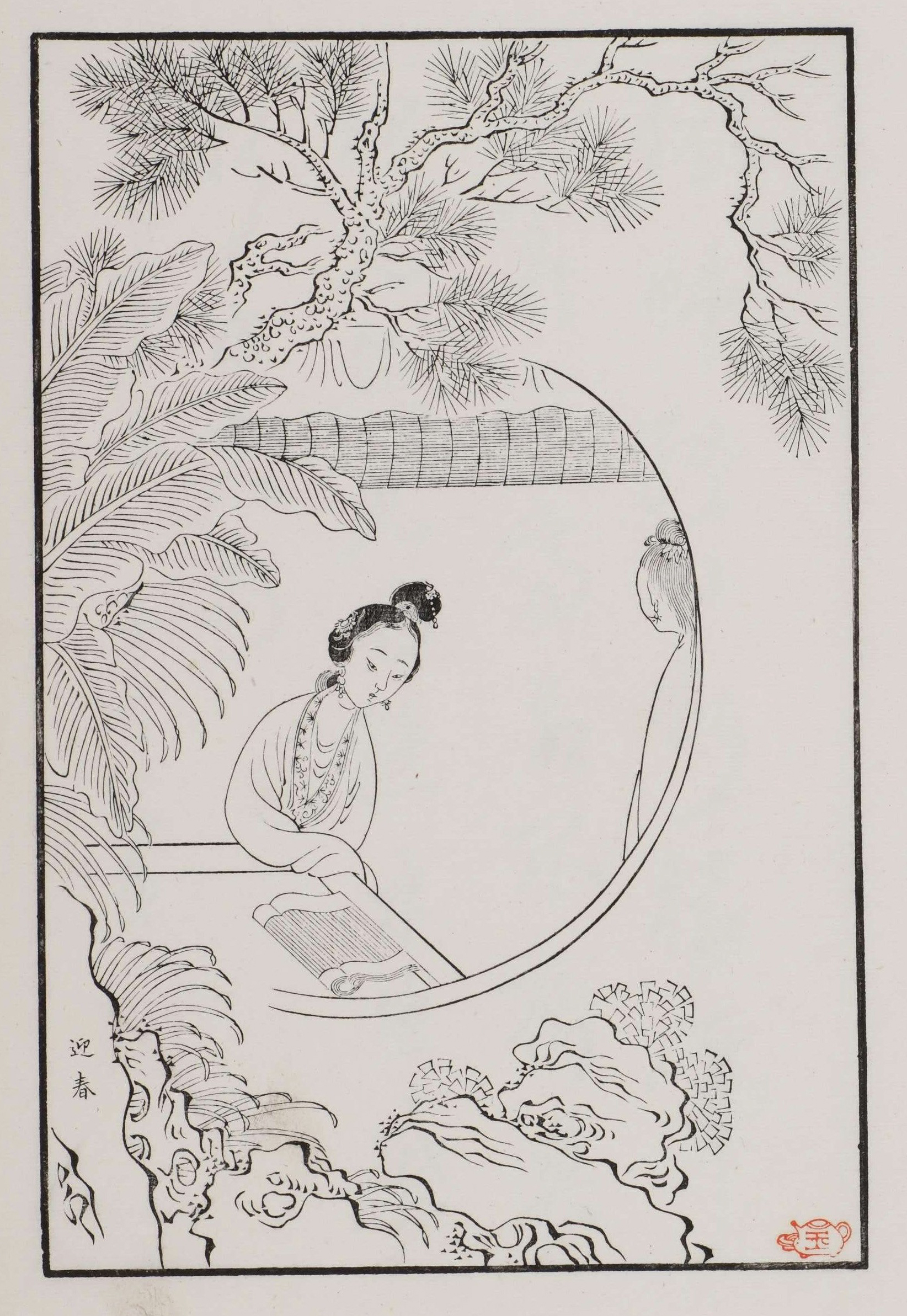
Csia Jing-csun (Jia Yingchun ) Tavasz Köszöntése
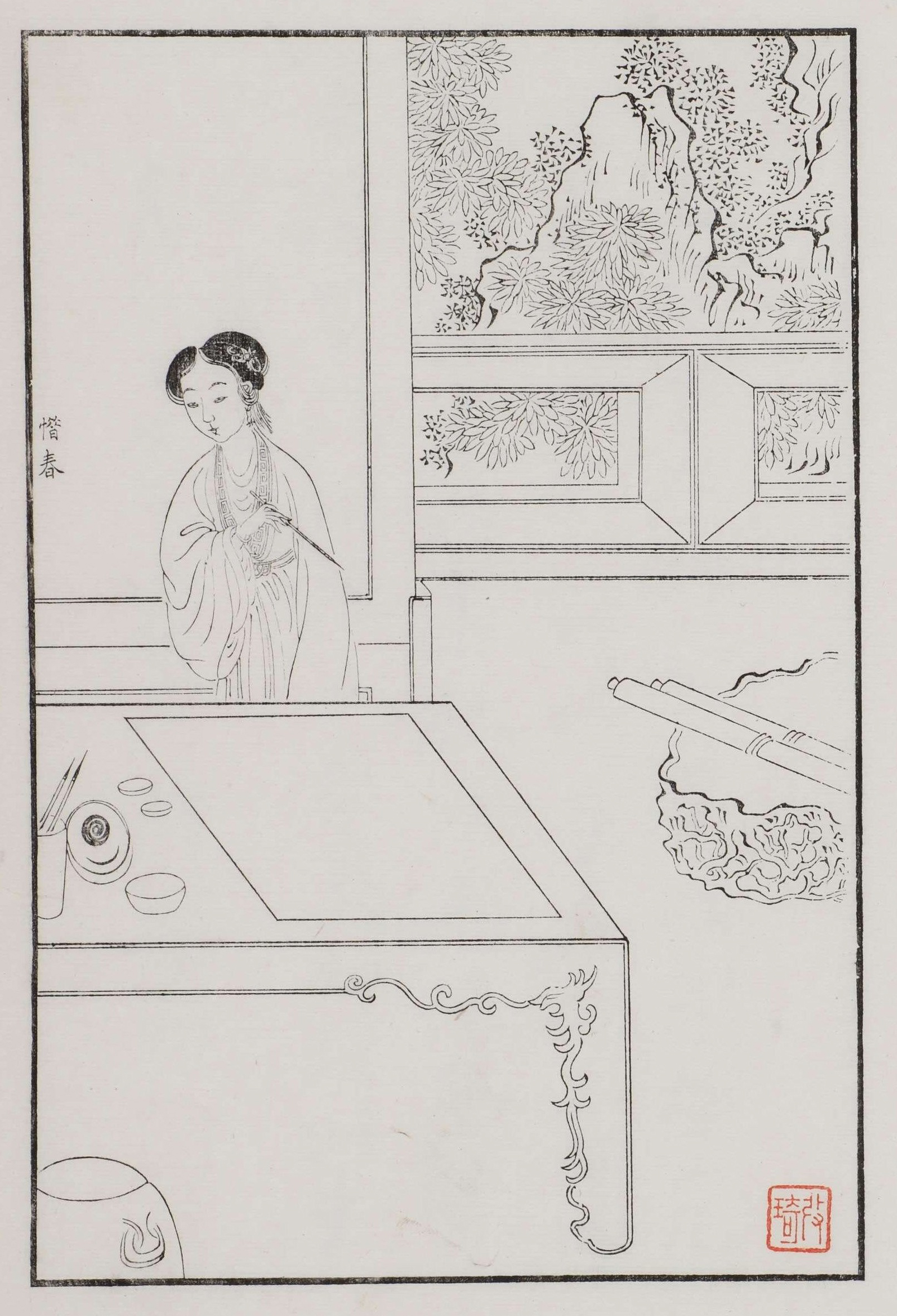
Csia Hszi-csun (Jia Xichun ) Tavasz Búcsúzása
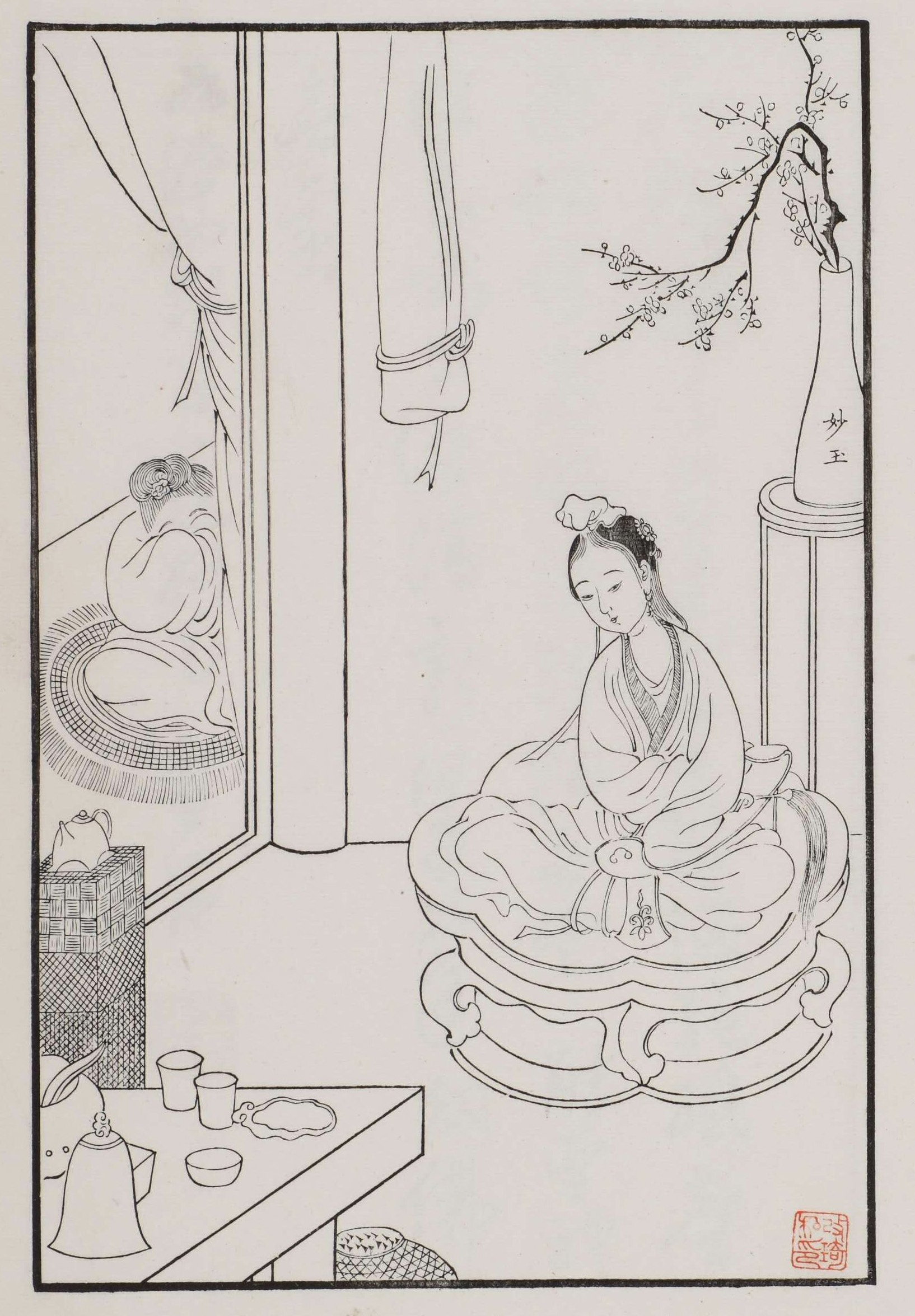
Miao-jü (Miaoyu )
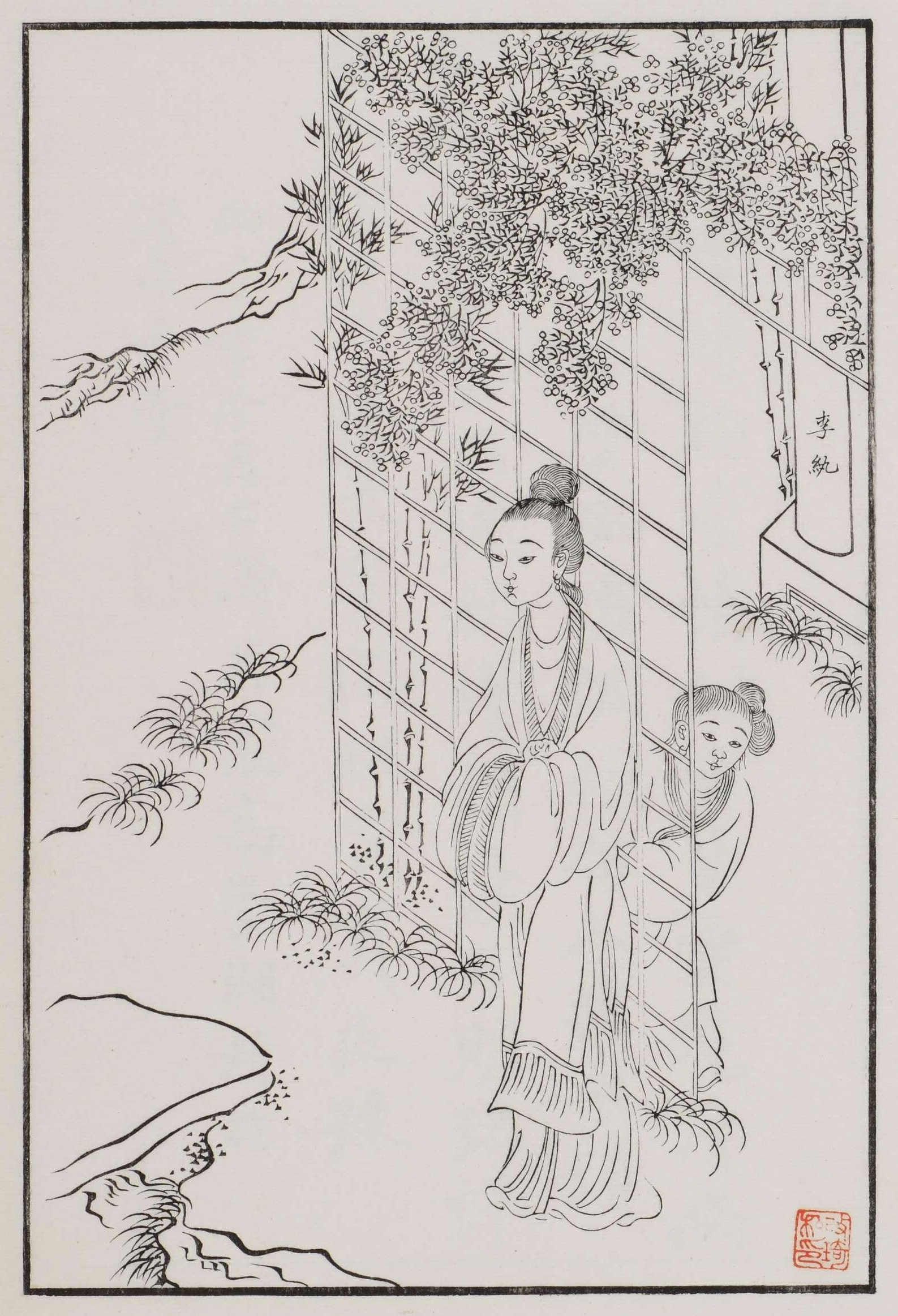
Li Van (Li Wan)
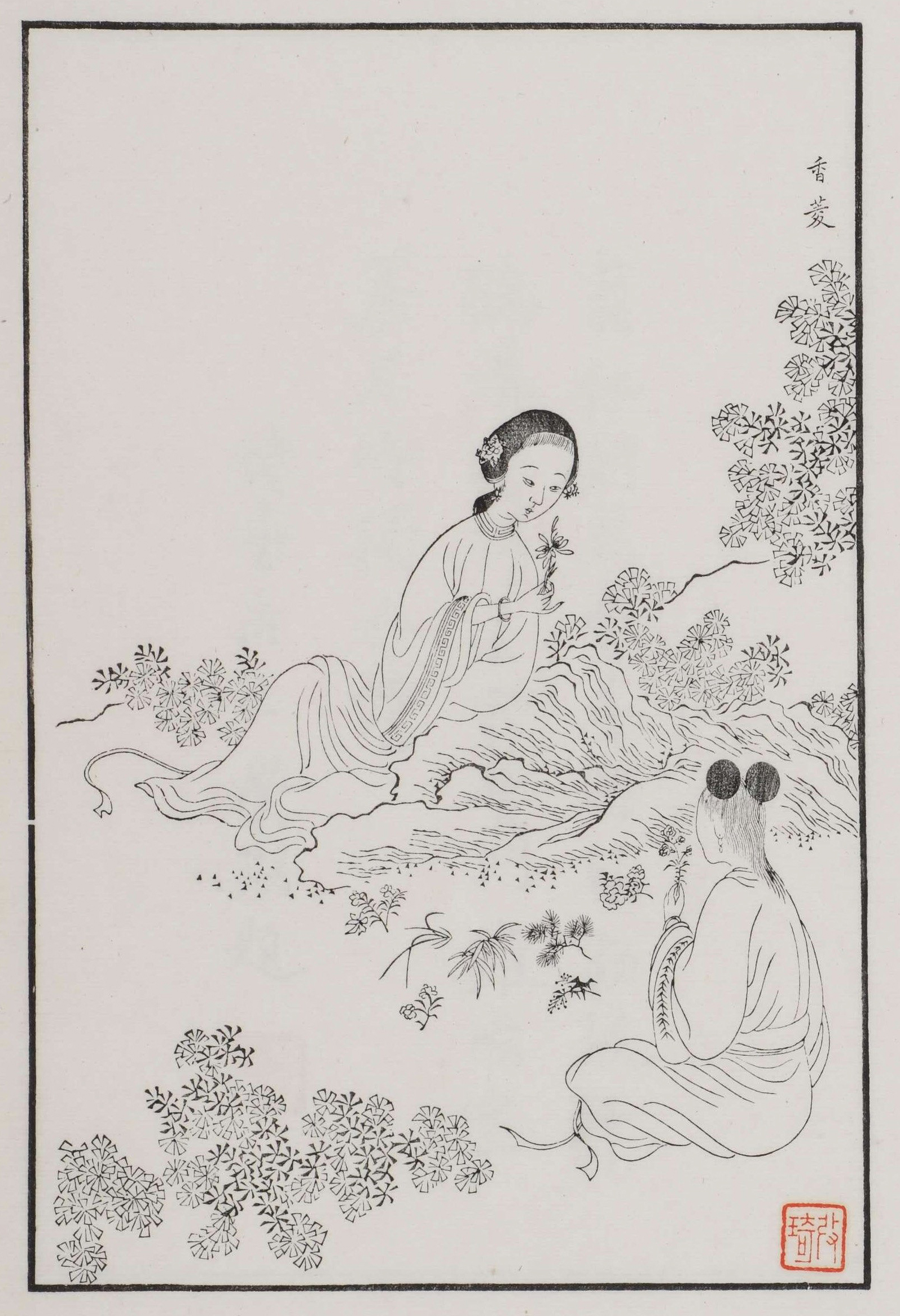
Hsziang-ling (Xiangling) kis Lótusz
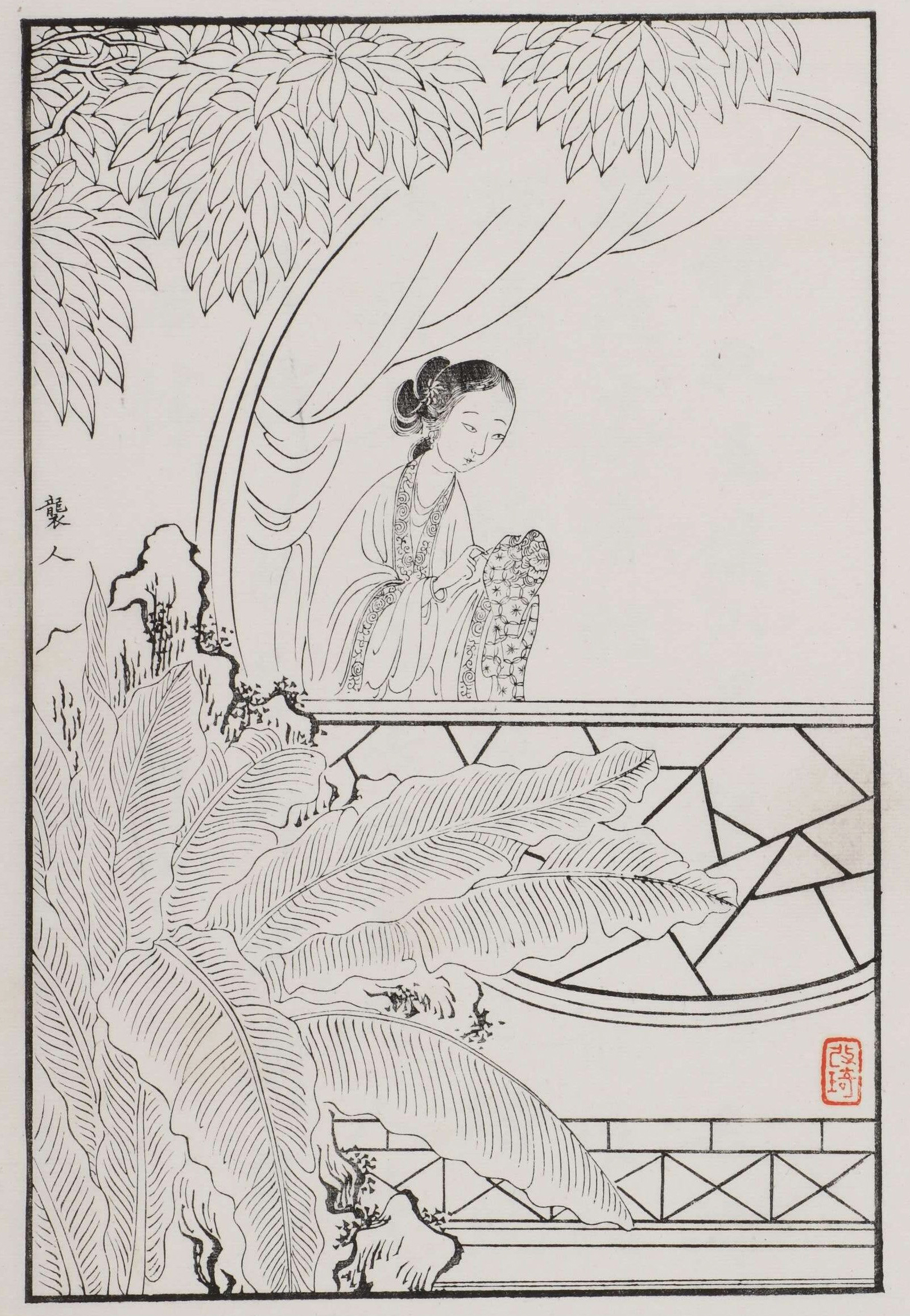
Hua Hszi-zsen (Hua Xiren) Gyöngyszem

### Fontosabb mellékszereplők
- Csin Csung (Qin Zhong) 秦鐘; a magyar fordításban: Csin Csung.
Pao-jü (Baoyu) unokaöccsének feleségének Csing Ko-csing (Qing Keqing)nek az öccse, aki ugyan egy nemzedékkel alacsonyabb szinten van Pao-jü (Baoyu)nél, mégis valamivel idősebb nála. Tanulótársak lesznek a Csia (Jia) család által fenntartott házi iskolában, majd a legjobb barátokká válnak. Súlyosan megbetegszik, és a regény 16. fejezetében meghal.[m 9]
- Csia Lan (Jia Lan) 賈蘭; a magyar fordításban: Csia Lan.
Pao-jü (Baoyu) unokaöccse, a fiatalom elhunyt bátyjának Csia Csu (Jia Zhu)nak és özvegyének Li Van (Li Wan)nak a fia.
- Csia Csen (Jia Zhen) 賈珍; a magyar fordításban: Csia Csen, vagy Csen úr.
A Ning-kuo (Ningguo)-palota negyedik hercege.
- Csia Zsung (Jia Rong) 賈蓉; a magyar fordításban: Csia Zsung.
A Ning-kuo (Ningguo)-palota negyedik hercegének, Csia Csen (Jia Zhen)nek a fia, aki a történet idején 16 éves, de ő maga nem méltó a hercegi címre, mert „atyja hibájából híjával volt minden értelmes nevelésnek. Csak szeszélyeinek és élvezetinek él…”[22] Ő Csin Ko-csing (Qin Keqing) férje.
- Ju si (You shi) 尤氏; a magyar fordításban: Ju asszony, vagy Ju mama.
Csia Csen (Jia Zhen) felesége, a Ning-kuo (Ningguo)-palota úrnője.
- Ju er csie (You er jie) 尤二姐; a magyar fordításban: második Ju kisasszony, vagy második Ju lány.
Ju (You) asszony idősebbik hajadon lánya. Csia Lien (Jia Lian) a legnagyobb titokban veszi feleségül, s Főnix asszony jó ideig nem is tud férje másodfeleségének létéről. Amikor azonban kitudódik, sőt, a második Ju (You) kisasszony terhes is lesz, Főnix asszony módszeres kegyetlenségeivel az öngyilkosságba hajszolja.
- Ju szan csie (You san jie) 尤三姐; a magyar fordításban: harmadik Ju kisasszony, vagy harmadik Ju lány.
Ju (You) asszony fiatalabbik hajadon lánya. Szemérmetlen, kacér nőszemély, akit a nővére Csia Lien (Jia Lian) segítségével akar férjhez adni mindenáron. Ő titokban Pao Jü (Bao Jü)t szemelte ki magának, mint jövendőbeliét. Végül Rideg Lovag jegyzi el, ám a férfi végül meggondolja magát. A megszégyenített harmadik Ju (You) kisasszony öngyilkos lesz.
- Hszing fu-zsen (Xing furen) 邢夫人; a magyar fordításban Hszing asszony
Csia Sö (Jia She) felesége, Csia Lien (Jia Lian) mostohaanyja.
- Csia Huan (Jia Huan) 賈環; a magyar fordításban: Csia Huan vagy a fattyú.
Pao Jü (Bao Jü) öccse. Csupán féltestvérek, hiszen Csia Huan (Jia Huan) édesanyja Csao (Zhao) másodfeleség.
- Sö-jüe (Sheyue) 麝月; jelentése: „Pézsmaszarvas hold”; a magyar fordításban: Pézsma
Pao-jü (Baoyu) szobalánya, aki rangban közvetlenül Gyöngyszem és Tarka Felhő után következik. Odaadó, gondoskodó teremtés, tökéletesen egészíti ki Gyöngyszemet.
- Csiu-tung (Qiutong) 秋桐; a magyar fordításban: Csiu-tung.
Tizenhét éves hajadon lány, aki kezdetben Csia Sö (Jia She) herceg szolgálója volt, majd később ura a fiának, Csia Lien (Jia Lian)nek ajándékozta ágyas gyanánt.[23]
- Sa ta-csie (Sha dajie) 傻大姐; a magyar fordításban: Bambácska.
Az anyahercegnő mellett durva munkákat végző szolgáló és kifutólány. „Az anyahercegnő kedvét lelte a tenyeres-talpas, széles képű és nagy lábú teremtésben, akinek egyszerű, naiv lelkivilága a vidámság állandó forrásául szolgált.”[24]
- Csia Jü-cun (Jia Yucun) 賈雨村; a magyar fordításban: Csia Jü-cun.
A Csia (Jia) család feltételezett, távoli rokonságába tartozó személy. Kék Drágakő apjának, Lin Zsu-haj (Lin Ruhai)nak a pártfogoltja, aki beajánlja őt a Zsung-kuo (Rongguo) palotába. Ő kíséri el a fővárosba Lin úr lányát, Kék Drágakőt.

### Galéria 3
Kaj csi (Gai Qi) 改琦 (1773–1828) illusztrációi a regényhez 1879-ből:

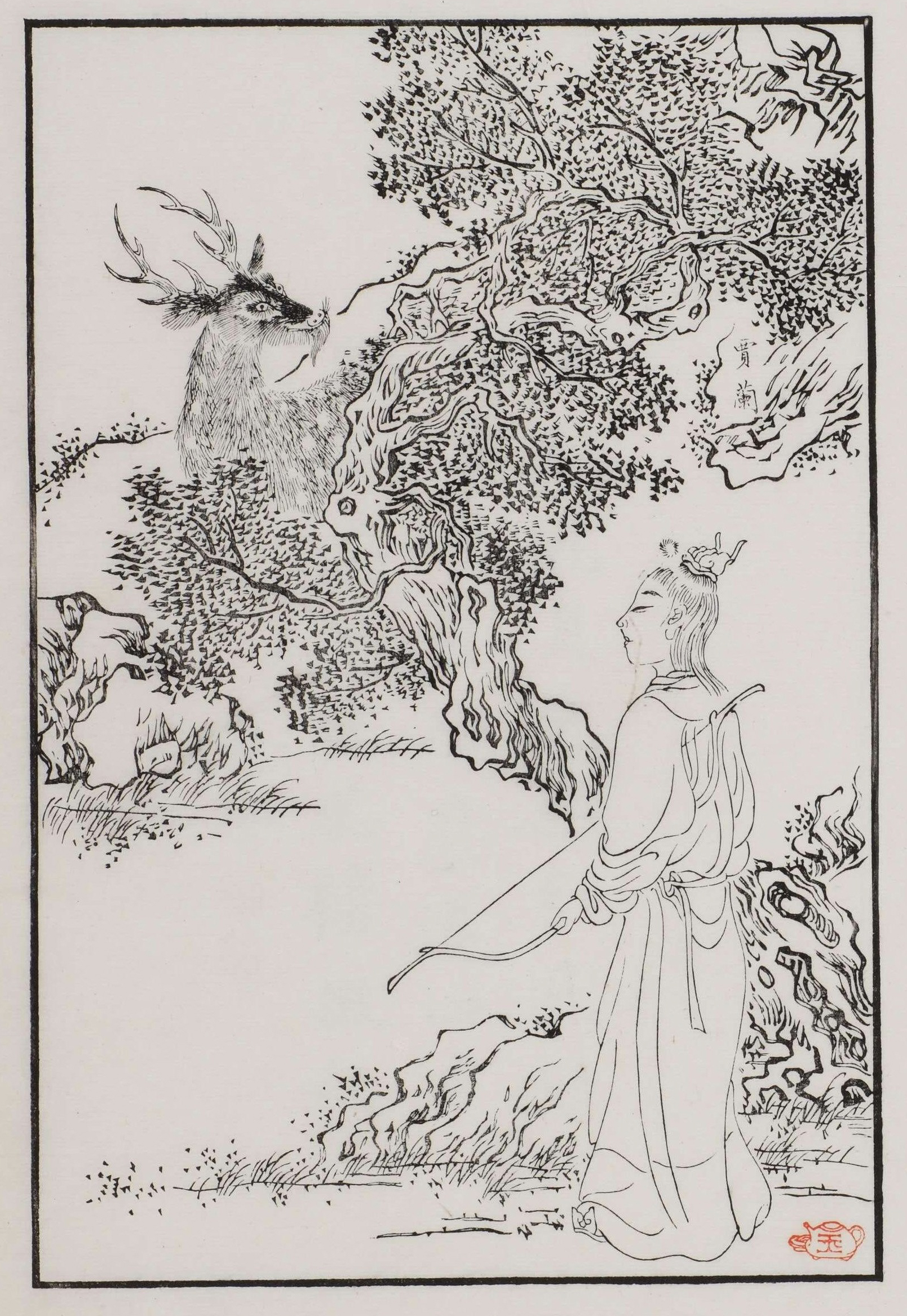
Csia Lan (Jia Lan)
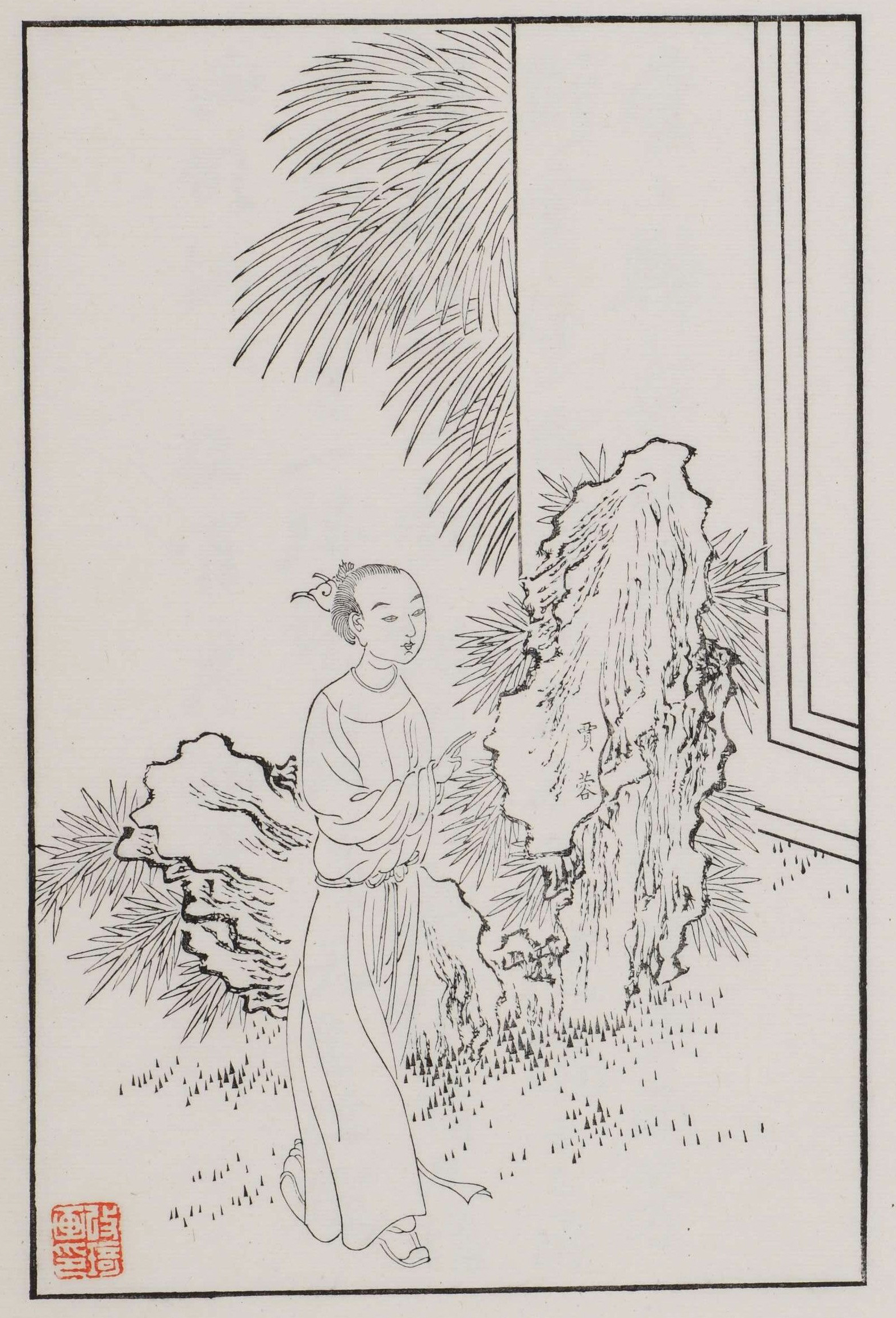
Csia Csung (Jia Rong)
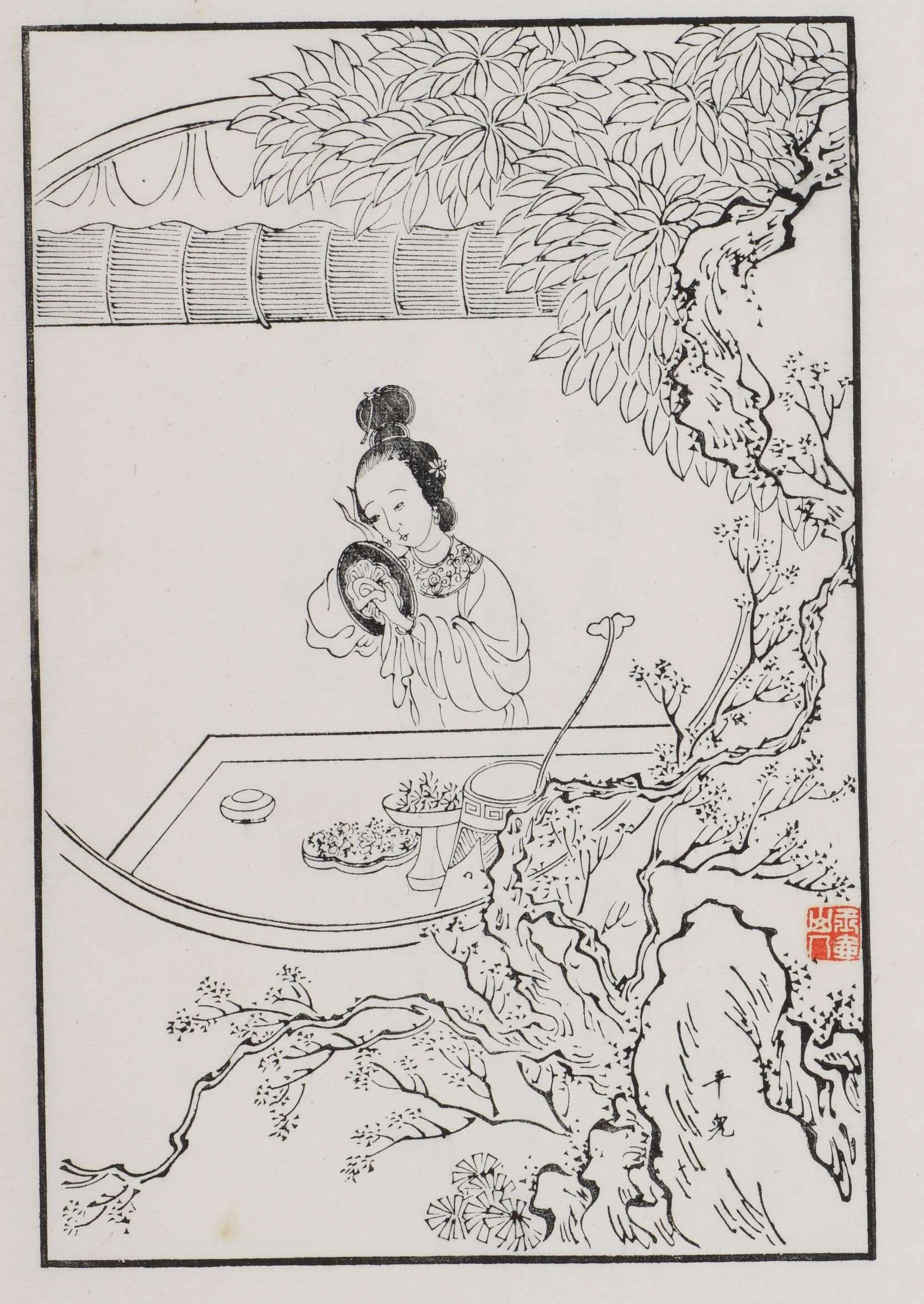
Ping-er (Ping’er)
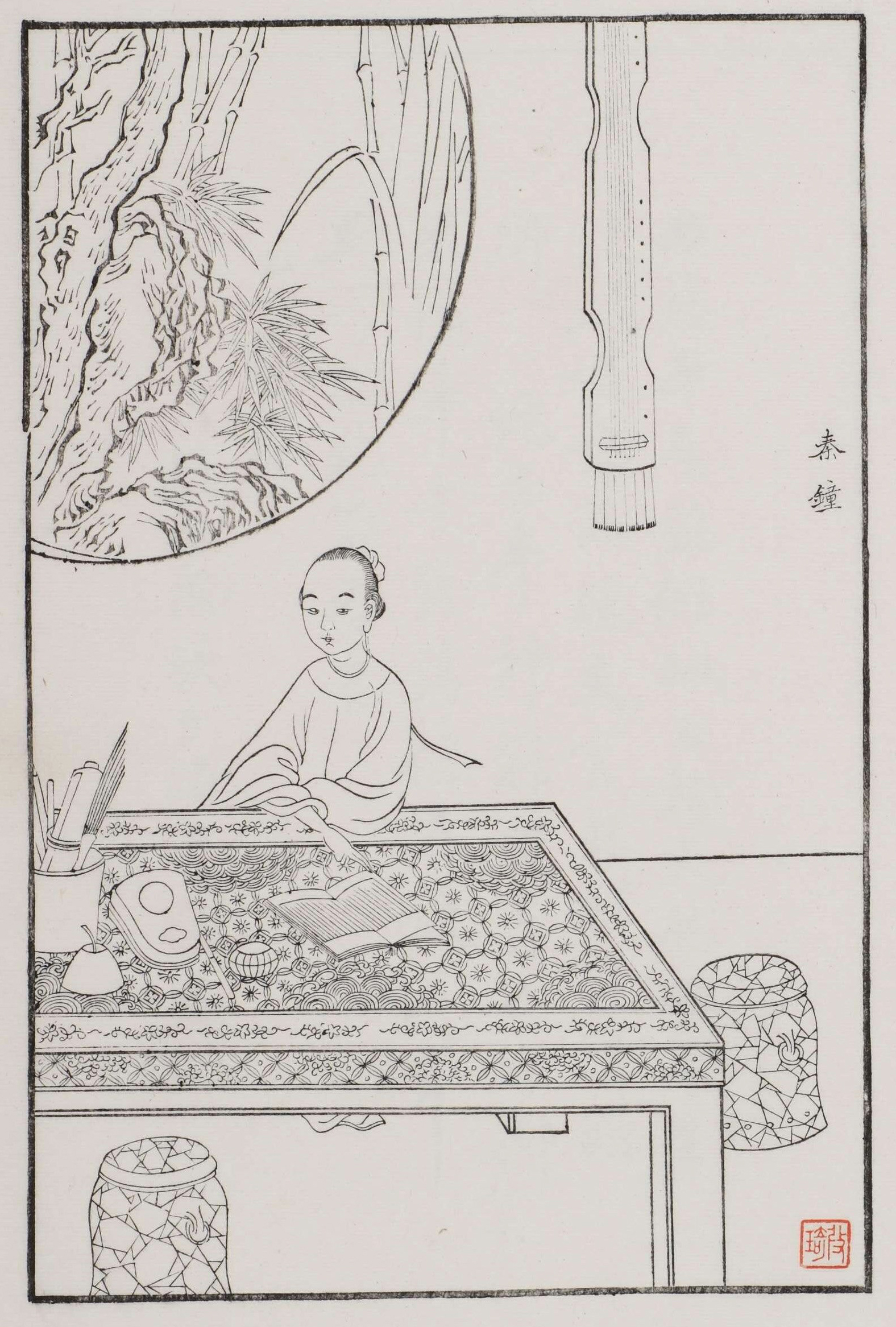
Csin Csung (Qin Zhong)
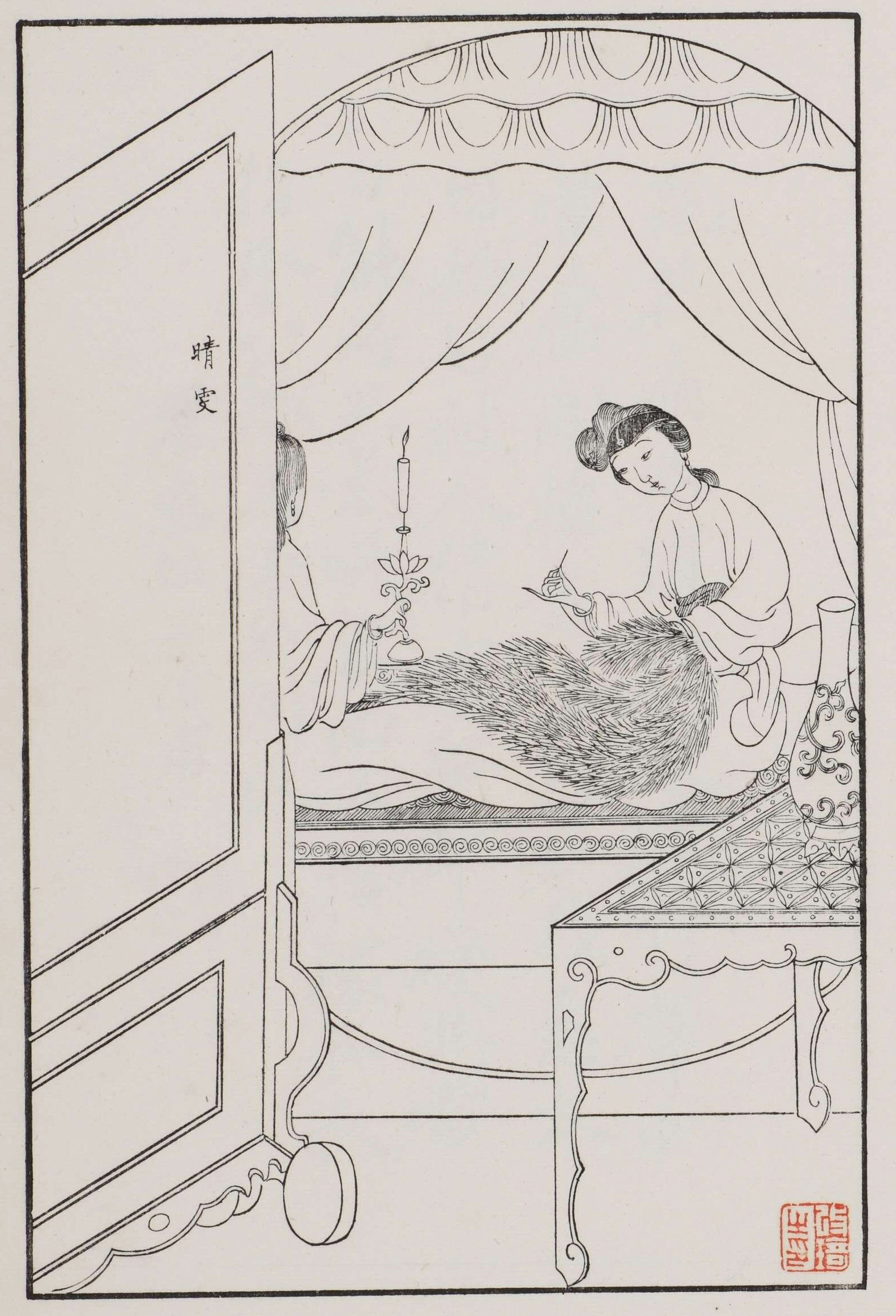
Csing-ven (Qingwen) Tarka Felhő
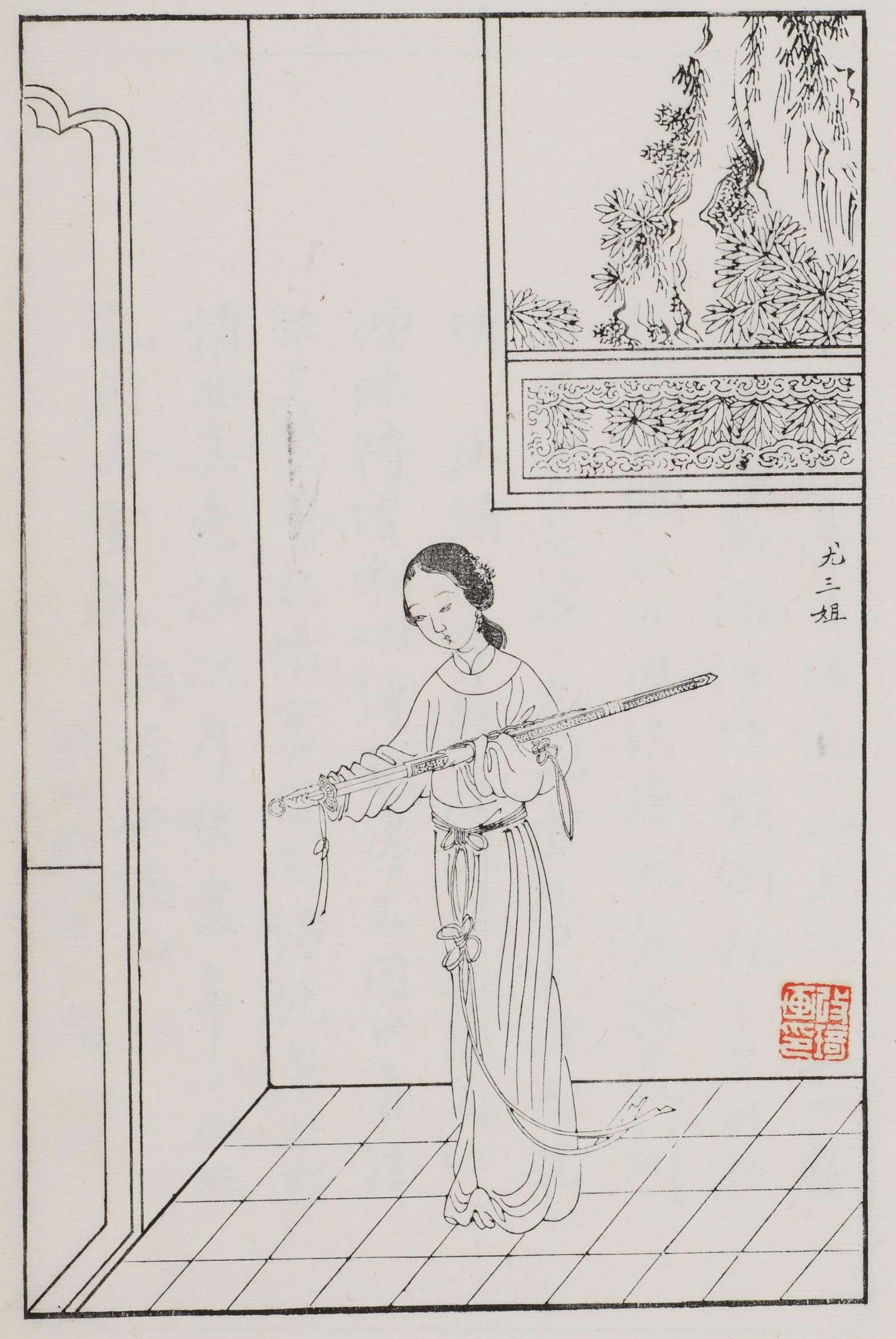
Ju szan-csie (You sanjie)
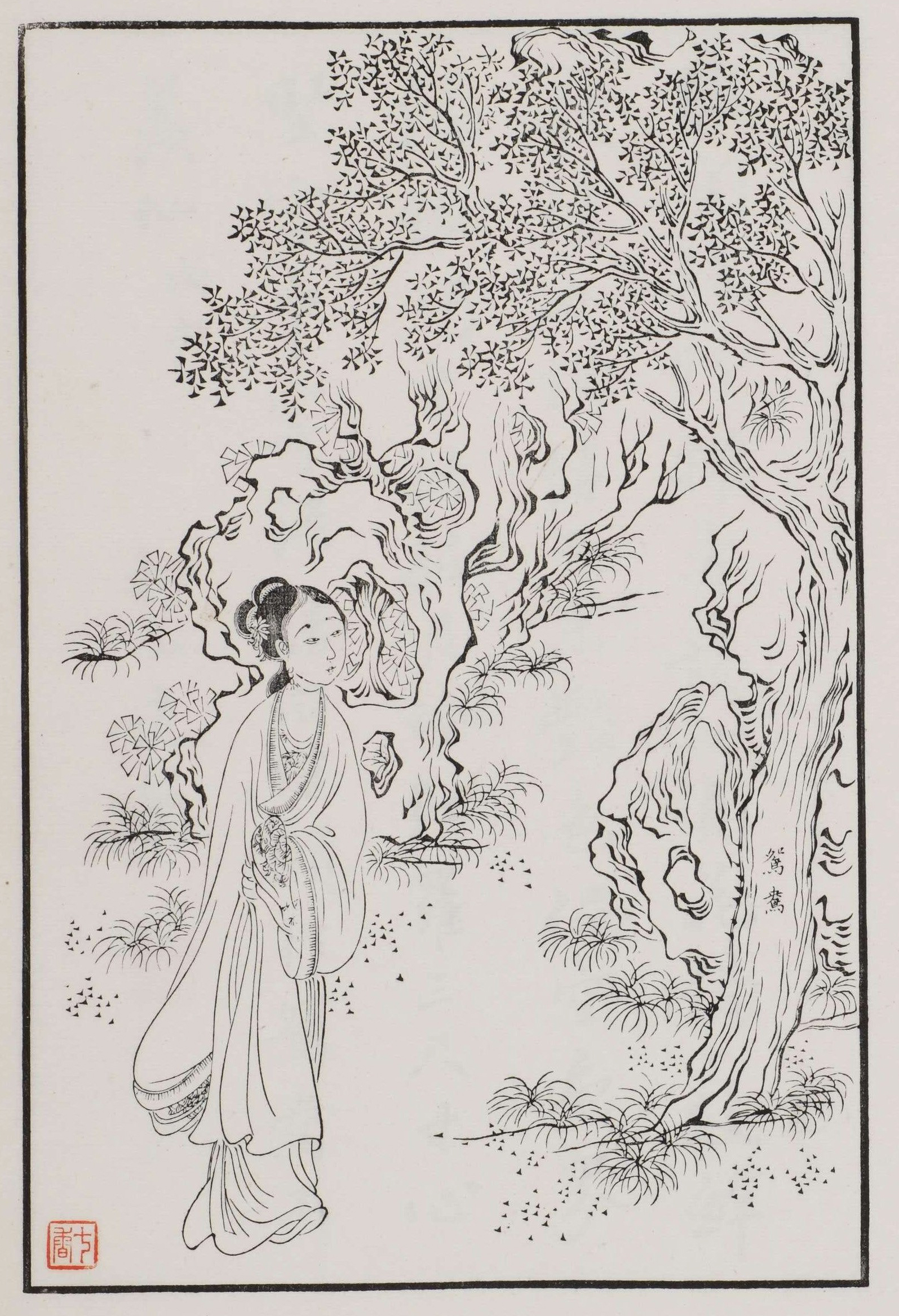
Jüan-jang (Yuanyang) Mandarinkacsa

## Családfák

### ACsia(Jia)család
|                 |                 |                 |                 |                       |                       |                       |                       |                                                   |                                                   |                                                   |                                                   |                                                   |                                                   |                            |                            |                                              |                                              | † Közös ősök                                 |                                              |                                              |                                              |                    |                 |                                            |                                            |                                            |                                            |                                                      |                                                      |                                                      |                                                      |                                                      |                                                      |                                               |                                               |                                               |                                               |                                               |                                               |                                                 |                                                 |                                                 |                                                 |                                                 |                                                 |                     |                     |                      |                      |                                             |                                             |                                             |                                             |                                             |                                             |                                    |                                    |                         |                         |                         |                         |                      |                      |  |  |
|                 |                 |                 |                 |                       |                       |                       |                       |                                                   |                                                   |                                                   |                                                   |                                                   |                                                   |                            |                            |                                              |                                              |                                              |                                              |                                              |                                              |                    |                 |                                            |                                            |                                            |                                            |                                                      |                                                      |                                                      |                                                      |                                                      |                                                      |                                               |                                               |                                               |                                               |                                               |                                               |                                                 |                                                 |                                                 |                                                 |                                                 |                                                 |                     |                     |                      |                      |                                             |                                             |                                             |                                             |                                             |                                             |                                    |                                    |                         |                         |                         |                         |                      |                      |  |  |
|                 |                 |                 |                 |                       |                       |                       |                       |                                                   |                                                   |                                                   |                                                   |                                                   |                                                   |                            |                            |                                              |                                              |                                              |                                              |                                              |                                              |                    |                 |                                            |                                            |                                            |                                            |                                                      |                                                      |                                                      |                                                      |                                                      |                                                      |                                               |                                               |                                               |                                               |                                               |                                               |                                                 |                                                 |                                                 |                                                 |                                                 |                                                 |                     |                     |                      |                      |                                             |                                             |                                             |                                             |                                             |                                             |                                    |                                    |                         |                         |                         |                         |                      |                      |  |  |
|                 |                 |                 |                 |                       |                       |                       |                       | † Csia Jen (Jia Yan) (Ning-kuo (Ningguo) hercege) | † Csia Jen (Jia Yan) (Ning-kuo (Ningguo) hercege) | † Csia Jen (Jia Yan) (Ning-kuo (Ningguo) hercege) | † Csia Jen (Jia Yan) (Ning-kuo (Ningguo) hercege) | † Csia Jen (Jia Yan) (Ning-kuo (Ningguo) hercege) | † Csia Jen (Jia Yan) (Ning-kuo (Ningguo) hercege) |                            |                            |                                              |                                              |                                              |                                              |                                              |                                              |                    |                 |                                            |                                            |                                            |                                            | † Csia Jüan (Jia Yuan) (Zsung-kuo (Rongguo) hercege) | † Csia Jüan (Jia Yuan) (Zsung-kuo (Rongguo) hercege) | † Csia Jüan (Jia Yuan) (Zsung-kuo (Rongguo) hercege) | † Csia Jüan (Jia Yuan) (Zsung-kuo (Rongguo) hercege) | † Csia Jüan (Jia Yuan) (Zsung-kuo (Rongguo) hercege) | † Csia Jüan (Jia Yuan) (Zsung-kuo (Rongguo) hercege) |                                               |                                               |                                               |                                               |                                               |                                               |                                                 |                                                 |                                                 |                                                 |                                                 |                                                 |                     |                     |                      |                      |                                             |                                             |                                             |                                             |                                             |                                             |                                    |                                    |                         |                         |                         |                         |                      |                      |  |  |
|                 |                 |                 |                 |                       |                       |                       |                       | † Csia Jen (Jia Yan) (Ning-kuo (Ningguo) hercege) | † Csia Jen (Jia Yan) (Ning-kuo (Ningguo) hercege) | † Csia Jen (Jia Yan) (Ning-kuo (Ningguo) hercege) | † Csia Jen (Jia Yan) (Ning-kuo (Ningguo) hercege) | † Csia Jen (Jia Yan) (Ning-kuo (Ningguo) hercege) | † Csia Jen (Jia Yan) (Ning-kuo (Ningguo) hercege) |                            |                            |                                              |                                              |                                              |                                              |                                              |                                              |                    |                 |                                            |                                            |                                            |                                            | † Csia Jüan (Jia Yuan) (Zsung-kuo (Rongguo) hercege) | † Csia Jüan (Jia Yuan) (Zsung-kuo (Rongguo) hercege) | † Csia Jüan (Jia Yuan) (Zsung-kuo (Rongguo) hercege) | † Csia Jüan (Jia Yuan) (Zsung-kuo (Rongguo) hercege) | † Csia Jüan (Jia Yuan) (Zsung-kuo (Rongguo) hercege) | † Csia Jüan (Jia Yuan) (Zsung-kuo (Rongguo) hercege) |                                               |                                               |                                               |                                               |                                               |                                               |                                                 |                                                 |                                                 |                                                 |                                                 |                                                 |                     |                     |                      |                      |                                             |                                             |                                             |                                             |                                             |                                             |                                    |                                    |                         |                         |                         |                         |                      |                      |  |  |
|                 |                 |                 |                 |                       |                       |                       |                       | † Csia Taj-hua (Jia Daihua)                       | † Csia Taj-hua (Jia Daihua)                       | † Csia Taj-hua (Jia Daihua)                       | † Csia Taj-hua (Jia Daihua)                       | † Csia Taj-hua (Jia Daihua)                       | † Csia Taj-hua (Jia Daihua)                       |                            |                            |                                              |                                              |                                              |                                              |                                              |                                              |                    |                 |                                            |                                            |                                            |                                            | † Csia Taj-san (Jia Daishan)                         | † Csia Taj-san (Jia Daishan)                         | † Csia Taj-san (Jia Daishan)                         | † Csia Taj-san (Jia Daishan)                         | † Csia Taj-san (Jia Daishan)                         | † Csia Taj-san (Jia Daishan)                         |                                               |                                               | Csia (Jia) nagyanya az anyahercegnő           | Csia (Jia) nagyanya az anyahercegnő           | Csia (Jia) nagyanya az anyahercegnő           | Csia (Jia) nagyanya az anyahercegnő           | Csia (Jia) nagyanya az anyahercegnő             | Csia (Jia) nagyanya az anyahercegnő             |                                                 |                                                 |                                                 |                                                 |                     |                     |                      |                      |                                             |                                             |                                             |                                             |                                             |                                             |                                    |                                    |                         |                         |                         |                         |                      |                      |  |  |
|                 |                 |                 |                 |                       |                       |                       |                       | † Csia Taj-hua (Jia Daihua)                       | † Csia Taj-hua (Jia Daihua)                       | † Csia Taj-hua (Jia Daihua)                       | † Csia Taj-hua (Jia Daihua)                       | † Csia Taj-hua (Jia Daihua)                       | † Csia Taj-hua (Jia Daihua)                       |                            |                            |                                              |                                              |                                              |                                              |                                              |                                              |                    |                 |                                            |                                            |                                            |                                            | † Csia Taj-san (Jia Daishan)                         | † Csia Taj-san (Jia Daishan)                         | † Csia Taj-san (Jia Daishan)                         | † Csia Taj-san (Jia Daishan)                         | † Csia Taj-san (Jia Daishan)                         | † Csia Taj-san (Jia Daishan)                         |                                               |                                               | Csia (Jia) nagyanya az anyahercegnő           | Csia (Jia) nagyanya az anyahercegnő           | Csia (Jia) nagyanya az anyahercegnő           | Csia (Jia) nagyanya az anyahercegnő           | Csia (Jia) nagyanya az anyahercegnő             | Csia (Jia) nagyanya az anyahercegnő             |                                                 |                                                 |                                                 |                                                 |                     |                     |                      |                      |                                             |                                             |                                             |                                             |                                             |                                             |                                    |                                    |                         |                         |                         |                         |                      |                      |  |  |
|                 |                 |                 |                 |                       |                       |                       |                       |                                                   |                                                   |                                                   |                                                   |                                                   |                                                   |                            |                            |                                              |                                              |                                              |                                              |                                              |                                              |                    |                 |                                            |                                            |                                            |                                            |                                                      |                                                      |                                                      |                                                      |                                                      |                                                      |                                               |                                               |                                               |                                               |                                               |                                               |                                                 |                                                 |                                                 |                                                 |                                                 |                                                 |                     |                     |                      |                      |                                             |                                             |                                             |                                             |                                             |                                             |                                    |                                    |                         |                         |                         |                         |                      |                      |  |  |
|                 |                 |                 |                 |                       |                       |                       |                       |                                                   |                                                   |                                                   |                                                   |                                                   |                                                   |                            |                            |                                              |                                              |                                              |                                              |                                              |                                              |                    |                 |                                            |                                            |                                            |                                            |                                                      |                                                      |                                                      |                                                      |                                                      |                                                      |                                               |                                               |                                               |                                               |                                               |                                               |                                                 |                                                 |                                                 |                                                 |                                                 |                                                 |                     |                     |                      |                      |                                             |                                             |                                             |                                             |                                             |                                             |                                    |                                    |                         |                         |                         |                         |                      |                      |  |  |
|                 |                 |                 |                 | † Csia Fu (Jia Fu)    | † Csia Fu (Jia Fu)    | † Csia Fu (Jia Fu)    | † Csia Fu (Jia Fu)    | † Csia Fu (Jia Fu)                                | † Csia Fu (Jia Fu)                                |                                                   |                                                   | Csia Csing (Jia Jing)                             | Csia Csing (Jia Jing)                             | Csia Csing (Jia Jing)      | Csia Csing (Jia Jing)      | Csia Csing (Jia Jing)                        | Csia Csing (Jia Jing)                        |                                              |                                              |                                              |                                              |                    |                 |                                            |                                            |                                            |                                            |                                                      |                                                      |                                                      |                                                      | Csia Sö (Jia She)                                    | Csia Sö (Jia She)                                    | Csia Sö (Jia She)                             | Csia Sö (Jia She)                             | Csia Sö (Jia She)                             | Csia Sö (Jia She)                             |                                               |                                               | Hszing (Xing) asszony                           | Hszing (Xing) asszony                           | Hszing (Xing) asszony                           | Hszing (Xing) asszony                           | Hszing (Xing) asszony                           | Hszing (Xing) asszony                           |                     |                     | † Csia Min (Jia Min) | † Csia Min (Jia Min) | † Csia Min (Jia Min)                        | † Csia Min (Jia Min)                        | † Csia Min (Jia Min)                        | † Csia Min (Jia Min)                        |                                             |                                             | Lin Zsu-haj (Lin Ruhai)            | Lin Zsu-haj (Lin Ruhai)            | Lin Zsu-haj (Lin Ruhai) | Lin Zsu-haj (Lin Ruhai) | Lin Zsu-haj (Lin Ruhai) | Lin Zsu-haj (Lin Ruhai) |                      |                      |  |  |
|                 |                 |                 |                 | † Csia Fu (Jia Fu)    | † Csia Fu (Jia Fu)    | † Csia Fu (Jia Fu)    | † Csia Fu (Jia Fu)    | † Csia Fu (Jia Fu)                                | † Csia Fu (Jia Fu)                                |                                                   |                                                   | Csia Csing (Jia Jing)                             | Csia Csing (Jia Jing)                             | Csia Csing (Jia Jing)      | Csia Csing (Jia Jing)      | Csia Csing (Jia Jing)                        | Csia Csing (Jia Jing)                        |                                              |                                              |                                              |                                              |                    |                 |                                            |                                            |                                            |                                            |                                                      |                                                      |                                                      |                                                      | Csia Sö (Jia She)                                    | Csia Sö (Jia She)                                    | Csia Sö (Jia She)                             | Csia Sö (Jia She)                             | Csia Sö (Jia She)                             | Csia Sö (Jia She)                             |                                               |                                               | Hszing (Xing) asszony                           | Hszing (Xing) asszony                           | Hszing (Xing) asszony                           | Hszing (Xing) asszony                           | Hszing (Xing) asszony                           | Hszing (Xing) asszony                           |                     |                     | † Csia Min (Jia Min) | † Csia Min (Jia Min) | † Csia Min (Jia Min)                        | † Csia Min (Jia Min)                        | † Csia Min (Jia Min)                        | † Csia Min (Jia Min)                        |                                             |                                             | Lin Zsu-haj (Lin Ruhai)            | Lin Zsu-haj (Lin Ruhai)            | Lin Zsu-haj (Lin Ruhai) | Lin Zsu-haj (Lin Ruhai) | Lin Zsu-haj (Lin Ruhai) | Lin Zsu-haj (Lin Ruhai) |                      |                      |  |  |
|                 |                 |                 |                 |                       |                       |                       |                       |                                                   |                                                   |                                                   |                                                   |                                                   |                                                   |                            |                            |                                              |                                              |                                              |                                              |                                              |                                              |                    |                 |                                            |                                            |                                            |                                            |                                                      |                                                      |                                                      |                                                      |                                                      |                                                      |                                               |                                               |                                               |                                               |                                               |                                               |                                                 |                                                 |                                                 |                                                 |                                                 |                                                 |                     |                     |                      |                      |                                             |                                             |                                             |                                             |                                             |                                             |                                    |                                    |                         |                         |                         |                         |                      |                      |  |  |
|                 |                 |                 |                 |                       |                       |                       |                       |                                                   |                                                   |                                                   |                                                   |                                                   |                                                   |                            |                            |                                              |                                              |                                              |                                              |                                              |                                              |                    |                 |                                            |                                            |                                            |                                            |                                                      |                                                      |                                                      |                                                      |                                                      |                                                      |                                               |                                               |                                               |                                               |                                               |                                               |                                                 |                                                 |                                                 |                                                 |                                                 |                                                 |                     |                     |                      |                      |                                             |                                             |                                             |                                             |                                             |                                             |                                    |                                    |                         |                         |                         |                         |                      |                      |  |  |
| Jo Si (You Shi) | Jo Si (You Shi) | Jo Si (You Shi) | Jo Si (You Shi) | Jo Si (You Shi)       | Jo Si (You Shi)       |                       |                       | Csia Csen (Jia Zhen)                              | Csia Csen (Jia Zhen)                              | Csia Csen (Jia Zhen)                              | Csia Csen (Jia Zhen)                              | Csia Csen (Jia Zhen)                              | Csia Csen (Jia Zhen)                              |                            |                            | Csia Hszi-csun (Jia Xichun) Tavasz Búcsúzása | Csia Hszi-csun (Jia Xichun) Tavasz Búcsúzása | Csia Hszi-csun (Jia Xichun) Tavasz Búcsúzása | Csia Hszi-csun (Jia Xichun) Tavasz Búcsúzása | Csia Hszi-csun (Jia Xichun) Tavasz Búcsúzása | Csia Hszi-csun (Jia Xichun) Tavasz Búcsúzása |                    |                 | Vang Hszi-feng (Wang Xifeng) Főnix asszony | Vang Hszi-feng (Wang Xifeng) Főnix asszony | Vang Hszi-feng (Wang Xifeng) Főnix asszony | Vang Hszi-feng (Wang Xifeng) Főnix asszony | Vang Hszi-feng (Wang Xifeng) Főnix asszony           | Vang Hszi-feng (Wang Xifeng) Főnix asszony           |                                                      |                                                      | Csia Lien (Jia Lian)                                 | Csia Lien (Jia Lian)                                 | Csia Lien (Jia Lian)                          | Csia Lien (Jia Lian)                          | Csia Lien (Jia Lian)                          | Csia Lien (Jia Lian)                          |                                               |                                               | Csia Jing-csun (Jia Yingchun) Tavasz Köszöntése | Csia Jing-csun (Jia Yingchun) Tavasz Köszöntése | Csia Jing-csun (Jia Yingchun) Tavasz Köszöntése | Csia Jing-csun (Jia Yingchun) Tavasz Köszöntése | Csia Jing-csun (Jia Yingchun) Tavasz Köszöntése | Csia Jing-csun (Jia Yingchun) Tavasz Köszöntése |                     |                     |                      |                      |                                             |                                             | Lin Taj-jü (Lin Daiyu) Kék Drágakő          | Lin Taj-jü (Lin Daiyu) Kék Drágakő          | Lin Taj-jü (Lin Daiyu) Kék Drágakő          | Lin Taj-jü (Lin Daiyu) Kék Drágakő          | Lin Taj-jü (Lin Daiyu) Kék Drágakő | Lin Taj-jü (Lin Daiyu) Kék Drágakő |                         |                         |                         |                         |                      |                      |  |  |
| Jo Si (You Shi) | Jo Si (You Shi) | Jo Si (You Shi) | Jo Si (You Shi) | Jo Si (You Shi)       | Jo Si (You Shi)       |                       |                       | Csia Csen (Jia Zhen)                              | Csia Csen (Jia Zhen)                              | Csia Csen (Jia Zhen)                              | Csia Csen (Jia Zhen)                              | Csia Csen (Jia Zhen)                              | Csia Csen (Jia Zhen)                              |                            |                            | Csia Hszi-csun (Jia Xichun) Tavasz Búcsúzása | Csia Hszi-csun (Jia Xichun) Tavasz Búcsúzása | Csia Hszi-csun (Jia Xichun) Tavasz Búcsúzása | Csia Hszi-csun (Jia Xichun) Tavasz Búcsúzása | Csia Hszi-csun (Jia Xichun) Tavasz Búcsúzása | Csia Hszi-csun (Jia Xichun) Tavasz Búcsúzása |                    |                 | Vang Hszi-feng (Wang Xifeng) Főnix asszony | Vang Hszi-feng (Wang Xifeng) Főnix asszony | Vang Hszi-feng (Wang Xifeng) Főnix asszony | Vang Hszi-feng (Wang Xifeng) Főnix asszony | Vang Hszi-feng (Wang Xifeng) Főnix asszony           | Vang Hszi-feng (Wang Xifeng) Főnix asszony           |                                                      |                                                      | Csia Lien (Jia Lian)                                 | Csia Lien (Jia Lian)                                 | Csia Lien (Jia Lian)                          | Csia Lien (Jia Lian)                          | Csia Lien (Jia Lian)                          | Csia Lien (Jia Lian)                          |                                               |                                               | Csia Jing-csun (Jia Yingchun) Tavasz Köszöntése | Csia Jing-csun (Jia Yingchun) Tavasz Köszöntése | Csia Jing-csun (Jia Yingchun) Tavasz Köszöntése | Csia Jing-csun (Jia Yingchun) Tavasz Köszöntése | Csia Jing-csun (Jia Yingchun) Tavasz Köszöntése | Csia Jing-csun (Jia Yingchun) Tavasz Köszöntése |                     |                     |                      |                      |                                             |                                             | Lin Taj-jü (Lin Daiyu) Kék Drágakő          | Lin Taj-jü (Lin Daiyu) Kék Drágakő          | Lin Taj-jü (Lin Daiyu) Kék Drágakő          | Lin Taj-jü (Lin Daiyu) Kék Drágakő          | Lin Taj-jü (Lin Daiyu) Kék Drágakő | Lin Taj-jü (Lin Daiyu) Kék Drágakő |                         |                         |                         |                         |                      |                      |  |  |
|                 |                 |                 |                 |                       |                       |                       |                       |                                                   |                                                   |                                                   |                                                   |                                                   |                                                   |                            |                            |                                              |                                              |                                              |                                              |                                              |                                              |                    |                 |                                            |                                            |                                            |                                            |                                                      |                                                      |                                                      |                                                      |                                                      |                                                      |                                               |                                               |                                               |                                               |                                               |                                               |                                                 |                                                 |                                                 |                                                 |                                                 |                                                 |                     |                     |                      |                      |                                             |                                             |                                             |                                             |                                             |                                             |                                    |                                    |                         |                         |                         |                         |                      |                      |  |  |
|                 |                 |                 |                 |                       |                       |                       |                       |                                                   |                                                   |                                                   |                                                   |                                                   |                                                   |                            |                            |                                              |                                              |                                              |                                              |                                              |                                              |                    |                 |                                            |                                            |                                            |                                            |                                                      |                                                      |                                                      |                                                      |                                                      |                                                      |                                               |                                               |                                               |                                               |                                               |                                               |                                                 |                                                 |                                                 |                                                 |                                                 |                                                 |                     |                     |                      |                      |                                             |                                             |                                             |                                             |                                             |                                             |                                    |                                    |                         |                         |                         |                         |                      |                      |  |  |
|                 |                 |                 |                 | Csia Zsung (Jia Rong) | Csia Zsung (Jia Rong) | Csia Zsung (Jia Rong) | Csia Zsung (Jia Rong) | Csia Zsung (Jia Rong)                             | Csia Zsung (Jia Rong)                             |                                                   |                                                   | Csin Ko-csing (Qin Keqing)                        | Csin Ko-csing (Qin Keqing)                        | Csin Ko-csing (Qin Keqing) | Csin Ko-csing (Qin Keqing) | Csin Ko-csing (Qin Keqing)                   | Csin Ko-csing (Qin Keqing)                   |                                              |                                              |                                              |                                              |                    |                 |                                            |                                            |                                            |                                            | Csia Csiao-csie (Jia Qiaojie)                        | Csia Csiao-csie (Jia Qiaojie)                        | Csia Csiao-csie (Jia Qiaojie)                        | Csia Csiao-csie (Jia Qiaojie)                        | Csia Csiao-csie (Jia Qiaojie)                        | Csia Csiao-csie (Jia Qiaojie)                        |                                               |                                               | Csia Cseng (Jia Zheng)                        | Csia Cseng (Jia Zheng)                        | Csia Cseng (Jia Zheng)                        | Csia Cseng (Jia Zheng)                        | Csia Cseng (Jia Zheng)                          | Csia Cseng (Jia Zheng)                          |                                                 |                                                 | Vang (Wang) asszony                             | Vang (Wang) asszony                             | Vang (Wang) asszony | Vang (Wang) asszony | Vang (Wang) asszony  | Vang (Wang) asszony  |                                             |                                             |                                             |                                             |                                             |                                             |                                    |                                    |                         |                         |                         |                         |                      |                      |  |  |
|                 |                 |                 |                 | Csia Zsung (Jia Rong) | Csia Zsung (Jia Rong) | Csia Zsung (Jia Rong) | Csia Zsung (Jia Rong) | Csia Zsung (Jia Rong)                             | Csia Zsung (Jia Rong)                             |                                                   |                                                   | Csin Ko-csing (Qin Keqing)                        | Csin Ko-csing (Qin Keqing)                        | Csin Ko-csing (Qin Keqing) | Csin Ko-csing (Qin Keqing) | Csin Ko-csing (Qin Keqing)                   | Csin Ko-csing (Qin Keqing)                   |                                              |                                              |                                              |                                              |                    |                 |                                            |                                            |                                            |                                            | Csia Csiao-csie (Jia Qiaojie)                        | Csia Csiao-csie (Jia Qiaojie)                        | Csia Csiao-csie (Jia Qiaojie)                        | Csia Csiao-csie (Jia Qiaojie)                        | Csia Csiao-csie (Jia Qiaojie)                        | Csia Csiao-csie (Jia Qiaojie)                        |                                               |                                               | Csia Cseng (Jia Zheng)                        | Csia Cseng (Jia Zheng)                        | Csia Cseng (Jia Zheng)                        | Csia Cseng (Jia Zheng)                        | Csia Cseng (Jia Zheng)                          | Csia Cseng (Jia Zheng)                          |                                                 |                                                 | Vang (Wang) asszony                             | Vang (Wang) asszony                             | Vang (Wang) asszony | Vang (Wang) asszony | Vang (Wang) asszony  | Vang (Wang) asszony  |                                             |                                             |                                             |                                             |                                             |                                             |                                    |                                    |                         |                         |                         |                         |                      |                      |  |  |
|                 |                 |                 |                 |                       |                       |                       |                       |                                                   |                                                   |                                                   |                                                   |                                                   |                                                   |                            |                            |                                              |                                              |                                              |                                              |                                              |                                              |                    |                 |                                            |                                            |                                            |                                            |                                                      |                                                      |                                                      |                                                      |                                                      |                                                      |                                               |                                               |                                               |                                               |                                               |                                               |                                                 |                                                 |                                                 |                                                 |                                                 |                                                 |                     |                     |                      |                      |                                             |                                             |                                             |                                             |                                             |                                             |                                    |                                    |                         |                         |                         |                         |                      |                      |  |  |
|                 |                 |                 |                 |                       |                       |                       |                       |                                                   |                                                   |                                                   |                                                   |                                                   |                                                   |                            |                            |                                              |                                              |                                              |                                              |                                              |                                              |                    |                 |                                            |                                            |                                            |                                            |                                                      |                                                      |                                                      |                                                      |                                                      |                                                      |                                               |                                               |                                               |                                               |                                               |                                               |                                                 |                                                 |                                                 |                                                 |                                                 |                                                 |                     |                     |                      |                      |                                             |                                             |                                             |                                             |                                             |                                             |                                    |                                    |                         |                         |                         |                         |                      |                      |  |  |
|                 |                 |                 |                 |                       |                       |                       |                       |                                                   |                                                   |                                                   |                                                   |                                                   |                                                   |                            |                            |                                              |                                              | Li Van (Li Wan)                              | Li Van (Li Wan)                              | Li Van (Li Wan)                              | Li Van (Li Wan)                              | Li Van (Li Wan)    | Li Van (Li Wan) |                                            |                                            | † Csia Csu (Jia Zhu)                       | † Csia Csu (Jia Zhu)                       | † Csia Csu (Jia Zhu)                                 | † Csia Csu (Jia Zhu)                                 | † Csia Csu (Jia Zhu)                                 | † Csia Csu (Jia Zhu)                                 |                                                      |                                                      | Csia Jüan-csun (Jia Yuanchun) Tavasz Érkezése | Csia Jüan-csun (Jia Yuanchun) Tavasz Érkezése | Csia Jüan-csun (Jia Yuanchun) Tavasz Érkezése | Csia Jüan-csun (Jia Yuanchun) Tavasz Érkezése | Csia Jüan-csun (Jia Yuanchun) Tavasz Érkezése | Csia Jüan-csun (Jia Yuanchun) Tavasz Érkezése |                                                 |                                                 | Pao-jü (Baoyu)                                  | Pao-jü (Baoyu)                                  | Pao-jü (Baoyu)                                  | Pao-jü (Baoyu)                                  | Pao-jü (Baoyu)      | Pao-jü (Baoyu)      |                      |                      | Csia Tan-csun (Jia Tanchun) Tavasz Virulása | Csia Tan-csun (Jia Tanchun) Tavasz Virulása | Csia Tan-csun (Jia Tanchun) Tavasz Virulása | Csia Tan-csun (Jia Tanchun) Tavasz Virulása | Csia Tan-csun (Jia Tanchun) Tavasz Virulása | Csia Tan-csun (Jia Tanchun) Tavasz Virulása |                                    |                                    | Csia Huan (Jia Huan)    | Csia Huan (Jia Huan)    | Csia Huan (Jia Huan)    | Csia Huan (Jia Huan)    | Csia Huan (Jia Huan) | Csia Huan (Jia Huan) |  |  |
|                 |                 |                 |                 |                       |                       |                       |                       |                                                   |                                                   |                                                   |                                                   |                                                   |                                                   |                            |                            |                                              |                                              | Li Van (Li Wan)                              | Li Van (Li Wan)                              | Li Van (Li Wan)                              | Li Van (Li Wan)                              | Li Van (Li Wan)    | Li Van (Li Wan) |                                            |                                            | † Csia Csu (Jia Zhu)                       | † Csia Csu (Jia Zhu)                       | † Csia Csu (Jia Zhu)                                 | † Csia Csu (Jia Zhu)                                 | † Csia Csu (Jia Zhu)                                 | † Csia Csu (Jia Zhu)                                 |                                                      |                                                      | Csia Jüan-csun (Jia Yuanchun) Tavasz Érkezése | Csia Jüan-csun (Jia Yuanchun) Tavasz Érkezése | Csia Jüan-csun (Jia Yuanchun) Tavasz Érkezése | Csia Jüan-csun (Jia Yuanchun) Tavasz Érkezése | Csia Jüan-csun (Jia Yuanchun) Tavasz Érkezése | Csia Jüan-csun (Jia Yuanchun) Tavasz Érkezése |                                                 |                                                 | Pao-jü (Baoyu)                                  | Pao-jü (Baoyu)                                  | Pao-jü (Baoyu)                                  | Pao-jü (Baoyu)                                  | Pao-jü (Baoyu)      | Pao-jü (Baoyu)      |                      |                      | Csia Tan-csun (Jia Tanchun) Tavasz Virulása | Csia Tan-csun (Jia Tanchun) Tavasz Virulása | Csia Tan-csun (Jia Tanchun) Tavasz Virulása | Csia Tan-csun (Jia Tanchun) Tavasz Virulása | Csia Tan-csun (Jia Tanchun) Tavasz Virulása | Csia Tan-csun (Jia Tanchun) Tavasz Virulása |                                    |                                    | Csia Huan (Jia Huan)    | Csia Huan (Jia Huan)    | Csia Huan (Jia Huan)    | Csia Huan (Jia Huan)    | Csia Huan (Jia Huan) | Csia Huan (Jia Huan) |  |  |
|                 |                 |                 |                 |                       |                       |                       |                       |                                                   |                                                   |                                                   |                                                   |                                                   |                                                   |                            |                            |                                              |                                              |                                              |                                              |                                              |                                              |                    |                 |                                            |                                            |                                            |                                            |                                                      |                                                      |                                                      |                                                      |                                                      |                                                      |                                               |                                               |                                               |                                               |                                               |                                               |                                                 |                                                 |                                                 |                                                 |                                                 |                                                 |                     |                     |                      |                      |                                             |                                             |                                             |                                             |                                             |                                             |                                    |                                    |                         |                         |                         |                         |                      |                      |  |  |
|                 |                 |                 |                 |                       |                       |                       |                       |                                                   |                                                   |                                                   |                                                   |                                                   |                                                   |                            |                            |                                              |                                              |                                              |                                              |                                              |                                              | Csia Lan (Jia Lan) |                 |                                            |                                            |                                            |                                            |                                                      |                                                      |                                                      |                                                      |                                                      |                                                      |                                               |                                               |                                               |                                               |                                               |                                               |                                                 |                                                 |                                                 |                                                 |                                                 |                                                 |                     |                     |                      |                      |                                             |                                             |                                             |                                             |                                             |                                             |                                    |                                    |                         |                         |                         |                         |                      |                      |  |  |

### ASi(Shi)család
|  |  |  |  |  |  |  |  |                                     |                                     |                                     |                                     |                                     |                                     |  |  |  |  | † A Si (Shi) család őse |  |  |  |  |  |                                         |                |                |                |                              |                              |                              |                              |                              |                              |                    |                    |                    |                    |  |  |  |  |  |  |  |  |
|  |  |  |  |  |  |  |  |                                     |                                     |                                     |                                     |                                     |                                     |  |  |  |  |                         |  |  |  |  |  |                                         |                |                |                |                              |                              |                              |                              |                              |                              |                    |                    |                    |                    |  |  |  |  |  |  |  |  |
|  |  |  |  |  |  |  |  |                                     |                                     |                                     |                                     |                                     |                                     |  |  |  |  |                         |  |  |  |  |  |                                         |                |                |                |                              |                              |                              |                              |                              |                              |                    |                    |                    |                    |  |  |  |  |  |  |  |  |
|  |  |  |  |  |  |  |  | Csia (Jia) nagyanya az anyahercegnő | Csia (Jia) nagyanya az anyahercegnő | Csia (Jia) nagyanya az anyahercegnő | Csia (Jia) nagyanya az anyahercegnő | Csia (Jia) nagyanya az anyahercegnő | Csia (Jia) nagyanya az anyahercegnő |  |  |  |  |                         |  |  |  |  |  |                                         |                |                |                | † Csia (Jia) nagyanya fivére | † Csia (Jia) nagyanya fivére | † Csia (Jia) nagyanya fivére | † Csia (Jia) nagyanya fivére | † Csia (Jia) nagyanya fivére | † Csia (Jia) nagyanya fivére |                    |                    |                    |                    |  |  |  |  |  |  |  |  |
|  |  |  |  |  |  |  |  | Csia (Jia) nagyanya az anyahercegnő | Csia (Jia) nagyanya az anyahercegnő | Csia (Jia) nagyanya az anyahercegnő | Csia (Jia) nagyanya az anyahercegnő | Csia (Jia) nagyanya az anyahercegnő | Csia (Jia) nagyanya az anyahercegnő |  |  |  |  |                         |  |  |  |  |  |                                         |                |                |                | † Csia (Jia) nagyanya fivére | † Csia (Jia) nagyanya fivére | † Csia (Jia) nagyanya fivére | † Csia (Jia) nagyanya fivére | † Csia (Jia) nagyanya fivére | † Csia (Jia) nagyanya fivére |                    |                    |                    |                    |  |  |  |  |  |  |  |  |
|  |  |  |  |  |  |  |  |                                     |                                     |                                     |                                     |                                     |                                     |  |  |  |  |                         |  |  |  |  |  | Felhőcske apja                          | Felhőcske apja | Felhőcske apja | Felhőcske apja | Felhőcske apja               | Felhőcske apja               |                              |                              | Si Ting (Shi Ding)           | Si Ting (Shi Ding)           | Si Ting (Shi Ding) | Si Ting (Shi Ding) | Si Ting (Shi Ding) | Si Ting (Shi Ding) |  |  |  |  |  |  |  |  |
|  |  |  |  |  |  |  |  |                                     |                                     |                                     |                                     |                                     |                                     |  |  |  |  |                         |  |  |  |  |  | Felhőcske apja                          | Felhőcske apja | Felhőcske apja | Felhőcske apja | Felhőcske apja               | Felhőcske apja               |                              |                              | Si Ting (Shi Ding)           | Si Ting (Shi Ding)           | Si Ting (Shi Ding) | Si Ting (Shi Ding) | Si Ting (Shi Ding) | Si Ting (Shi Ding) |  |  |  |  |  |  |  |  |
|  |  |  |  |  |  |  |  |                                     |                                     |                                     |                                     |                                     |                                     |  |  |  |  |                         |  |  |  |  |  |                                         |                |                |                |                              |                              |                              |                              |                              |                              |                    |                    |                    |                    |  |  |  |  |  |  |  |  |
|  |  |  |  |  |  |  |  |                                     |                                     |                                     |                                     |                                     |                                     |  |  |  |  |                         |  |  |  |  |  | Si Hsziang-jün (Shi Xiangyun) Felhőcske |                |                |                |                              |                              |                              |                              |                              |                              |                    |                    |                    |                    |  |  |  |  |  |  |  |  |

### AVang(Wang)család
|           |           |                                                    |                                                    |                                                    |                                                    |                                                    |                                                    |                                            |                                            |                                            |                                            |                                            |                                            |                            |                            |                            |                            |                            |                            |  |  |  |  |  |  | † A Vang (Wang) család őse |                     |                     |                     |                     |                     |  |  |                           |                           |                             |                             |                             |                             |                             |                             |                     |                     |                     |                     |                     |                     |                  |                  |                                           |                                           |                                           |                                           |                                           |                                           |  |  |                         |                         |                         |                         |                         |                         |  |  |  |  |  |  |  |  |  |  |  |  |  |  |  |  |  |  |  |  |  |  |
|           |           |                                                    |                                                    |                                                    |                                                    |                                                    |                                                    |                                            |                                            |                                            |                                            |                                            |                                            |                            |                            |                            |                            |                            |                            |  |  |  |  |  |  |                            |                     |                     |                     |                     |                     |  |  |                           |                           |                             |                             |                             |                             |                             |                             |                     |                     |                     |                     |                     |                     |                  |                  |                                           |                                           |                                           |                                           |                                           |                                           |  |  |                         |                         |                         |                         |                         |                         |  |  |  |  |  |  |  |  |  |  |  |  |  |  |  |  |  |  |  |  |  |  |
|           |           |                                                    |                                                    |                                                    |                                                    |                                                    |                                                    |                                            |                                            |                                            |                                            |                                            |                                            |                            |                            |                            |                            |                            |                            |  |  |  |  |  |  |                            |                     |                     |                     |                     |                     |  |  |                           |                           |                             |                             |                             |                             |                             |                             |                     |                     |                     |                     |                     |                     |                  |                  |                                           |                                           |                                           |                                           |                                           |                                           |  |  |                         |                         |                         |                         |                         |                         |  |  |  |  |  |  |  |  |  |  |  |  |  |  |  |  |  |  |  |  |  |  |
|           |           | † Vang Hszi-feng (Wang Xifeng), Főnix asszony apja | † Vang Hszi-feng (Wang Xifeng), Főnix asszony apja | † Vang Hszi-feng (Wang Xifeng), Főnix asszony apja | † Vang Hszi-feng (Wang Xifeng), Főnix asszony apja | † Vang Hszi-feng (Wang Xifeng), Főnix asszony apja | † Vang Hszi-feng (Wang Xifeng), Főnix asszony apja |                                            |                                            |                                            |                                            |                                            |                                            | Vang Ce-teng (Wang Ziteng) | Vang Ce-teng (Wang Ziteng) | Vang Ce-teng (Wang Ziteng) | Vang Ce-teng (Wang Ziteng) | Vang Ce-teng (Wang Ziteng) | Vang Ce-teng (Wang Ziteng) |  |  |  |  |  |  | Vang (Wang) asszony        | Vang (Wang) asszony | Vang (Wang) asszony | Vang (Wang) asszony | Vang (Wang) asszony | Vang (Wang) asszony |  |  |                           |                           | Vang Ce-seng (Wang Zisheng) | Vang Ce-seng (Wang Zisheng) | Vang Ce-seng (Wang Zisheng) | Vang Ce-seng (Wang Zisheng) | Vang Ce-seng (Wang Zisheng) | Vang Ce-seng (Wang Zisheng) |                     |                     |                     |                     |                     |                     | Hszüe (Xue) néni | Hszüe (Xue) néni | Hszüe (Xue) néni                          | Hszüe (Xue) néni                          | Hszüe (Xue) néni                          | Hszüe (Xue) néni                          |                                           |                                           |  |  |                         |                         |                         |                         |                         |                         |  |  |  |  |  |  |  |  |  |  |  |  |  |  |  |  |  |  |  |  |  |  |
|           |           | † Vang Hszi-feng (Wang Xifeng), Főnix asszony apja | † Vang Hszi-feng (Wang Xifeng), Főnix asszony apja | † Vang Hszi-feng (Wang Xifeng), Főnix asszony apja | † Vang Hszi-feng (Wang Xifeng), Főnix asszony apja | † Vang Hszi-feng (Wang Xifeng), Főnix asszony apja | † Vang Hszi-feng (Wang Xifeng), Főnix asszony apja |                                            |                                            |                                            |                                            |                                            |                                            | Vang Ce-teng (Wang Ziteng) | Vang Ce-teng (Wang Ziteng) | Vang Ce-teng (Wang Ziteng) | Vang Ce-teng (Wang Ziteng) | Vang Ce-teng (Wang Ziteng) | Vang Ce-teng (Wang Ziteng) |  |  |  |  |  |  | Vang (Wang) asszony        | Vang (Wang) asszony | Vang (Wang) asszony | Vang (Wang) asszony | Vang (Wang) asszony | Vang (Wang) asszony |  |  |                           |                           | Vang Ce-seng (Wang Zisheng) | Vang Ce-seng (Wang Zisheng) | Vang Ce-seng (Wang Zisheng) | Vang Ce-seng (Wang Zisheng) | Vang Ce-seng (Wang Zisheng) | Vang Ce-seng (Wang Zisheng) |                     |                     |                     |                     |                     |                     | Hszüe (Xue) néni | Hszüe (Xue) néni | Hszüe (Xue) néni                          | Hszüe (Xue) néni                          | Hszüe (Xue) néni                          | Hszüe (Xue) néni                          |                                           |                                           |  |  |                         |                         |                         |                         |                         |                         |  |  |  |  |  |  |  |  |  |  |  |  |  |  |  |  |  |  |  |  |  |  |
|           |           |                                                    |                                                    |                                                    |                                                    |                                                    |                                                    |                                            |                                            |                                            |                                            |                                            |                                            |                            |                            |                            |                            |                            |                            |  |  |  |  |  |  |                            |                     |                     |                     |                     |                     |  |  |                           |                           |                             |                             |                             |                             |                             |                             |                     |                     |                     |                     |                     |                     |                  |                  |                                           |                                           |                                           |                                           |                                           |                                           |  |  |                         |                         |                         |                         |                         |                         |  |  |  |  |  |  |  |  |  |  |  |  |  |  |  |  |  |  |  |  |  |  |
| Wang Rong | Wang Rong | Wang Rong                                          | Wang Rong                                          | Wang Rong                                          | Wang Rong                                          |                                                    |                                                    | Vang Hszi-feng (Wang Xifeng) Főnix asszony | Vang Hszi-feng (Wang Xifeng) Főnix asszony | Vang Hszi-feng (Wang Xifeng) Főnix asszony | Vang Hszi-feng (Wang Xifeng) Főnix asszony | Vang Hszi-feng (Wang Xifeng) Főnix asszony | Vang Hszi-feng (Wang Xifeng) Főnix asszony |                            |                            |                            |                            |                            |                            |  |  |  |  |  |  |                            |                     |                     |                     |                     |                     |  |  | Xia Csin-kui (Xia Jingui) | Xia Csin-kui (Xia Jingui) | Xia Csin-kui (Xia Jingui)   | Xia Csin-kui (Xia Jingui)   | Xia Csin-kui (Xia Jingui)   | Xia Csin-kui (Xia Jingui)   |                             |                             | Hszüe Pan (Xue Pan) | Hszüe Pan (Xue Pan) | Hszüe Pan (Xue Pan) | Hszüe Pan (Xue Pan) | Hszüe Pan (Xue Pan) | Hszüe Pan (Xue Pan) |                  |                  | Hszüe Pao-csaj (Xue Baochai) Drága Boglár | Hszüe Pao-csaj (Xue Baochai) Drága Boglár | Hszüe Pao-csaj (Xue Baochai) Drága Boglár | Hszüe Pao-csaj (Xue Baochai) Drága Boglár | Hszüe Pao-csaj (Xue Baochai) Drága Boglár | Hszüe Pao-csaj (Xue Baochai) Drága Boglár |  |  | Csia Pao-jü (Jia Baoyu) | Csia Pao-jü (Jia Baoyu) | Csia Pao-jü (Jia Baoyu) | Csia Pao-jü (Jia Baoyu) | Csia Pao-jü (Jia Baoyu) | Csia Pao-jü (Jia Baoyu) |  |  |  |  |  |  |  |  |  |  |  |  |  |  |  |  |  |  |  |  |  |  |
| Wang Rong | Wang Rong | Wang Rong                                          | Wang Rong                                          | Wang Rong                                          | Wang Rong                                          |                                                    |                                                    | Vang Hszi-feng (Wang Xifeng) Főnix asszony | Vang Hszi-feng (Wang Xifeng) Főnix asszony | Vang Hszi-feng (Wang Xifeng) Főnix asszony | Vang Hszi-feng (Wang Xifeng) Főnix asszony | Vang Hszi-feng (Wang Xifeng) Főnix asszony | Vang Hszi-feng (Wang Xifeng) Főnix asszony |                            |                            |                            |                            |                            |                            |  |  |  |  |  |  |                            |                     |                     |                     |                     |                     |  |  | Xia Csin-kui (Xia Jingui) | Xia Csin-kui (Xia Jingui) | Xia Csin-kui (Xia Jingui)   | Xia Csin-kui (Xia Jingui)   | Xia Csin-kui (Xia Jingui)   | Xia Csin-kui (Xia Jingui)   |                             |                             | Hszüe Pan (Xue Pan) | Hszüe Pan (Xue Pan) | Hszüe Pan (Xue Pan) | Hszüe Pan (Xue Pan) | Hszüe Pan (Xue Pan) | Hszüe Pan (Xue Pan) |                  |                  | Hszüe Pao-csaj (Xue Baochai) Drága Boglár | Hszüe Pao-csaj (Xue Baochai) Drága Boglár | Hszüe Pao-csaj (Xue Baochai) Drága Boglár | Hszüe Pao-csaj (Xue Baochai) Drága Boglár | Hszüe Pao-csaj (Xue Baochai) Drága Boglár | Hszüe Pao-csaj (Xue Baochai) Drága Boglár |  |  | Csia Pao-jü (Jia Baoyu) | Csia Pao-jü (Jia Baoyu) | Csia Pao-jü (Jia Baoyu) | Csia Pao-jü (Jia Baoyu) | Csia Pao-jü (Jia Baoyu) | Csia Pao-jü (Jia Baoyu) |  |  |  |  |  |  |  |  |  |  |  |  |  |  |  |  |  |  |  |  |  |  |

## Helyszínek

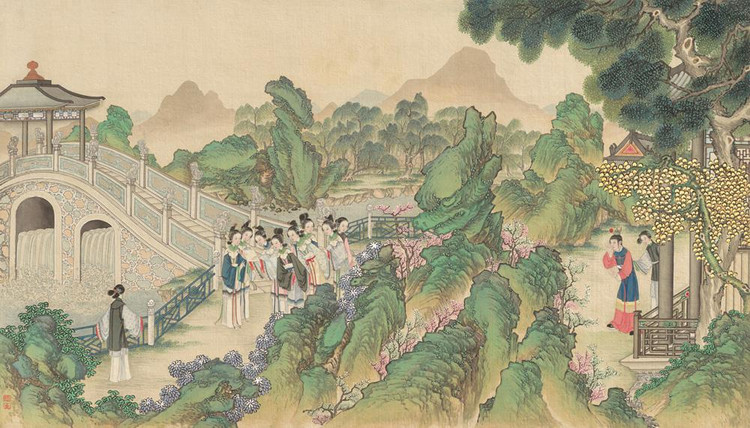
Szun Ven (Sun Wen) 孙温 (1818–1904) egyik illusztrációja a regényhez (19. sz.)

Mivel A vörös szoba álma lényegében egyetlen család történetére építkező regény, viszonylag kevés olyan helyszín jelenik meg, amikor az események a Csia (Jia) család két palotája jelentette mikrokörnyezeten kívül játszódnak.
A történet Szucsou (Suzhou)ban 蘇州 / 苏州 kezdődik, ahol Csan Si-jin (Zhen Shiyin) és Csia Hua (Jia Hua) élnek. Ez utóbbi egyébként Hucsou (Huzhou)ban 湖州 született. A Lin család ugyancsak Szucsou (Suzhou)ban él, közelebbről Jangcsou (Yanghou)ban, ahol Csan Si-jin (Zhen Shiyin)nel összeér a történetük.
A Csia (Jia) család eredetileg Csinling (Jinling)ből 金陵 („Arany domb”) származik, ami a korabeli Nanking (Nanjing) 南京, vagyis a „Déli Főváros” másik neve. Ide nevezték ki prefektusnak Csia (Jia) Huát, és a regény elején még itt áll a Hszüe (Xue) család palotája is.
A regény túlnyomó része a fővárosban (csing (jing) 京, vagy csing-tu (jingdu) 京都), illetve környékén játszódik. A mandzsuk uralta Csing (Qing)-dinasztia idején (1644–1911) végig Peking (Beijing) 北京, vagyis az „Északi Főváros”, amelyet azonban a szerző egyszer sem nevez meg konkrétan. Itt áll a Csia (Jia) család két palotája is, a Ning-kuo fu (Ningguo fu) 寧國府 / 宁国府, vagyis a „Trón Nyugalmának Palotája” és a Zsung-kuo fu (Rongguo fu) 榮國府 / 荣国府 , vagyis a „Trón Becsületének Palotája”. Amikor a Zsung-kuo (Rongguo)-palotabeli Csia Jüan-csun (Jia Yuanchun)t a császár másodfeleségének rangjába emeltetett és megengedték neki, hogy hazalátogasson a szülői házba. A rokonság azzal tisztelte meg az immár magas méltóságú családtagját, hogy a palota területén egy impozáns parkot alakított ki, amelyet (Ta-kuan jüan (Dàguān yuan)nak 大觀園 / 大观园, vagyis „A Szemek Gyönyörűségének Parkjának” neveztek el. Az új park leglátványosabb helyszínei és épületei közül a legtöbbnek Pao-csaj (Baochai) adott költői, találó elnevezést. A látogatást követően a család néhány tagja, mint például Pao-jü (Bayu), Kék Drágakő, Si Hsziang-jün (Shi Xiangyun) és Hszüe Pao-csaj (Xue Baochai) itt kapnak egy-egy saját lakrészt, rezidenciát.

### A Szemek Gyönyörűségének Parkjának főbb részei

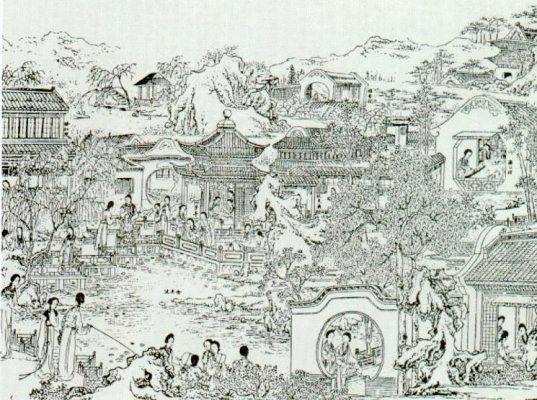
A Szemek Gyönyörűségének Parkja egy 1889-ből származó illusztráción

- Bambusz Remetelak (Hsziao-hsziang kuan (Xiāoxiāng guǎn) 潇湘馆 / 瀟湘館; szó szerint „Viharzúgásos Hsziang (Xiang)-lak”): Kék Drágakő lakrésze a parkban.
- Harmonikus Piros Udvar, vagy Begónia Udvar (Ji hung jüan (Yí hóng yuàn) 怡红院 / 怡紅院; szó szerint: „Harmónia vörös udvar”): Pao-jü (Bayu) lakrésze a parkban.
- Őserdő Udvar (Heng vu jüan (Héng wú yuàn) 蘅蕪苑 / 蘅芜苑; szó szerint: „Illatozó növényzet kertje”): Hszüe Pao-csaj (Xue Baochai) lakrésze a parkban.
- Rizstermelő Paraszt háza (Tao hsziang csü (Dào xiāng jū) 稻香居 / 稻香居; szó szerint: „A rizstermelés illatának háza”): Az özvegy Li Van (Li Wan) lakrésze a parkban.
- Ce ling csou li tö cuj csin lou (Zǐ líng zhōu lǐ de cuì jǐn lóu) 紫菱洲里的翠錦樓 / 紫菱洲里的翠锦楼): Tavasz Köszöntésének a lakrésze a parkban.[m 10]
- Derült Őszidő Remetelak (Csiu suang csaj (Qiū shuǎng zhāi) 秋爽齋 / 秋爽斋): Tavasz Virulásának a lakrésze a parkban.
- Damasztkioszk (Csuj csin ko (Zhui jǐn gé) 綴錦閣 / 缀锦阁): Tavasz Köszöntésének a lakrésze a parkban.
- Meleg Illatok Kastélyocskája (Liao feng hszüan ju nuan hsziang wu (Liǎo fēng xuān you ming nuǎn xiāng wu) 蓼風軒暖香塢 / 蓼风轩暖香坞): Tavasz Búcsúzásának a lakrésze a parkban.
- Li-hsziang jüan (Líxiāng yuàn) 梨香院: Hszüe (Xue) néni lakrésze a Zsung-kuo (Rongguo)-palotában.[m 11]
- Jégmadárkalitka (Lung cuj an (Lǒng cuì ān) 隴翠庵 / 陇翠庵; szó szerint: „Lung (Long)-hegyi jégmadár apácazárda”): Miao-jü (Miaoyu) lakrésze a parkban.
- A Szemek Gyönyörűségének Kilátója (Ta-kuan lou (Dàguān lóu) 大觀樓 / 大观楼; szó szerint: „A nagy látvány tornya”): a park főépülete.

## Szövegváltozatok, kiadások
A Vörös szoba álmának szövegkritikai vizsgálata máig központi tárgyát képezi a kutatásoknak. Ennek oka, hogy a fennmarat kézirat- és kiadásváltozatok olyan, olykor jelentős különbségeket mutatnak, melyekre mindenképpen érdemes lenne magyarázatot találni.Tény az, hogy a művet Cao Hszüe-csin (Cao Xueqin) életében nem adták ki, nem adatta ki, azonban több, kézzel másolt példány létezett belőle. Számos kutató azon a véleményen van, hogy az eredeti, Cao-féle kézirat összesen 108 vagy 110 fejezetből állhatott, de ismeretlen okok miatt, a szerző halála után már csak 80 fejezet maradt fenn. Egy ilyen kézirat volt az is, amelyet majd 1791-ben Cseng Vej-jüan (Cheng Weiyuan) és Kao O (Gao E) megszerkesztett és nyomtatásban is megjelentett, és olyan változtatásokat, javításokat tartalmaz, amelyeket a szerző, Cao nem engedélyezett. Elképzelhető, hogy a szerző saját maga semmisítette meg a befejező kb. 30 fejezetet, de az is lehetséges, hogy ezek a hiányzó fejezetek bekerültek a Cseng (Cheng) és Kao (Gao) által 120 fejezetesre bővített kiadásba.

### A „Rúzs-féle változatok”

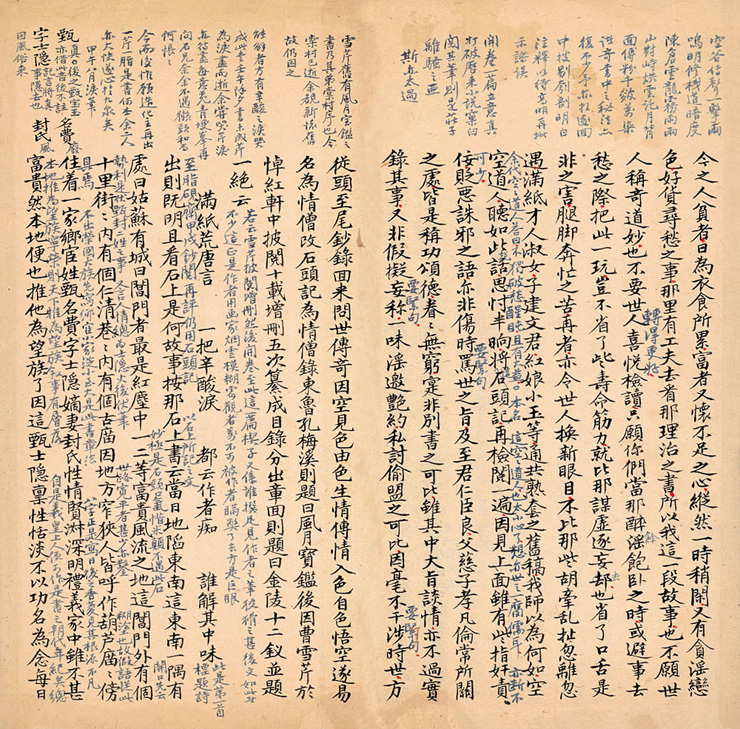
A regény „Csi-mao (Jimao) kéziratának” (己卯本) egyik lapja, ami egyike a „Rúzs-féle” kéziratos változatoknak (kb. 1759)

A vörös szoba álma egészen az 1791-es nyomtatott megjelenéséig csak kéziratos változatokban létezett, melyek közül sokáig csak a 80 fejezetes változatok voltak ismertek. Ezeket ismeretlen szerkesztők vörös tussal korrigálták, javították és kommentálták. Ezekből a kommentálásokból az sejthető, hogy már a regény korai, kéziratos változatának sem egyetlen szerzője volt, és ezek a szerkesztők, kommentátorok akár Cao Hszüe-csin (Cao Xuejin) közvetlen családtagjai is lehettek. A regényen a legjelentősebb szerkesztői munkát egy Cse Jen-csaj (Zhi Yanzhai) 脂硯齋 / 脂砚斋 (szó szerint: „Rúzs Tus-dörzskő Stúdió”) álnevet használó személy végezte el. Az általa szerkesztett, korrigált legkorábbi kéziratos szövegváltozatokat ma Cse-pen (Zhiben) 脂本, vagyis „Rúzs-féle változatoknak” nevezik. A vizsgálatok eredményeképpen az is elképzelhető, hogy ennek az ismeretlen szerkesztőnek a hatására alakította úgy a szerző a történetet, amilyennek most ismert. Ám azt, hogy kit rejt a Cse Jen-csaj (Zhi Yanzhai) álnév, máig nem sikerült kideríteni. A vörös szoba álma egyik elismert kutatója, Csou Zsu-csang (Zhou Ruchang) 周汝昌 (1918–2012) azon a véleményen volt, hogy a titokzatos „Rúzs Tus-dörzskő” nem más, mint Cao Hszüe-csin (Cao Xuejin) egyik unokahúga és egyben másodfelesége, akiről az író egyébként Si Hsziang-jü (Shi Xiangyu) 史湘雲 alakját formázta. Feltevését nem fogadták el széles körben, így a rejtélyes szerkesztő kilétének meghatározása továbbra is vizsgálatok tárgya. David Hawkes brit sinológus csupán annyit állít, hogy a szerző egyik közreműködő közeli rokona lehetett.
Ma tizenkét ilyen korai kéziratváltozat ismert (lásd szövegdoboz), melyek között ugyan jelentős eltérés nem figyelhető meg, de tudományos szempontból mindenképpen szövegvariánsoknak tekintendők. Az első 80 fejezetet tartalmazó szövegvariánsok számos utalást tartalmaznak a regény drámai végkifejletét illetően. Például olyanokat, hogy Kék Drágakő a regény végén nyilvánvalóan meg fog halni, vagy hogy Pao-jü (Baoyu) feleségül veszi Pao-csaj (Baochai)t (Drága Boglárt), és végül szerzetesnek áll.
A legújabb kritikai kiadások a „Rúzs-féle változatokat” veszik alapul a regény első 80 fejezetének tekintetében.
| A regény 1791 előttről fennmaradt kéziratos változatai | A regény 1791 előttről fennmaradt kéziratos változatai |
| --- | ------------------------------------------------------ |
| - Csia-hszü pen (Jiaxu ben) 甲戌本 Az 1–8., a 13–16. és a 18–23., összesen 16 fejezetet tartalmazó, 4 füzetből álló kézirat 1754-ből. Eredetileg Hu Si (Hu Shi) saját példánya volt, amelyet halála után a Cornell Egyetemen (USA) őriztek, 2005-től a Sanghaji Múzeumban tárolják. - Csi-mao pen (Jimao ben) 己卯本 Az 1–20., a 31–40., az 55. (második fele), az 56–58., az 59. (első fele), a 61–63., a 65., a 66. és a 68–70. fejezeteket tartalmazó kézirat 1759-ből. - Keng-csen pen (Gengchen ben) 庚辰本 Az 1-80. fejezetet tartalmazza, amelyből hiányzik a 64. és a 67. fejezet. Összesen 8 füzetből álló kézirat 1759-ből. - Meng-ku Vang-fu pen (Menggu Wangfu ben) 蒙古王府本 (vagy: Meng-fu pen (Meng-fu ben) 蒙府本) A „Mongol királyi palota-féle változat”, amely mind a 120 fejezetet tartalmazza. - Csi hszü pen (Qi xu ben) 戚序本 (vagy: Si jin pen (Shi yin ben) 石印本; Sanghaj pen (Shanghai ben) 上海本; Nanking pen (Nanjing ben) 南京本) Az első 80 fejezet tartalmazó kézirat Csi Liao-seng (Qi Liaosheng) 戚蓼生 előszavával. - Jang cang pen (Yang zang ben) 杨藏本 (vagy: Meng kao pen (Meng gao ben) 梦稿本) A „Jang (Yang) által őrzött kézirat”, amely mind a 120 fejezetet tartalmazza és eredetileg egy bizonyos Jang Csi-cseng (Yang Jizhen) 杨继振 tulajdonában volt. - Su hszü pen (Shu xu ben) 舒序本 A „Shu előszavas kézirat”, amely az 1–40. fejezetet tartalmazza 1789-ből, amelyhez egy bizonyos Su Jüan-vej (Shu Yuanwei) 舒元炜 írt előszót. - O cang pen (E zang ben) 俄藏本 (vagy: Lie cang pen (Lie zang ben) 列藏本) Az „Orosz kézirat”, amely az 5. és a 6. fejezet kivételével az első 78 fejezetet tartalmazza. Szentpéterváron őrzik. - Meng-csüe csu-zsen pen (Mengjue zhuren xu ben) 梦觉主人序本 (vagy: Meng-csüe pen (Mengjue ben) 梦觉本; Jia-csen pen (Jiachen ben) 甲辰本) A „Meng-csüe (Mengjue) gazda előszavas kézirat”, amely az első 80 fejezetet tartalmazza egy magát "Meng-csüe (Mengjue) gazdának" nevező személy előszavával 1784-ből. - Cseng cang pen (Zheng zang ben) 郑藏本 A „Zheng által őrzött kézirat”, amely csupán a 23. és 24. fejezetet tartalmazza, és eredetileg Cseng Csen-to (Zheng Zhenduo) 郑振铎 (1898–1958) tulajdonában volt. - Pej si ta pen (Bei shi da ben) 北师大本 A 64. és a 67. fejezet kivételével az első 80 fejezetet tartalmazó kézirat 16 füzetben. - Pien cang pen (Bian zang ben) 卞藏本 Az első 10 fejezetet tartalmazó kézirat, amely a legújabban előkerült változat. |                                                        |

### ACseng(Cheng)–Kao(Gao)-féle változatok
Cseng Vej-jüan (Cheng Weiyuan) 程偉元 / 程伟元 (?–1818) és Kao O (Gao E) 高鶚 (kb. 1738 – kb. 1815) 1791-re összeállította és kiadásra előkészítette az addig A kő története (Si-to csi (Shitou ji) 石頭記 / 石头记) címet viselő kéziratot és még abban az évben A vörös szoba álma címen meg is jelentették. A „Rúzs-féle” kéziratok csak 80 fejezetesek voltak, az 1791-ben megjelent első nyomtatott kiadás azonban már 120 fejezetet tartalmazott. Ennek az első 80 fejezetét egyértelműen a „Rúzs-féle változatok” alapján állították össze, azonban az utolsó 40 fejezet teljesen új megjelenés volt, olyan hozzátoldás, amelynek előzményei ma már nem fejthetők fel.
1792-ben ismét megjelentették a regényt, javítva az első kiadás tipográfiai és szerkesztési hibáit. A előszóban Cseng (Cheng) azt állítja, hogy a teljes mű, így a utolsó 40 fejezet is a szerző saját maga által írt kéziratain alapul.
Az utolsó 40 fejezet eredete és az 1791–92-es előszóban állítottak körül mind a mai napig tudós viták zajlanak. A vörös szoba álma modern kutatói közül többen azon a véleményen vannak, hogy az utolsó negyven fejezet teljes mértékben utólagos hozzátoldás. A regény egyik első tudományos kutatója, Hu Si (Hu Shi) (1891–1962) egy 1921-es cikkében azzal támasztja alá ezt a hipotézist, hogy az 1791–92-ben, nyomtatásban megjelent 120 fejezetes változat befejezésében a központi karakterek sorsa egészen eltér attól, mint amit Cao Hszüe-csin (Cao Xuejin) az 5. fejezetben megelőlegezett és sejtetni enged. A 20. század közepén előkerült, 1791 előttről származó 120 fejezetes kézirat csak tovább komplikálta az utolsó 40 fejezet keletkezési körülményeinek kiderítését, valamint Cseng Vej-jüan (Cheng Weiyuan) és Kao O (Gao E) szerepének tisztázását. Jóllehet ha a megtalált 120 fejezetes kézirat csakugyan tartalmazza a ma ismert utolsó 40 fejezetet, akkor igazolni látszik Cseng (Cheng) azon állítása, amit az 1791–92-es kiadás előszavában megfogalmazott, miszerint ők a szerző eredeti kézirata alapján dolgoztak.
A regény legtöbb modern kiadása és fordítása a Cseng Vej-jüan (Cheng Weiyuan) és Kao O (Gao E) által szerkesztett kiadáson alapul. Vannak olyan kiadások, amelyek az utolsó 40 fejezetet függelékben teszik közre, sőt olyan is van, amelyik egyáltalán nem tartalmazza.

## Hung(Hong)ológia
A Kínai Népköztársaságban A vörös szoba álmát a klasszikus kínai regényirodalom fő művének tekintik, jelentőségét hangsúlyozandó, az irodalomtudomány keretei között külön diszciplína fejlődött ki, amely a hung (hong)ológia (kínaiul: hung-hszüe (hongxue) 紅學 / 红学) nevet kapta. A hung (hong)ológia, vagyis A vörös szoba álma kutatás alapvetően fő kutatási témái a szerző Cao Hszüe-csin (Cao Xueqin) életének kutatása, illetve az önéletrajzi párhuzamok felfejtése a regényben; a regény fellelhető különböző kiadásainak, változatainak összehasonlító vizsgálata; szövegkritikai vizsgálatok, melyek során újabb kommentárok születnek és nem utolsósorban, a rejtélyes szerkesztő, „Rúzs Tus-dörzskő” kilétének és a szerzővel való kapcsolatának kiderítése.

## Megítélése és kritikája

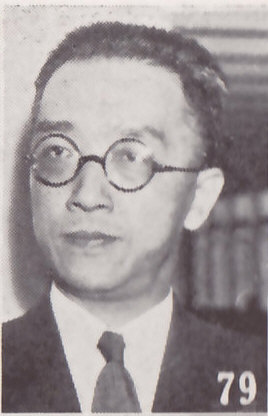
Hu Si (Hu Shi) (1891–1962)

A 20. század elején a reformer politikus, kora egyik legtermékenyebb filozófusa és irodalomtörténésze, Liang Csi-csao (Liang Qichao) 梁啟超 / 梁启超 (1873–1929) A vörös szoba álmát a másik nagy kínai regénnyel, a Vízparti történettel együtt olyan műnek bélyegezte, mely „rablásra és bujálkodásra buzdít”. A károsnak tartott nyugati irodalom hatásait vélte felfedezni bennük, melynek visszaszorítása társadalmi felelősség. Az író és költő Vang Kuo-vej (Wang Guowei) 王國維 / 王国维 (1877–1927) ezzel szemben olyan regényként tekintett rá, amely vigaszt nyújt az olvasóinak.
A 20. század elején, az 1910-es években megindult kulturális reform egyik fő célkitűzése a nyelvújítás volt. Ennek keretei között élesen bírálták a megmerevedett klasszikus kínai nyelv írásbeli dominanciáját, és a reformmozgalom képviselői egyre erőteljesebben szorgalmazták a beszélt nyelven alapuló új kínai írott és egyben irodalmi nyelv megteremtését és használatát. A mozgalom egyik kiemelkedő alakja volt Hu Si (Hu Shi), aki többek között a korabeli beszélt nyelvet tükröző formában megírt regényt tekintette az egyik olyan alapnak, amelyet felhasználva megszülethet az új kínai irodalmi nyelv. Ezt a feladatát oly komolyan vette, hogy a pekingi köznyelven íródott regény szókincsére alapozta a modern mandarin nyelvet is.
Hu Si (Hu Shi) tanítványai, Ku Csie-kang (Gu Jiegang) 顧頡剛 / 顾颉刚 (1893–1980) és Jü Ping-po (Yu Pingbo) 俞平伯 (1900–1990) voltak azok, akik elsőként megállapították, hogy a regény szerzője Cao Hszüe-csin (Cao Xueqin). A szerzőség meghatározására tett erőfeszítéseik is jól példázzák a kulturális reform jelentette szemléletváltást, amelynek köszönhetően előtérbe került és felértékelődött a regény, amely a hagyományos értelmiségi értékrendben, a magas kultúra köreiben korábban alantas műfajnak számított.
Az 1920-as évekre az új szellemiségű értelmiségi körök hatására A vörös szoba álmának tanulmányozása, a hung-hszüe (hongxue) 紅學 / 红学 már nem csupán népszerű kedvtelésnek számított, de hivatalosan is elismert tudományos diszciplínaként tekintettek rá. A rajongó, lelkes olvasók táborába tartozott a fiatal Mao Ce-tung (Mao Zedong) is, aki később azt állította, hogy ötször is elolvasta A vörös szoba álmát, és a kínai irodalom legjelentősebb alkotásai egyikének tartotta.

A regény témája és stílusa olyan kínai szerzőket inspirált, mint Pa Csin (Ba Jin) 巴金 (1904–2005) és Lin Jü-tang (Lin Yutang) 林語堂 / 林语堂 (1895–1976), akik A család (Csia (Jia) 家; 1931-ben), illetve az Egy múló pillanat (Csing hua jen jün (Jing hua yan yun) 京華煙雲 / 京华烟云; 1939-ben) című regényeiket bevallottan A vörös szoba álmának hatására írták.

„A vörös szoba álmát a világirodalom egyik remekének tekintem. Jellemfestése, mély és gazdag emberiessége, tökéletesen csiszolt stílusa és maga a mese is feljogosít erre az ítéletre. Alakjai élnek, valóságosabbak és meghittebbek számunkra, mint élő barátaink s mindegyik olyan hangon beszél, amelyet külön-külön megismerünk. Mindenekfölött megvan benne az, amit „nagy történetnek” nevezünk.”

– Lin Jü-tang (Lin Yutang): Mi, kínaiak (Révai Nyomda és Kiadó, Budapest, 1939, 285. oldal)

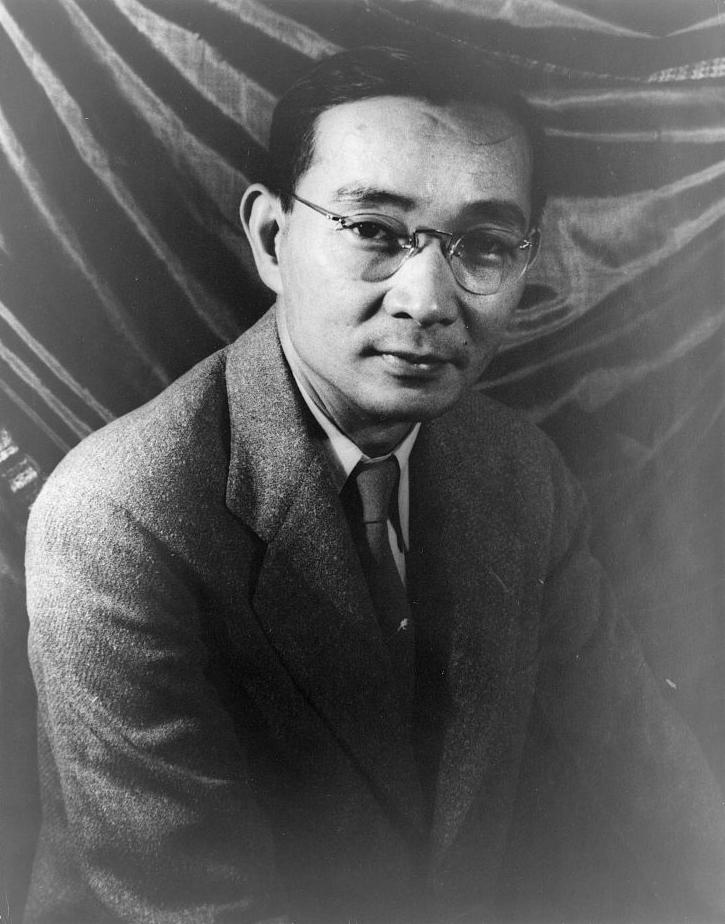
Lin Jü-tang (Lin Yutang) (1895–1976)

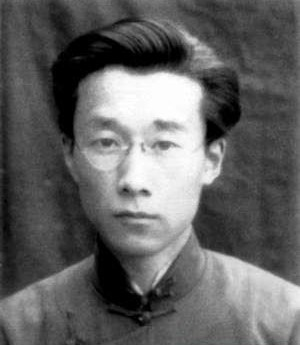
Csou Zsu-csang (Zhou Ruchang) (1918–2012)

Az 1950-es években A vörös szoba álma kutatása nagy lendületet kapott, ami elsősorban a hung-hszüe (hongxue)-kutató Jü Ping-po (Yu Pingbo) jelentős, cikkekben közölt tanulmányainak volt köszönhető. Csou Zsu-csang (Zhou Ruchang) 周汝昌 (1918–2012), aki fiatal kutatóként már az 1940-es évek végén felkeltette Hu Si (Hu Shi) figyelmét, 1953-ban megjelentette nagy hatású tanulmánykötetét, amely rövid időn belül bestsellerré vált.
1954-ben Mao elnök személyesen bírálta Jü Ping-po (Yu Pingbo)t „burzsoá idealizmusa” miatt, amiért tanulmányaiban elmulasztotta hangsúlyozni a regényben kifejtett feudális társadalom hanyatlását és az osztályharc tematikát. Az 1956-ban Mao által meghirdetett „Virágozzék száz virág!” kampány során Jü Ping-po (Yu Pingbo) heves és éles bírálatok kereszttüzében találja magát, melynek a kormányzat részéről nem várt hatása az volt, hogy A vörös szoba álmával kapcsolatos, a központi ideológiával ellentétes vagy attól eltérő nézeteiről olyan széles tömegek is értesültek, akik egyébként fel sem figyeltek volna a tudós munkásságára.
A kulturális forradalom első éveiben (1966–1976) A vörös szoba álma sok más klasszikus kínai regénnyel együtt burzsoá irodalomnak bélyegezve az elítélendő és tiltandó művek közé került, de tekintélyét nemsokára így is visszanyerte. Csou Zsu-csang (Zhou Ruchang) pedig a 2012. május 31-én bekövetkezett haláláig mintegy hatvan jelentős tanulmányt írt és jelentetett meg a regénnyel és annak szerzőjével kapcsolatban.

## Feldolgozásai

### Képző- és díszítőművészetek
A vörös szoba álmához kapcsolódó első képzőművészeti alkotások alighanem magához a regényhez kapcsolódó illusztrációk voltak. A regény egyik első, leghíresebb illusztrátorának a Szungcsiang (Songjiang) 松江 (a mai Sanghaj) területén született és alkotott képzőművész, Kaj Csi (Gai Qi) 改琦 (1773–1828) tekinthető. Kaj Csi (Gai Qi) tizennyolc éves volt, amikor a regény első nyomtatott változata megjelent. Az ifjú művészre olyan nagy hatást tett a történet, hogy élete során elkészítette a regény fontosabb szereplőit ábrázoló fametszetes sorozatát. A teljes sorozat összesen 50 képből áll, melyen 55 szereplő látható. A Hung lou meng tu-ju (Hong lou meng tuyong) 紅樓夢圖咏 / 红楼梦图咏 címet viselő sorozatát azonban csak több mint fél évszázaddal a halála után, 1879-ben adták ki először. A vörös szoba álma legjelentősebb illusztrációinak gyűjteményét 2006-ban adták ki Hongkongban Hung lou meng ku hua lu (Hong lou meng gu hu lu) 红楼梦古画录 (’A vörös szoba álma régi képeinek jegyzéke’) címen.
Az illusztrációkon túl a képzőművészek A vörös szoba álma szereplőit, jeleneteit, helyszíneit előszeretettel választották témául a hagyományos festményeikhez, papír- vagy táblaképeikhez, fametszetekhez. A díszítőművészetnek ugyancsak kedvelt motívumai, így például a festett üvegcséktől, porcelánoktól kezdve, a jáde- vagy zsírkőfaragványokon át egészen a hímzésekig vagy bútordíszítésekig számos helyen, formában és technikával kivitelezve felbukkannak mind a mai napig.

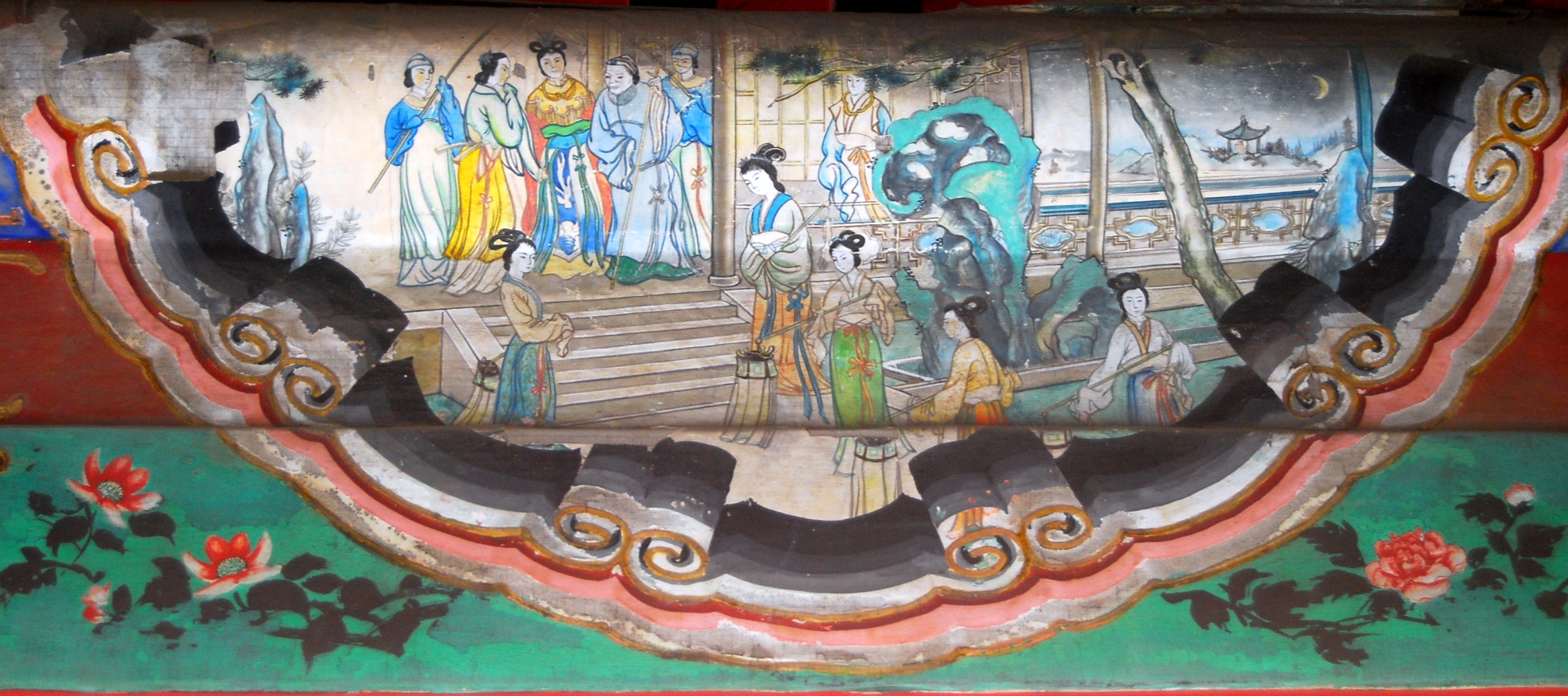
Tavasz Érkezésének hazalátogatását bemutató jelenet a pekingi Nyári Palota egyik dekorációján (19. század)

### Operák, színpadi művek
A vörös szoba álma a hagyományos és modern opera és színházak repertoárjában is népszerű. A kínai operát hagyományos északi és déli irányzatként különböztetik meg. A zene, tánc, ének és akrobatika jellemezte északi operák közül a pekingi opera (csing-csü (jingju) 京剧 / 京劇), melynek színpadain találkozni lehet A vörös szoba álma (Hung lou er Ju (Hong lou er You) 红楼二尤) című feldolgozásával. A déli operaiskolák műsorában, a regénnyel azonos, A vörös szoba álma (Hung lou meng (Hong lou meng) 红楼梦) címen szerepel. Olyan déli opera társulatok adják elő időről-időre, mint a főként Csöcsiang (Zhejiang)ban, Sanghajban, Csiangszu (Jiangsu)ban és Fucsien (Fujian)ben közkedvelt jüe csü (yue ju) 越剧 / 越劇, a többek között Hongkongban népszerű huang-mei-hszi (huangmeixi) 黃梅戲, a kun-csü (kunqu) 崑曲 és a kantoni opera (jüe csü (yue ju) 粤剧).
A hagyományos operafeldolgozásokon kívül ismert modern színpadi feldolgozása. Tajvanon Csia Pao-jü (Jia Baoyu) címen (ami a főhős neve) a musicalváltozatát is bemutatták 2011-ben.

### Filmek, filmsorozatok
A vörös szoba álmának mintegy 20 filmes adaptációja készült, melyek a Kínai Népköztársaságban, Hongkongban és Tajvanon készültek. Ezek közül kilenc tévéfilm, vagy sorozat, tizenegy pedig mozifilm. Az első, ekkor még fekete-fehér filmes feldolgozása 1944-ben készült, a rendezője pedig Pu Van-cang (Bu Wancang) 卜万苍 (1903–1974). A legutolsó nagy játékfilmes feldolgozására 1989-ben került sor. A regénnyel azonos című, 735 perces film rendezője Hszie Tie-li (Xie Tieli) 谢铁骊 (1925–). A kínai filmes szakma és a közvélemény a regényből készült egyik legsikerültebb, legjelentősebb tévésorozatnak, az 1987-ben bemutatott, Vang Fu-lin (Wang Fulin) 王扶林 (1931–) rendezte, 36 részes Hung lou meng (Hong lou meng)et tartja. A regény legutolsó tévésorozat formájában történt feldolgozását 2010-ben mutatták be. Az összesen 50 részes, részenként 40 perces sorozat rendezője Li Sao-hung (Li Shaohong) 李少红 (1955–), és a teljes költségvetés kb. 118 millió zsen-min-pi (renminbi) (kb. 4 milliárd forint) volt.

## Fordításai

### Keleti nyelveken
A Vörös szoba álmának első idegen nyelvű fordítása minden bizonnyal a Csing (Qing)-dinasztia uralkodóinak anyanyelve, a mandzsu nyelvű változat lehetett. Ez valamikor a 18. század első felében készülhetett el. Kiadásának pontos évszáma sajnos nem ismert. A regény mongol nyelvű fordítása 1847-ben jelent meg, de egy modern nyelvű fordítását 1976–1981 között hat kötetben is kiadták. Az első koreai nyelvű fordítás 1884-ből ismert, de a regény újabb koreai fordításai a 20. század során számos alkalommal megjelentek. A regény első fejezetének japán nyelvű fordítása 1892-ben készült, és ebből az évből származik a 20. fejezet fordítása is, amely egy másik gyűjteményben található. Az első 80 fejezetet tartalmazó japán fordítás 1920–22-ben jelent meg, míg a teljes 120 fejezetes regény japán fordítása 1940-ben készült el. Ezeken a keleti nyelveken kívül A vörös szoba álma olvasható még tibetiül (első megjelenés: 1983), kazakul (első megjelenés: 1976–1981), ujgurul (első megjelenés: 1975–1979), vietnámiul (első megjelenés: 1962–1963), thaiul (első megjelenés: 1980) és burmaiul (első megjelenés: 1988) is.

### Nyugati nyelveken
- Angolul

A vörös szoba álma első nyugati nyelvű fordításkísérletei angolul történtek. Robert Morrison (1782–1834) protestáns misszionárius és sinológus a regény negyedik fejezetének részleteit ültette át angolra 1812-ben. Ezt a Horae Sincae című műve második kötete tartalmazta volna, ám könyve soha nem jelent meg. 1816-ban azonban a 31. fejezet párbeszédeinek angol fordítását megjelentette a Chinese language textbook Dialogues and Detached Sentences in the Chinese Language című művében. 1819-ben a harmadik fejezet egy rövid kivonatát fordította le a híres brit diplomata és sinológus, John Francis Davis (1795–1890), amely a London Journal Quarterly Review-ban jelent meg. 1830-ban ugyancsak Davis fordításában megjelent harmadik fejezet egyik verse a Transactions of the Royal Asiatic Society-ben. A következő angol nyelvű fordításrészletek 1846-ban jelentek meg Ningpo (Ningbo)ban, a presbiteriánus misszió kiadásában. Edward Charles Bowra 1868-ban adta közre az első nyolc fejezet fordítását, majd H. Bencraft Joly fordításában az első ötvenhat fejezet 1892-ben jelent meg. Wang Chi-Chen angol nyelvű, rövidített fordítása, amely a regény központi szerelmi szálára fókuszál, 1929-ben jelent meg Arthur Walley előszavával. 1958-ban jelent meg a regény azon angol nyelvű fordítása, melyet Franz Kuhn német, rövidített változata alapján készített Florence és Isabel McHugh. Az első teljesnek mondható angol nyelvű fordítása a David Hawkes sinológus nevéhez köthető, aki a regény első nyolcvan fejezetének angol változatát három kötetben jelentette meg (1973, 1977, 1980). A három kötet a The Story of the Stone („A kő története”) címet viselte. Hawkes fordítását John Minford tette teljessé az utolsó negyven fejezet angolra ültetésével, amely így már öt kötetben, 2,480 oldalon jelent meg. A kiváló felkészültségű és hihetetlenül termékeny fordítópáros az angol Gladys Yang (lánykori nevén: Gladys Margaret Tayler; 1919–1999) és a kínai férje, Jang Hszien-ji (Yang Xianyi) 楊憲益 / 杨宪益 (1915–2009) ugyancsak lefordította a teljes regényt. Az ő fordításuk három kötetben, A Dream of Red Mansions címen Pekingben jelent meg először 1978–1980-ban, a Foreign Language Press gondozásában.
- Németül

A vörös szoba álma németül először Franz Kuhn (1884–1961) rövidített, átdolgozott változatában volt olvasható, amely a Der Traum der Roten Kammer címen 1932-ben jelent meg Lipcsében. Sokáig nem is létezett másik fordítása. Az első teljes német fordítást Rainer Schwarz (1940–) és Martin Woesler (1969–) sinológusok készítették el, amely 2006–2009-ben jelent meg.
- Franciául

Franciául először Franz Kuhn rövidített, átszerkesztett német nyelvű változatát fordította le Armel Guerne, ami 1957-ben jelent meg két kötetben Le Rêve dans le pavillon rouge címen. Az első teljes francia nyelvű fordítás 1979-ben jelent meg, amelyet Li Tche-houa, Jacqueline Alézaïs és André d'Hormon készített el, és ugyancsak Le Rêve dans le pavillon rouge címen, ugyancsak két kötetben jelent meg.
- Oroszul

A vörös szoba álma első részletei oroszul A. I. Kovanko misszionárius fordításában voltak olvashatók, ami 1841–43-ban jelent meg. Az első teljes orosz nyelvű fordítást V. A. Panaszjuk (1924–1990) készítette el Szon v krasznom tyereme címen 1958-ban.
- Finnül

A vörös szoba álma finn nyelvű fordítása Franz Kuhn német nyelvű, rövidített változatából készült. Punaisen huoneen uni eli címen, Jorma Partanen (1906–1972), költő, műfordító tolmácsolásában, 1957-ben jelent meg.
- Olaszul

A vörös szoba álma első olasz nyelvű fordítása Franz Kuhn német, rövidített változatából készült, melynek fordítói Clara Bovero és Carla Pirrone Riccio voltak. Fordításuk Il sogno della camera rossa címen 1958-ban jelent meg Torinóban.
- Románul

A vörös szoba álmát Visul din pavilionul roșu címen, Ileana Hogea-Velişcu (1936–) sinológus fordította románra, ami 1975-ben, három kötetben jelent meg az Editura Minerva kiadónál, Bukarestben.
- Spanyolul

A vörös szoba álmát Sueño en el pabellón rojo címen Zhao Zhenjiang 赵振江 és José Antonio García Sánchez fordította spanyolra. A fordítás először 1988-ban jelent meg három kötetben az Universidad de Granada kiadó gondozásában, majd legutóbb két kötetben, ugyanez a kiadó 2010-ben jelentette meg.
- Svédül

A vörös szoba álmát svédre Pär Bergman fordította, és Drömmar om röda gemak címen 2005-től 2011-ig, összesen öt kötetben jelent meg a Bokförlaget Atlantis kiadó gondozásában. Az ötkötetes svéd fordítás érdekessége, hogy mindegyik köteten külön alcímeket tüntettek fel, amelyek a történet központjában álló Csia (Jia)-ház hanyatlásának stációira utalnak:
1. Guldåldern (Aranykor); 1–26. fejezet (2005)
2. Silveråldern (Ezüstkor); 27–53. fejezet (2007)
3. Kopparåldern (Rézkor); 54–80. fejezet (2009)
4. Järnåldern (Vaskor); 81–100. fejezet (2010)
5. Stenåldern (Kőkor); 101–120. fejezet (2011)

- Csehül

Csehre Oldřich Král (1930–) prágai sinológus fordította, Sen v červeném domě címen három kötetben jelent meg 1986–88-ban.
- Eszperantóul

A vörös szoba álma eszperantóul is olvasható Ruĝdoma sonĝo címen, amit Hszie Jü-mig (Xie Yuming) 谢玉明 (1941–) eszperantisa készített el az angol fordítás alapján, és 1995–97-ben jelent meg három kötetben Pekingben.

### A magyar nyelvű fordítás
A magyar irodalomban nagy hagyományokkal rendelkező műfordítás a kínai irodalom átültetésével szinte járatlan utakon, szakszerű előzmények nélkül indult el az 1950-es években. Ekkor jelentkeztek ugyanis az új alapokra fektetett magyar sinológia azon szakértő képviselői, akik rendelkeztek az ehhez szükséges felkészültséggel, irodalmi ismerettel, nyelvtudással, esetlegesen szépírói, de legalábbis műfordítói készséggel és tehetséggel. A magyar sinológusok – sokszor műfordítókkal szorosan együttműködve – az Európa Könyvkiadó több évtizeden át nyúló programjának keretében számos klasszikus kínai nyelvű mű magyar fordítását tették elérhetővé a nagyközönség számára. Ezen alkotások közül is kiemelt jelentőségűek voltak a nagy klasszikus kínai regények, hiszen például a líra alkotásaival szemben, ha zömében nem is kínaiból készült fordításival, de például Kosztolányi Dezső, Illyés Gyula, Szabó Lőrinc és mások fordításában, interpretálásában már találkozhatott a magyar olvasóközönség.
A klasszikus kínai regények iránt olyan nagy érdeklődés mutatkozott, hogy érdemes és szükséges volt eljuttatni őket az olvasókhoz jóval előbb, minthogy fordításuk az eredetiből elkészülhetett volna. Ennek tudható be, hogy több klasszikus kínai regény magyar fordítása közvetítő nyelvből, elsősorban német átdolgozásból készült. A vörös szoba álma is ezek közé tartozik, hiszen a magyar fordítás Franz Kuhn (1884–1961) Der Traum der roten Kammer címen, először 1932-ben megjelent német nyelvű fordítás-átdolgozásából készült. Kuhn drasztikusan lerövidítette az eredeti művet. Az eredeti százhúsz fejezetet ötven fejezetbe vonta össze, kizárólag a központi cselekményre összpontosítva. Így a német változat (és a magyar fordítás is) kevesebb mint a fele a mű eredeti terjedelmének. A fordítást Lázár György (1924–1978) szerkesztő, műfordítóra bízták, a versbetétek műfordítását pedig Szerdahelyi István (1934–) készítette el. A regény magyar fordítása először 1959-ben jelent meg az Európa Könyvkiadónál, ahol a sinológus végzettségű Tőkei Ferenc (1930–2000) gondozta főszerkesztőként a kötetet és előszóval is ellátta. Így ez az egyik első klasszikus kínai regény, ami magyarul is olvasható volt. Az Európa Könyvkiadó gondozásában, a mai napig összesen öt kiadásban jelent meg a Vörös szoba álma, utoljára 1988-ban, egyszer pedig 1975-ben, a Bukarestben működő Kriterion Könyvkiadó jelentette meg ugyanezt a fordítást. A hat kiadás több százezer megjelentetett és eladott példányt jelent.
Az 1983-ban, „Kína kultúrája magyarul” címen rendezett könyvkiállításon az addig megjelent kínai tárgyú magyar könyvtermés volt látható. Ferenczy Mária ennek a kiállításnak a kapcsán a következőket írta: „A vörös szoba álma például eddig legalább négy kiadásban fogyott el, kínaiból való fordítása pedig egyelőre még az előmunkálatoknál tart.” Új fordítása azonban azóta sem készült. A mű újrafordítását sok szempont indokolná. Az 1959-ben megjelentetett fordítást szinte változtatások nélkül adták ki újra és újra, legfeljebb csak Tőkei előszavát hagyták el belőle. Hiányoznak belőle a magyarázó jegyzetek, melyek nélkül a laikus olvasó sokszor nehézségekbe ütközik. A magyar fordítás is számos helyen elavult, mára megfáradt nyelvi fordulatokat használ. A Kínában zajló Vörös szoba álma-kutatás olyan alapos filológiai munkát végzett, melyek eredményeit az 1930-as évek elején Franz Kuhn még nem ismerhette, így az ő változatában is sokszor felbukkannak olyan nyelvi, tárgyi tévedések, melyek a magyar szövegbe is bekerültek és javítandók lennének.

### Magyarul
- ↑ A vörös szoba álma: Cao Hszüe-csin, Kao O: A vörös szoba álma I–II. Fordította: Lázár György, a versbetéteket fordította: Szerdahelyi István: Az előszót írta: Tőkei Ferenc, Budapest Európa Könyvkiadó, 1959. A világirodalom klasszikusai (348 + 349 o.)
- ↑ A vörös szoba álma 1962:  2. kiad. [egy kötetben]. Budapest, Európa Könyvkiadó, 1962 (692 o.)
- ↑ A vörös szoba álma 1964:  3. kiad. Budapest, Európa Könyvkiadó, 1964. A világirodalom remekei (679 o.)
- ↑ A vörös szoba álma 1976:  4. kiad. Budapest, Európa Könyvkiadó, 1976. A világirodalom remekei (679 o.)
- ↑ A vörös szoba álma 1988:  5. kiad. Budapest, Európa Könyvkiadó, 1988. A világirodalom remekei (679 o.)
- ↑ A vörös szoba álma 1975:  Bukarest, Kriterion Könyvkiadó, 1975. Horizont Könyvek (683 o.)
- ↑ Csibra 2006:  Csibra Zsuzsanna: Tenyérnyi selymen végtelen tér. Kínai költők magyar fordításokban. Budapest, Argumentum, 2006. ISBN 963 446 363 0
- ↑ Ferenczy 1985:  Ferenczy Mária: "Kína kultúrája magyarul". In Kína kultúrája Magyarországon. Budapest, MTA Orientalisztikai Munkaközösség, 1985. Történelem és kultúra 2. 83–95. o.
- ↑ Lin 1939:  Lin Jü-tang: Mi, kínaiak. Budapest, Révai [Nyomda és Kiadó], 1939
- ↑ Mészáros 2002:  Mészáros Vilma: "A vörös szoba álma". In 111 híres külföldi regény I. kötet (ötödik javított kiadás). Budapest, Móra Könyvkiadó, 2002. 94–103. o. ISBN 963 11 7652 5
- ↑ Tőkei—Miklós 1960:  Tőkei Ferenc – Miklós Pál: A kínai irodalom rövid története. Budapest, Gondolat Kiadó, 1960

### Idegen nyelven
- ↑ Feng-Li 1990:  Feng Csi-jung (Feng Qiyong) 冯其庸, Li Hszi-fan (Li Xifan): Hung lou meng ta ce-tien (Hong lou meng da cidian) 红楼梦大辞典 [A vörös szoba álmának nagy lexikona]. Peking (Beijing) 北京, Ven-hua Ji-su Csu-pan-sö (Wenhua Yishu Chubanshe) 化艺术出版社, 1990. ISBN 7-5039-0463-1
- ↑ Lu 1982:  Lu Hsun: A Brief History of Chinese Fiction. Peking, Foreign Languages Press, 1982
- ↑ Wang 1988:  Vang Li-na (Wang Lina) 王丽娜: Csung-kuo ki-tien hsziao-suo hszi-csü ming csu caj kuo vaj (Zhongguo gudian xiaoshuo xiqu ming zhu zai guo wai) 中国古典小说戏曲名著在国外 [Kína legjelesebb klasszikus prózai és drámai művei külföldön]. Sanghaj (Shanghai) 上海, Hszüe-lin Csu-pan-sö (Xuelin Chubanshe) 学林出版社, 1988. ISBN 7-80510-168-X
- ↑ Yang-Guo 1986:  Jang Vej-csen (Yang Weizhen) 杨为珍, Kuo Zsung-kuang (Guo Rongguang) 郭荣光: Hung lou meg ce-tien (Hong lou meng cidian) 红楼梦辞典 [A vörös szoba álma-lexikon]. Csinan (Jinan) 济南, Santung Ven-ji Csu-pan-sö (Shandong Wenyi Chubanshe) 山东文艺出版社, 1986. ISBN 7-5329-0078-9